# Llista de museus dels Països Baixos
Llista de museus dels Països Baixos per províncies i les illes caribenyes.

## Brabant del Nord
Asten
- Museu Nacional dels carillons
- Museu d'Història natural De Pela

Bergeijk
- AutomusA

Bergen op Zoom
- Het Markiezenhof

Best
- Klompenmuseum De Platijn
- Museu Bevrijdende Vleugels

Boxtel
- Oertijdmuseum De Groene Poort
- Wasch- en Strijkmuseum

Breda
- Museu decBreda
- Museu Begijnhof de Breda

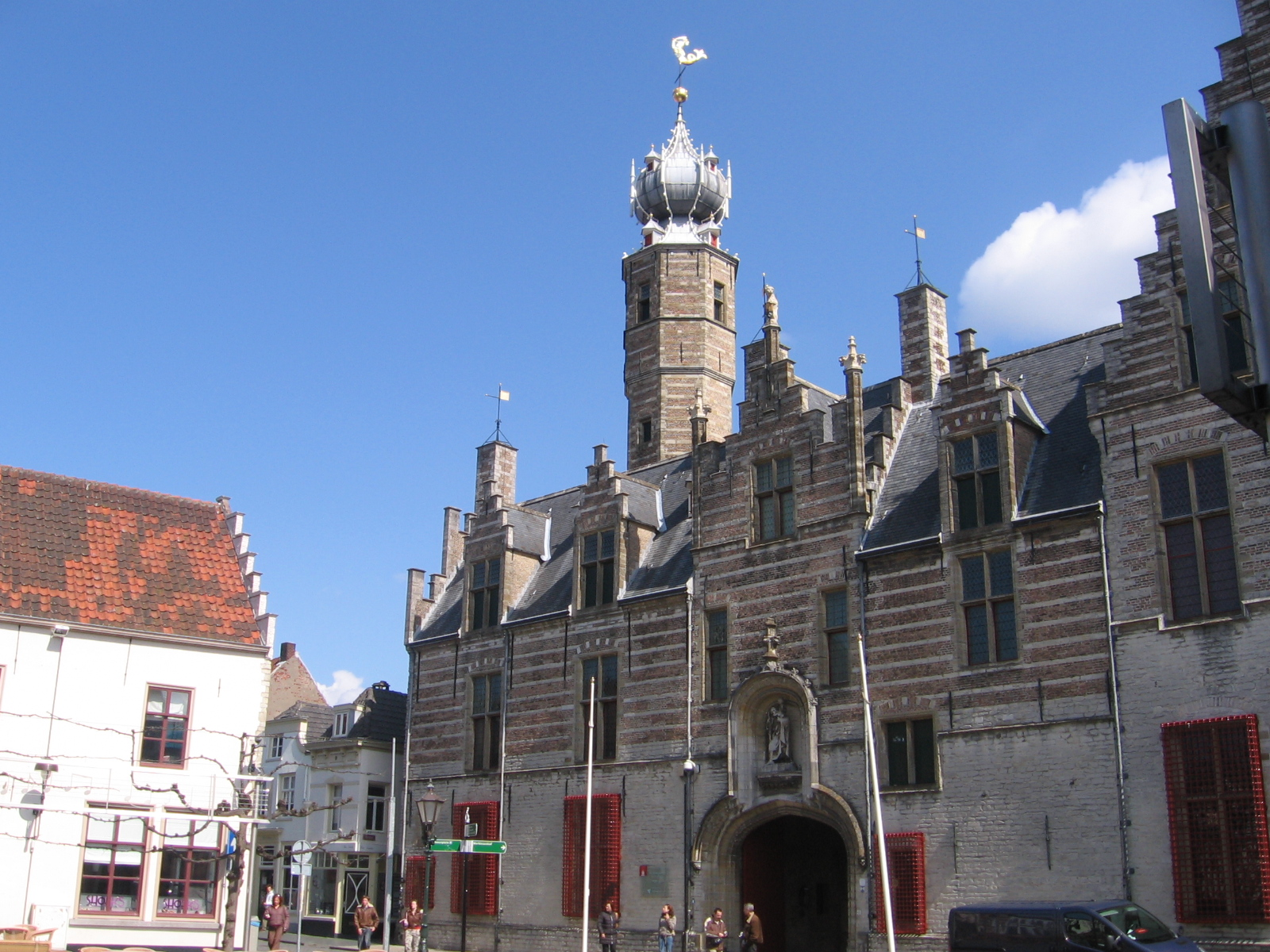
Markiezenhof

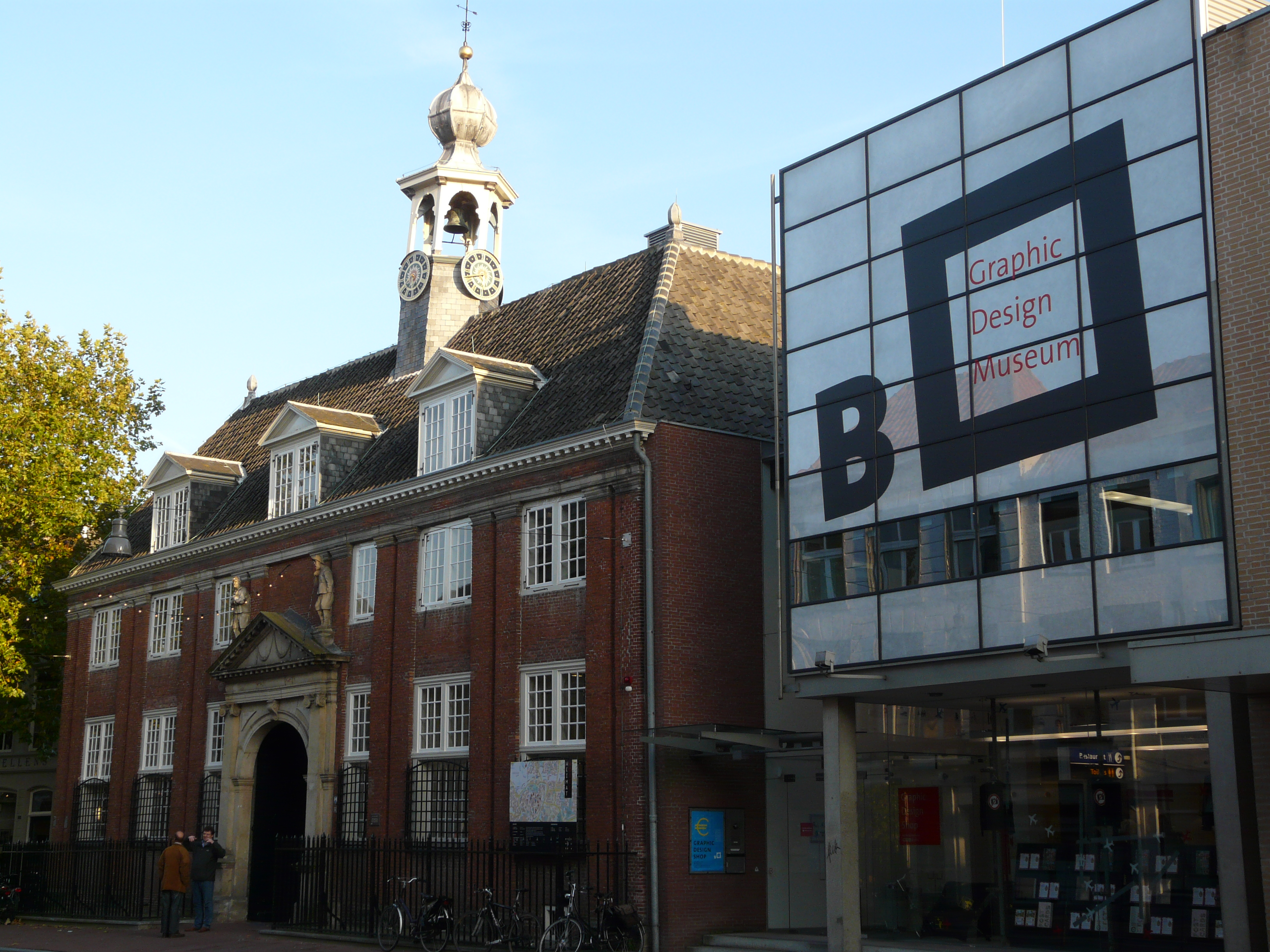
Museu de Disseny gràfic de Breda

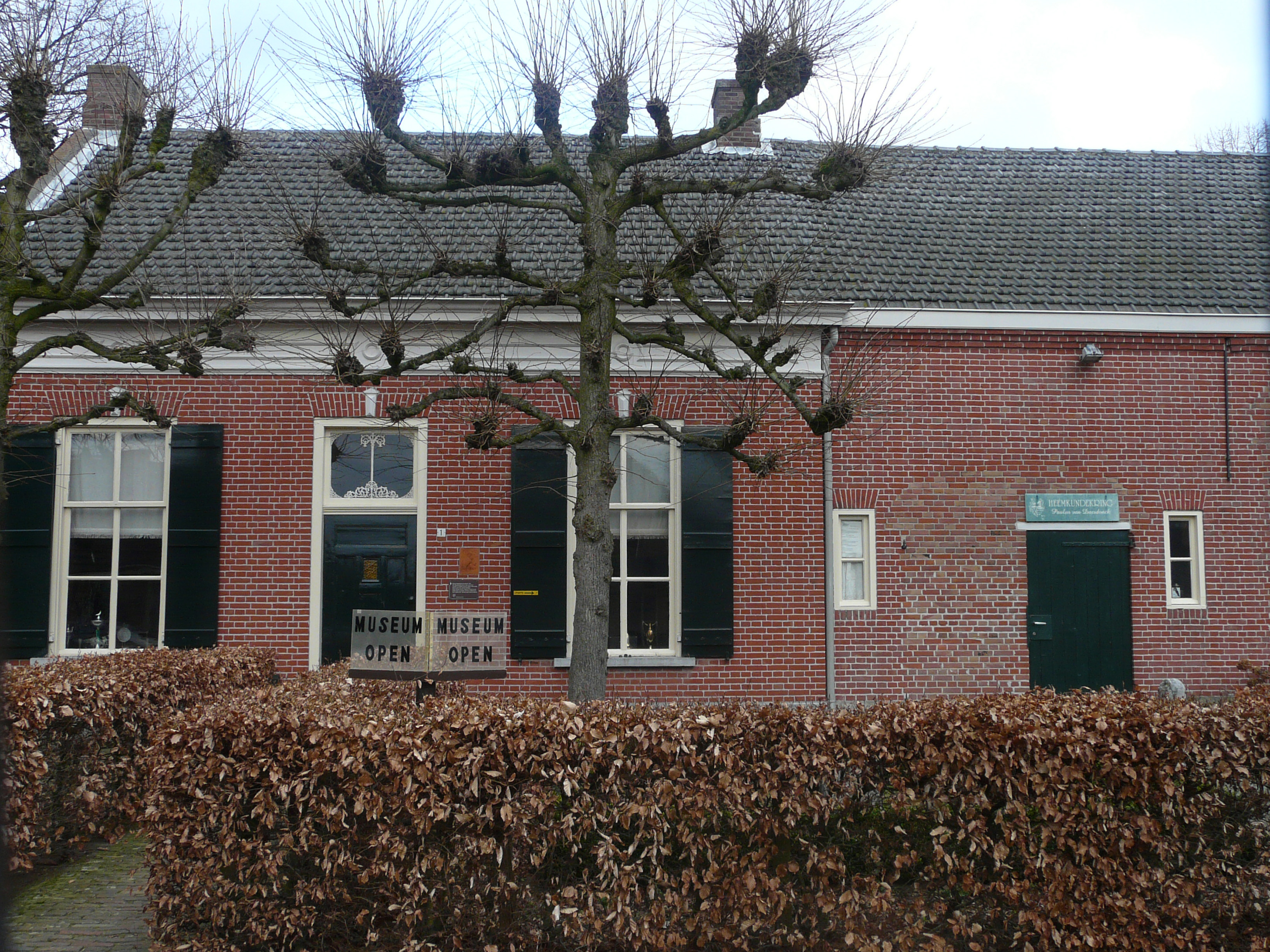
Museu Breda Heemkundig Paulus van Daesdonck

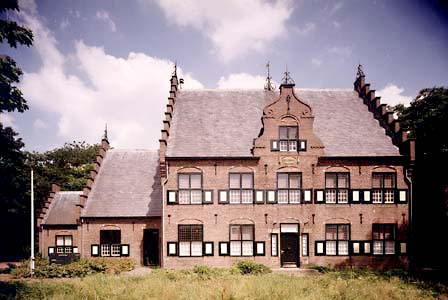
Museu Deurne De Wieger

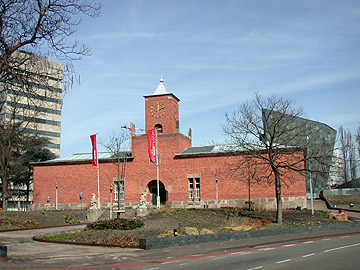
Eindhoven van Abbemuseum

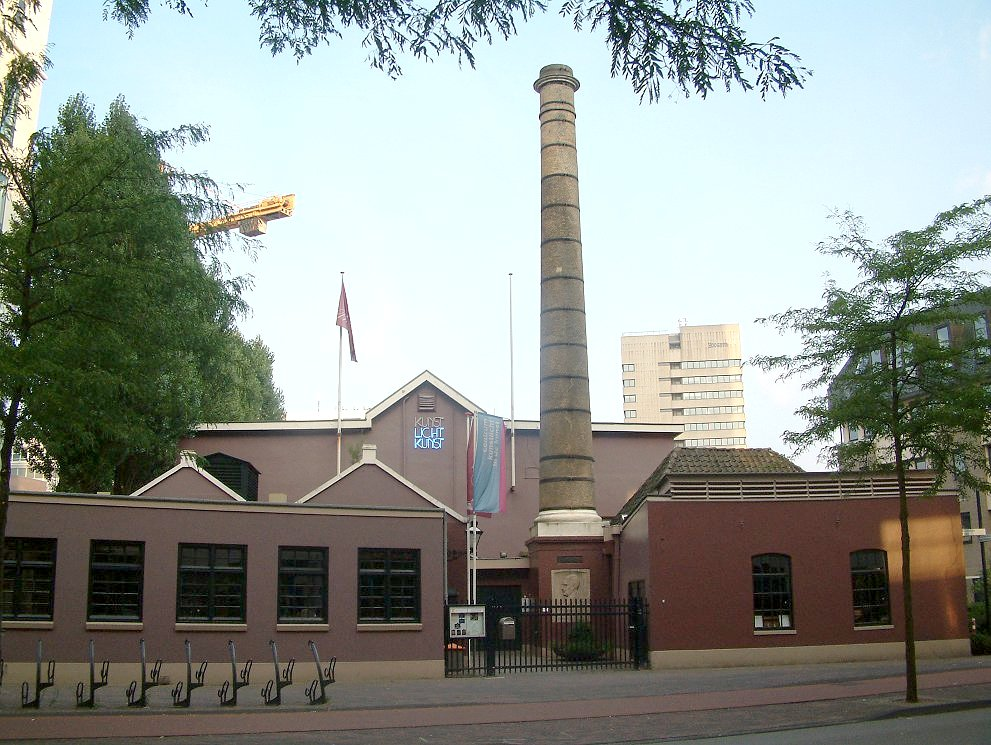
Museu Eindhoven Kunstlicht a Philipsfabriekje

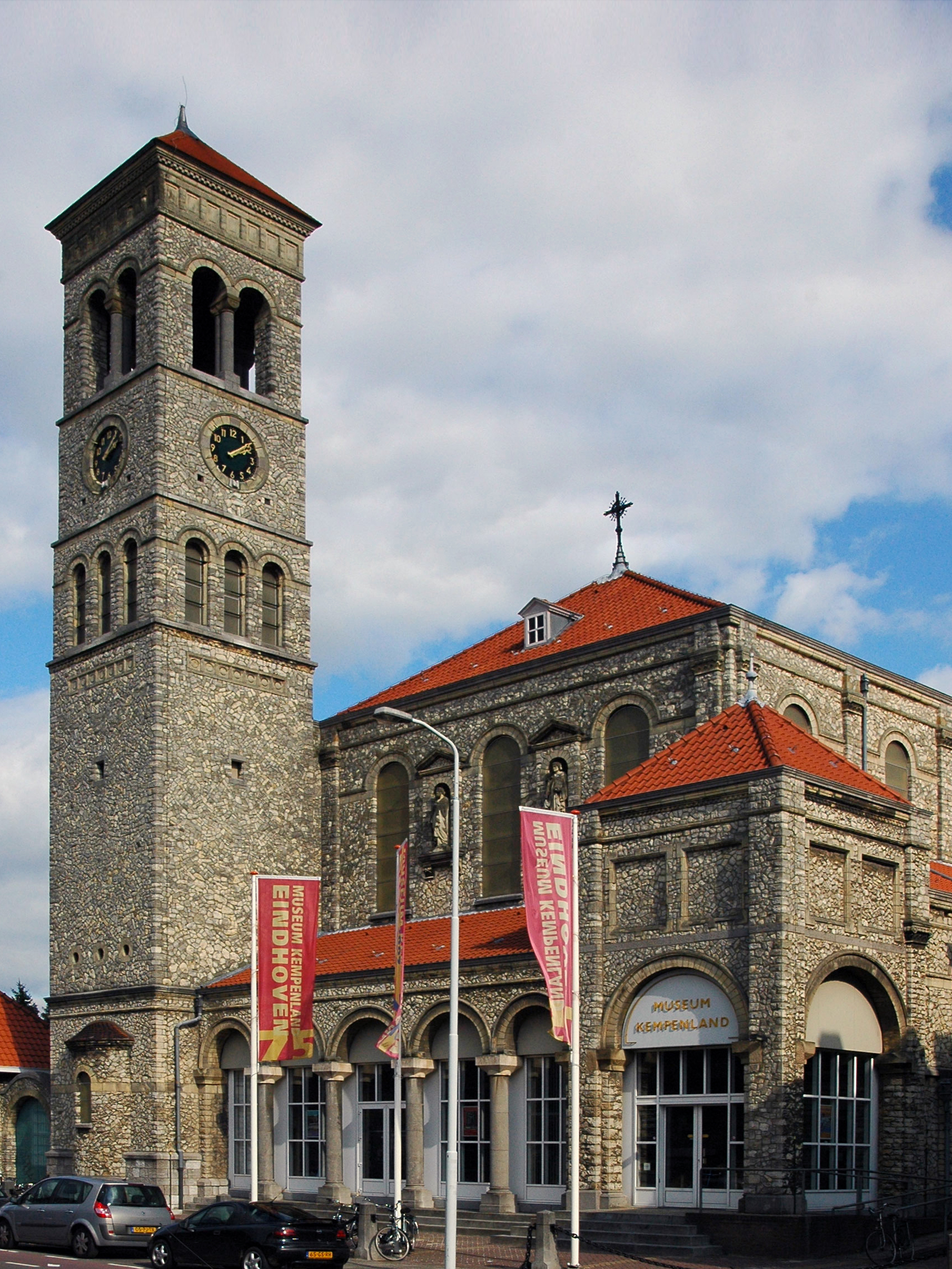
Museu Eindhoven Kempenland

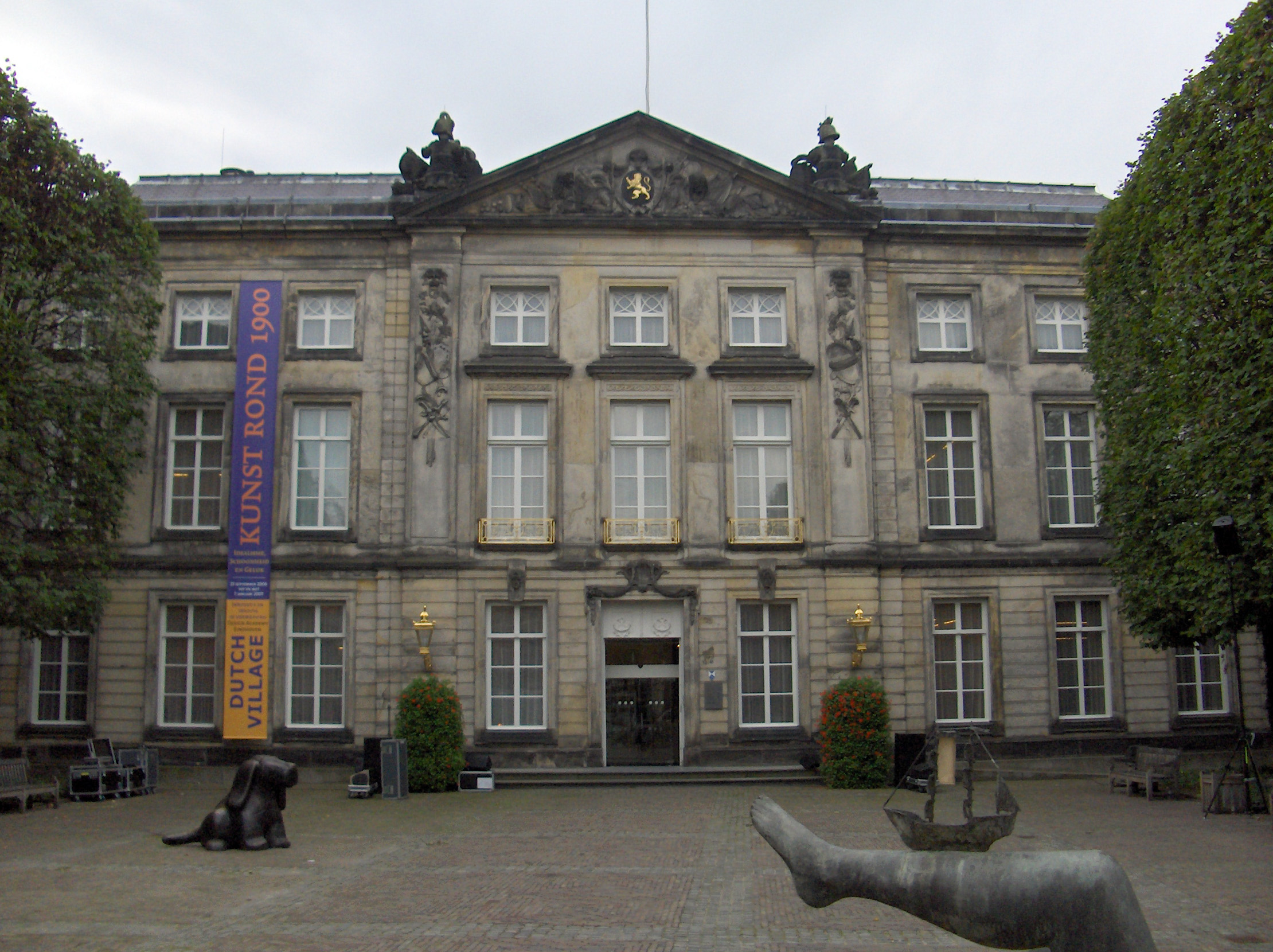
Museu Den Bosch Noordbrabants

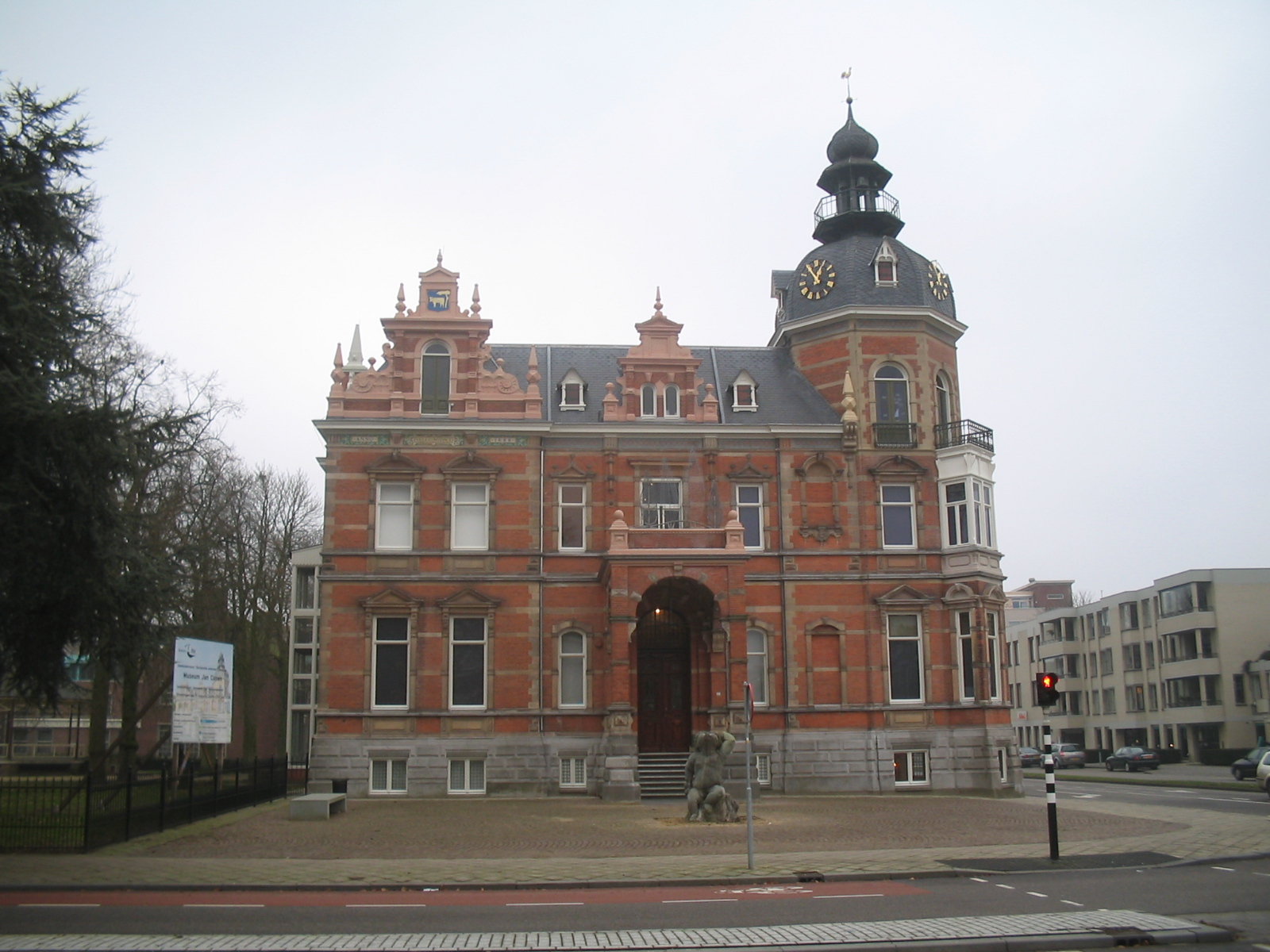
Museu Oss Jan Kunen

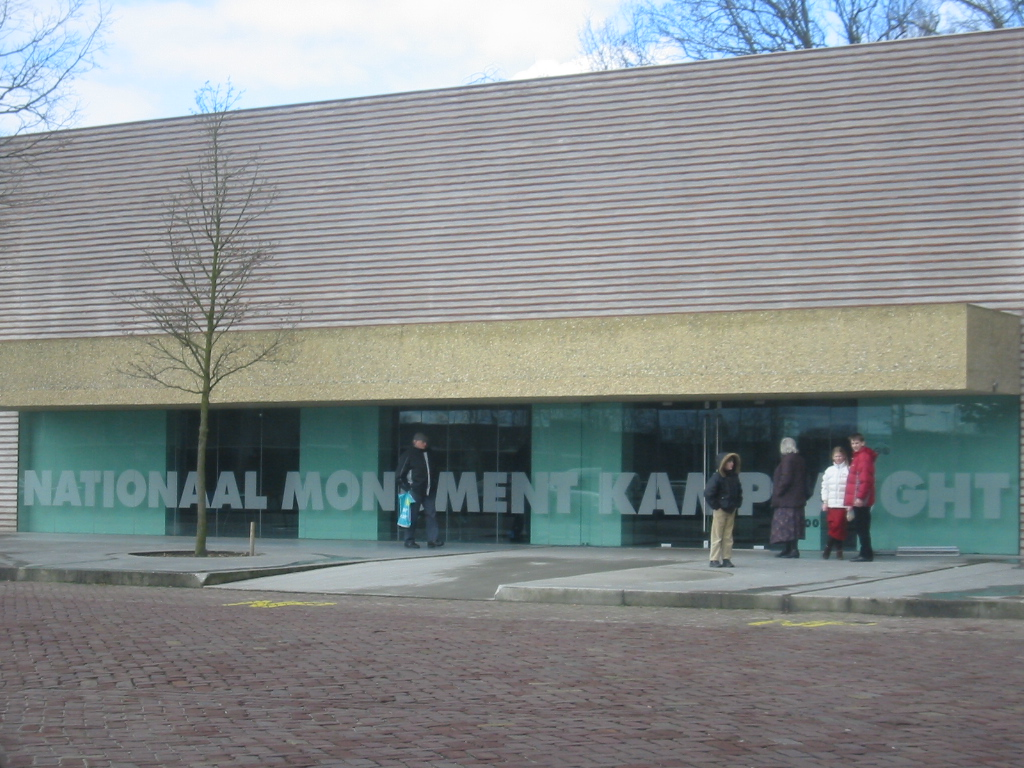
Nationaal Monument Kamp Vught

- MOTI, Museu de la Imatge, anteriorment Museu de Disseny Gràfic
- Museu Generaal Maczek
- Museu Bier Reclame
- Museu Heemkundig Paulus van Daesdonck
- Museu Lucifer Latent
- Museu Oorlog & Vrede
- Museu de NAC
- Nederlands Centrum voor Handwerken - HCH
- MuseuvStichting Princenhaags
- Volkenkundig Museu 'Justinus van Nassau ' (opgeheven)

Budel
- WS-19

Cuijk
- Museu Amerika

Deurne
- De Wieger

Dongen
- Dongha Museu

Eersel
- De Acht Zaligheden

Eindhoven
- Van Abbemuseum
- Centrum Kunstlicht in de Kunst
- DAFmuseum
- Historisch Openluchtmuseum Eindhoven
- Museu Kempenland
- Philips Gloeilampenfabriekje anno 1891

Etten-Leur
- Drukkerijmuseum
- Streekmuseum Jan Uten Houte

Geldrop
- Weverijmuseum

Gewande
- Archeologisch en Paleontologisch Museu Hertogsgemaal

Handel
- 't Museumke

Hank
- Bakeliet al Museu del plàstic

Heesch
- Poppenhuismuseum

Heeswijk Dinther
- Kasteel Heeswijk

Helmond
- Gemeentemuseum Helmond

's-Hertogenbosch
- Museu De Bouwloods
- Centre d'art Jheronimus Bosch
- Museu Noordbrabants
- Het Oeteldonks Gemintemuzejum
- Museu Stedelijk's-Hertogenbosch
- Museu Slager

Oss
- Museu Jan Cunen

Overloon
- Nationaal Oorlogs- en Verzetsmuseum

Raamsdonksveer
- Museu Nacional de l'Automobil

Ravenstein
- Museu voor vlakglas- en emaillekunst

Rosmalen
- Autotron

Tilburg
- De Pont
- Museu Scryption
- Natuurmuseum Brabant
- Textielmuseum

Uden
- Museu voor Religieuze Kunst

Valkenswaard
- Nederlands Steendrukmuseum

Vught
- Geniemuseum
- Nationaal Monument Kamp Vught
- Vughts Historisch Museu

Waalwijk
- Nederlands Leder en Schoenen Museu

Werkendam
- Biesbosch Museu Werkendam

## Drenthe
Assen
- Museu dels Orguenets
- Museu de Drenthe
- Museu de la Ciutat d'Art Modern

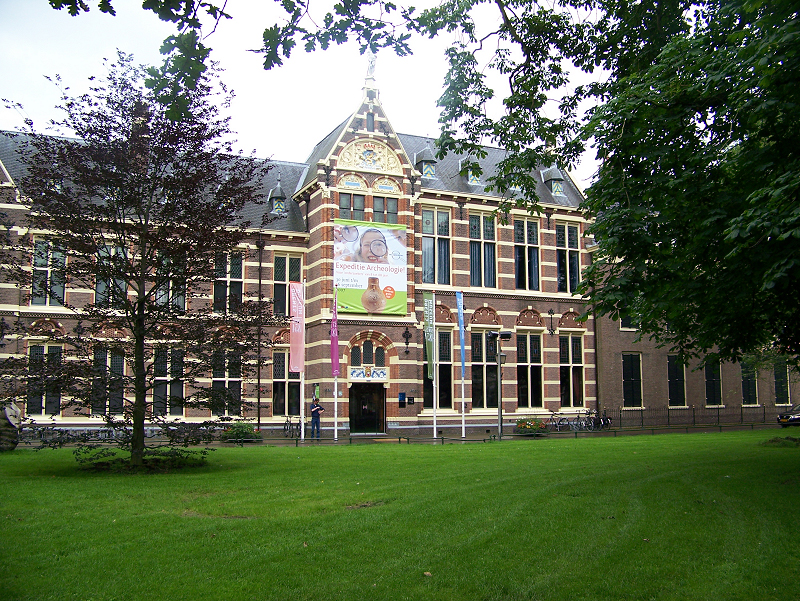
Assen Drents Museu

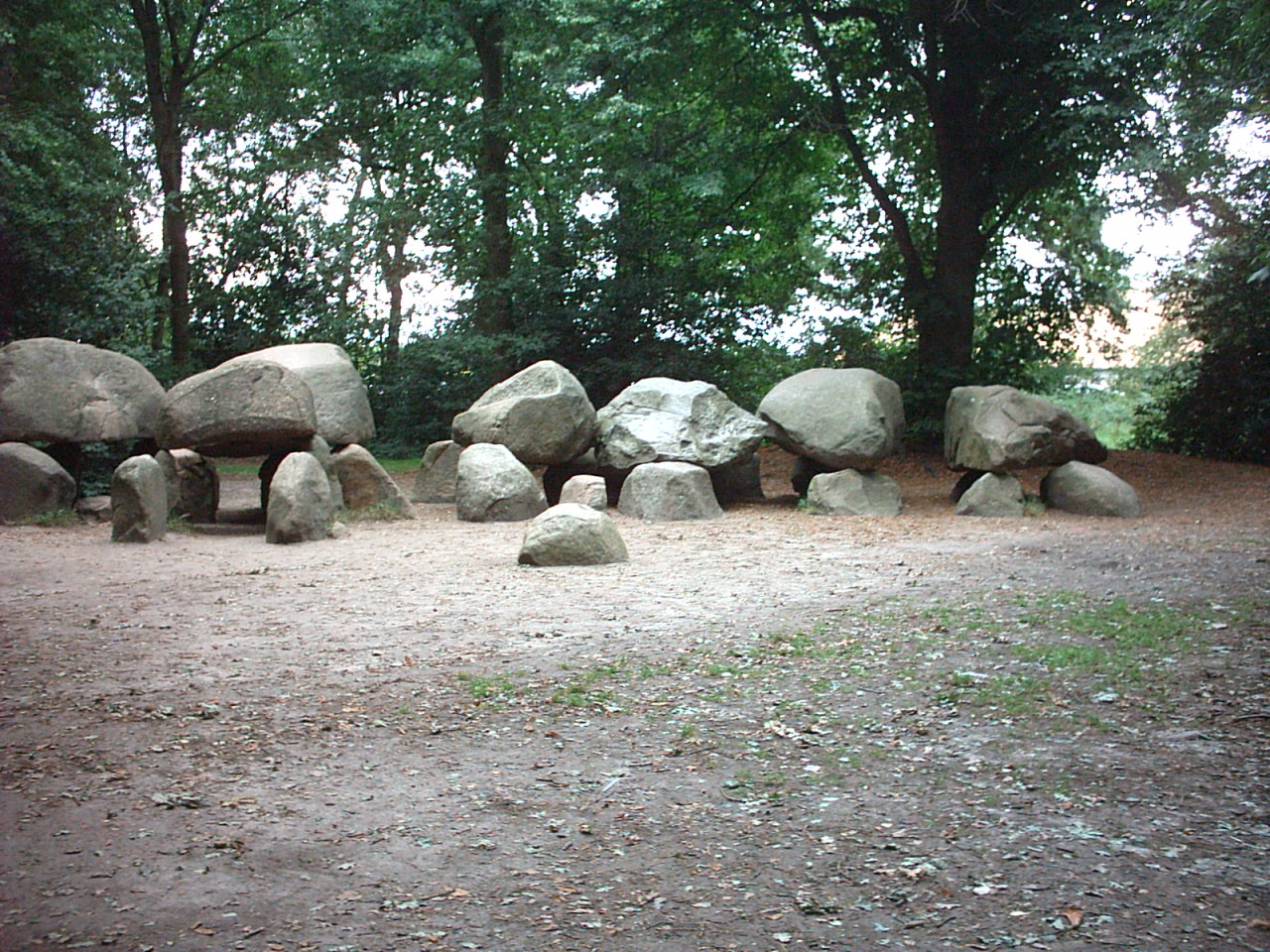
Borger Hunebed bij Centrum

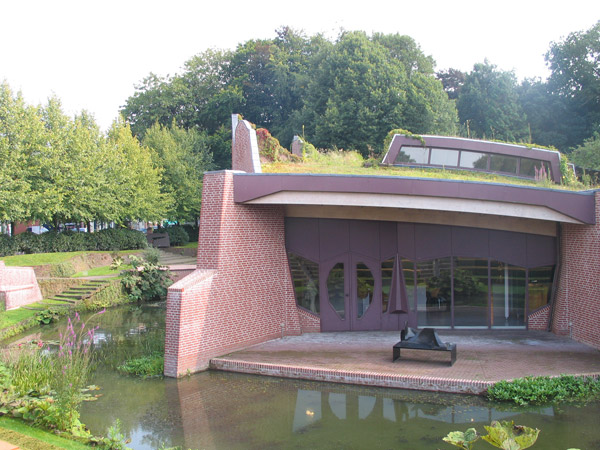
Eelde Museu de Buitenplaats

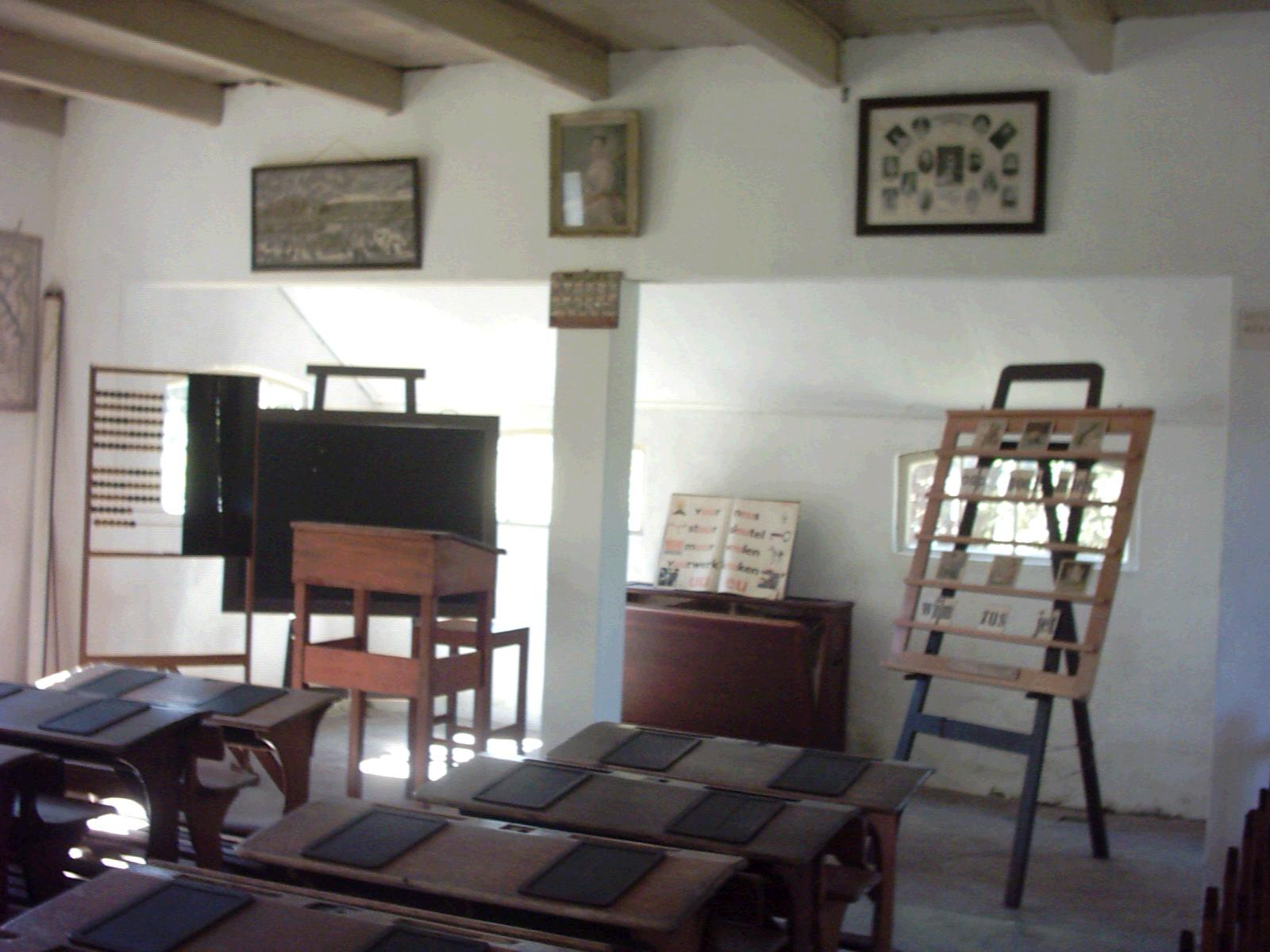
Schoonoord Ellert en Brammert Museu

- Historische Collectie Regiment Stoottroepen Prins Bernhard

Borger-Odoorn
- Hunebedcentrum

Coevorden
- Museu Stedelijk

Dwingeloo
- Stichting Dwingels Eigen

Eelde
- Museu de Buitenplaats
- Klompenmuseum
- Museu Vosbergen

Emmen
- Ergens En Nederland 1939-1945

Erica
- Museu Industrial Smalspoor

Exloo
- Het Bebinghehoes

Frederiksoord
- Museu De Koloniehof

Hoogeveen
- De 5000 Morgen

Meppel
- Drukkerijmuseum

Nieuw-Buinen
- Reial Goedewaagen

Nieuw-Roden
- Kunstpaviljoen

Orvelte
- Orvelte

Roden
- Speelgoedmuseum Kinderwereld

Rolde
- Cuby + Museu Blizzards a Grolloo[2]
- Het Dorp van Bartje

Schoonoord
- Ellert en Brammert

Veenhuizen
- Gevangenismuseum

Vledder
- Miramar Zeemuseum
- Museus Vledder

Zuidlaren
- De Wachter Molenmuseum

## Flevoland
Almere
- Museu De Paviljoens

Ens
- Museu Schokland

Espel
- Granja Ferguson

Lelystad

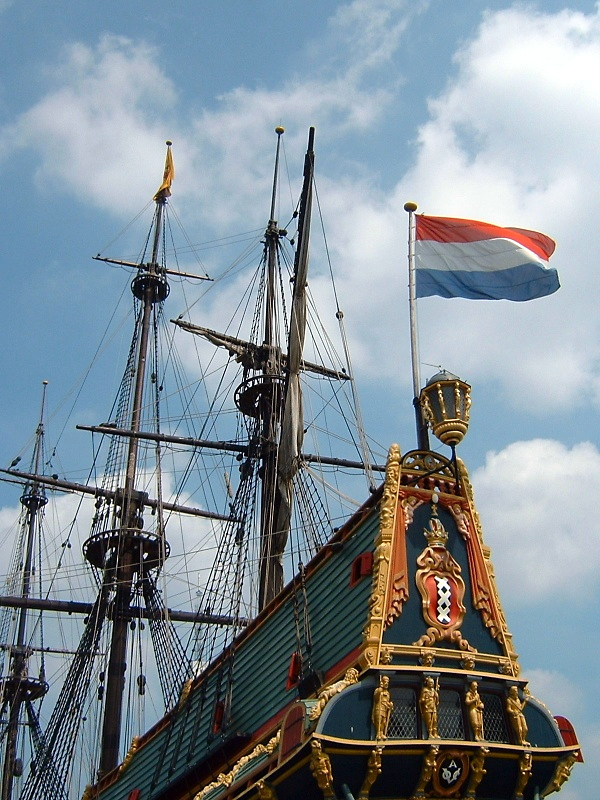
Lelystad de Batavia op de werf

- Nationaal Luchtvaart Themapark Aviodrome
- Bataviawerf
- Museu Nationaal Ruimtevaart
- Nieuw Terra Poldermuseum
- RACM Lelystad

Nagele
- Museu Nagele

Urk
- Het Oude Raadhuis

Zeewolde
- De Verbeelding kunst landschap natuur

## Frísia
Allingawier
- Aldfaerserf

Appelscha
- Culinair Historisch Kookmuseum

Bakhuizen
- Scheermuseum

Beers
- Bezoekerscentrum Uniastate

Bergum
- Streekmuseum/Volkssterrenwacht

Birdaard
- Ruurd Wiersma Hus

Bolsward
- It Gysbert Japicxhus
- Ens Heit

Buren
- Swartwoude

Dokkum
- Admiraliteitshuis
- Fregeix Grafisch Museu

Drachten
- Museu Smallingerland

Eernewoude
- De Stripe

Exmorra
- Museu Fregeix landbouw

Franeker
- Museu Martena voorheen 't Coopmanshûs
- Planetari Eise Eisinga

Gorredijk
- Museu Opsterland

Grouw
- Museu Mineralogisch

Harlingen
- Gemeentemuseum het Hannemahuis

Heerenveen
- Museu Belvédère

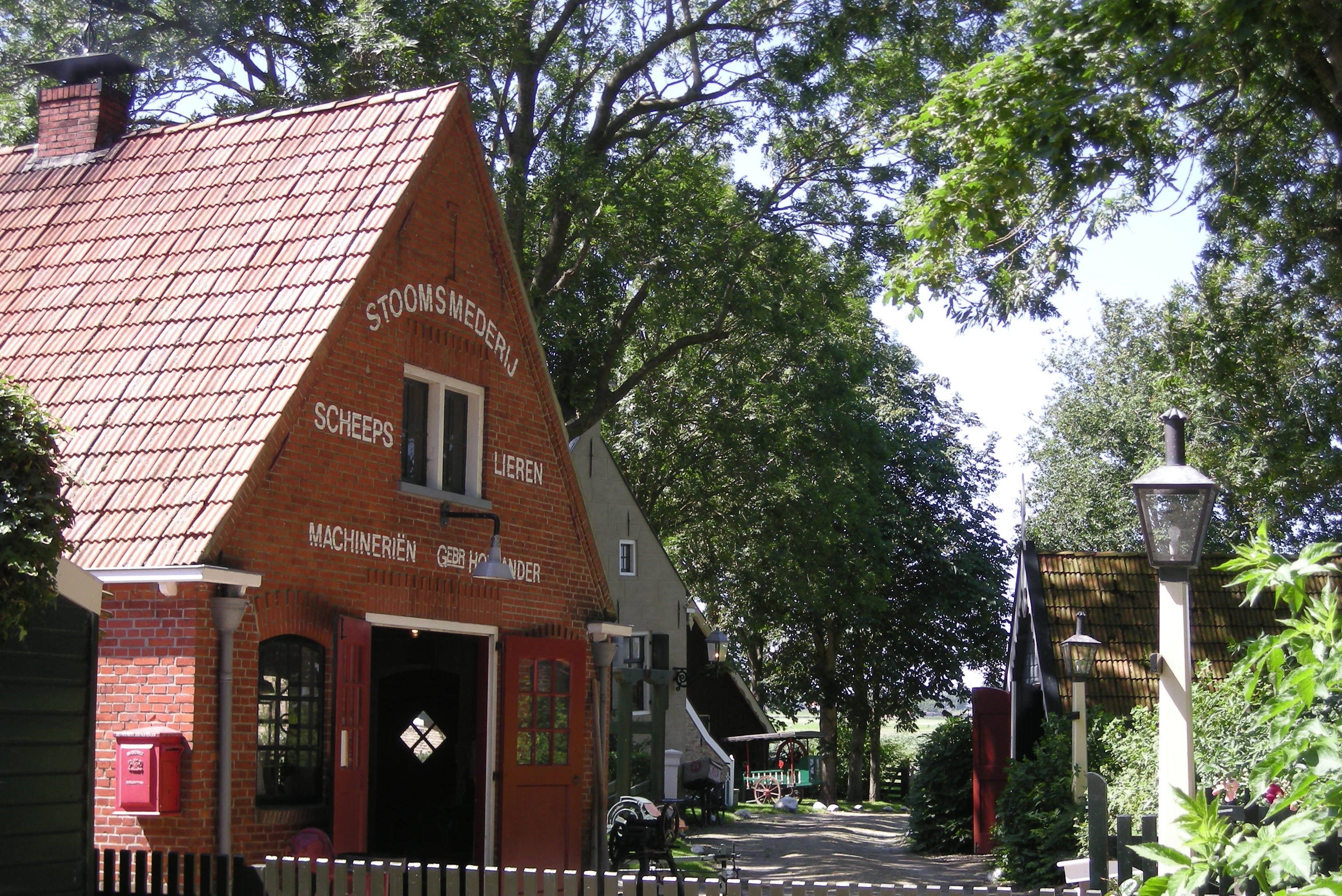
Allingawier Stoomsmederij

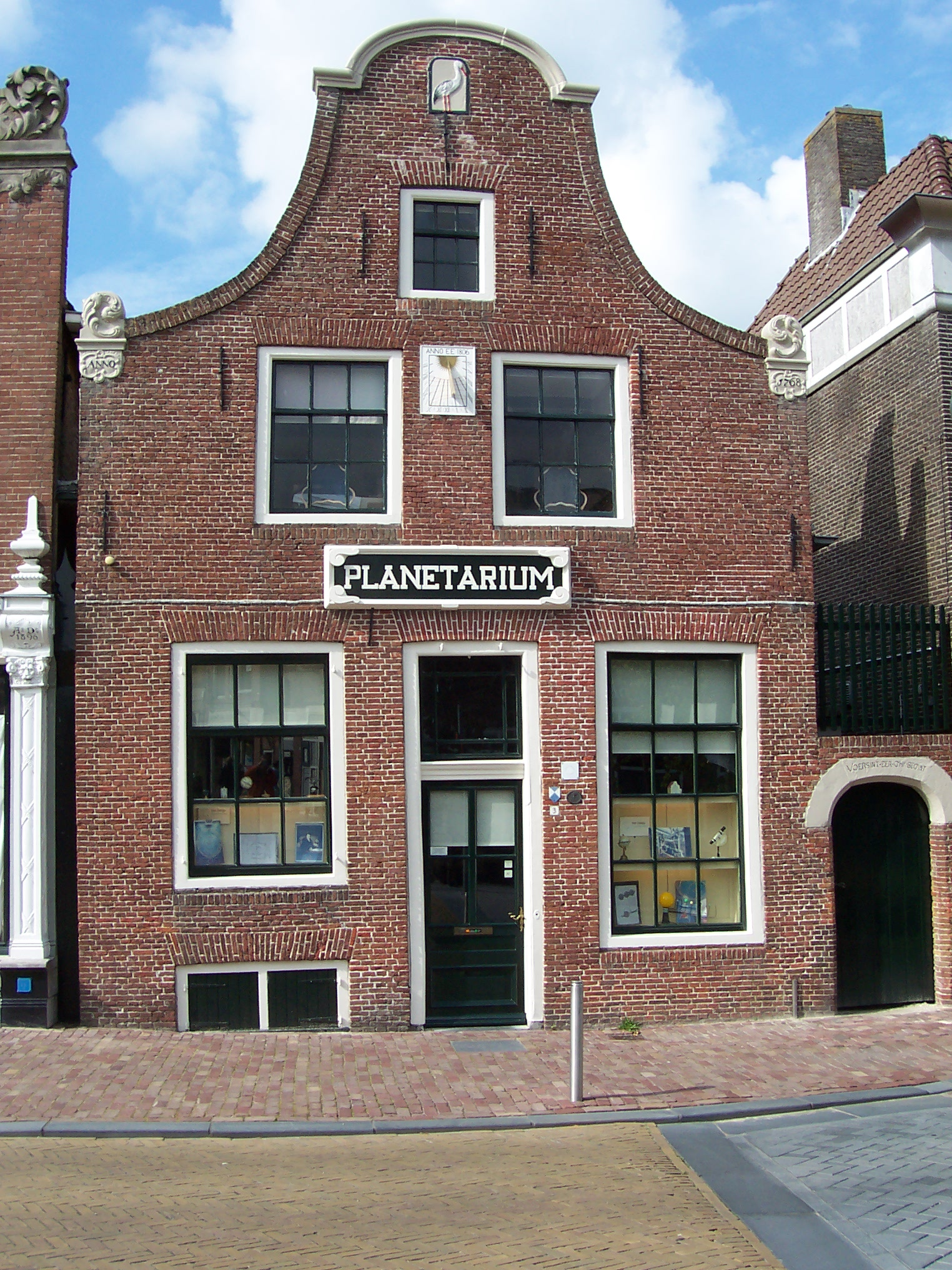
Franeker Planetarium Eisinga

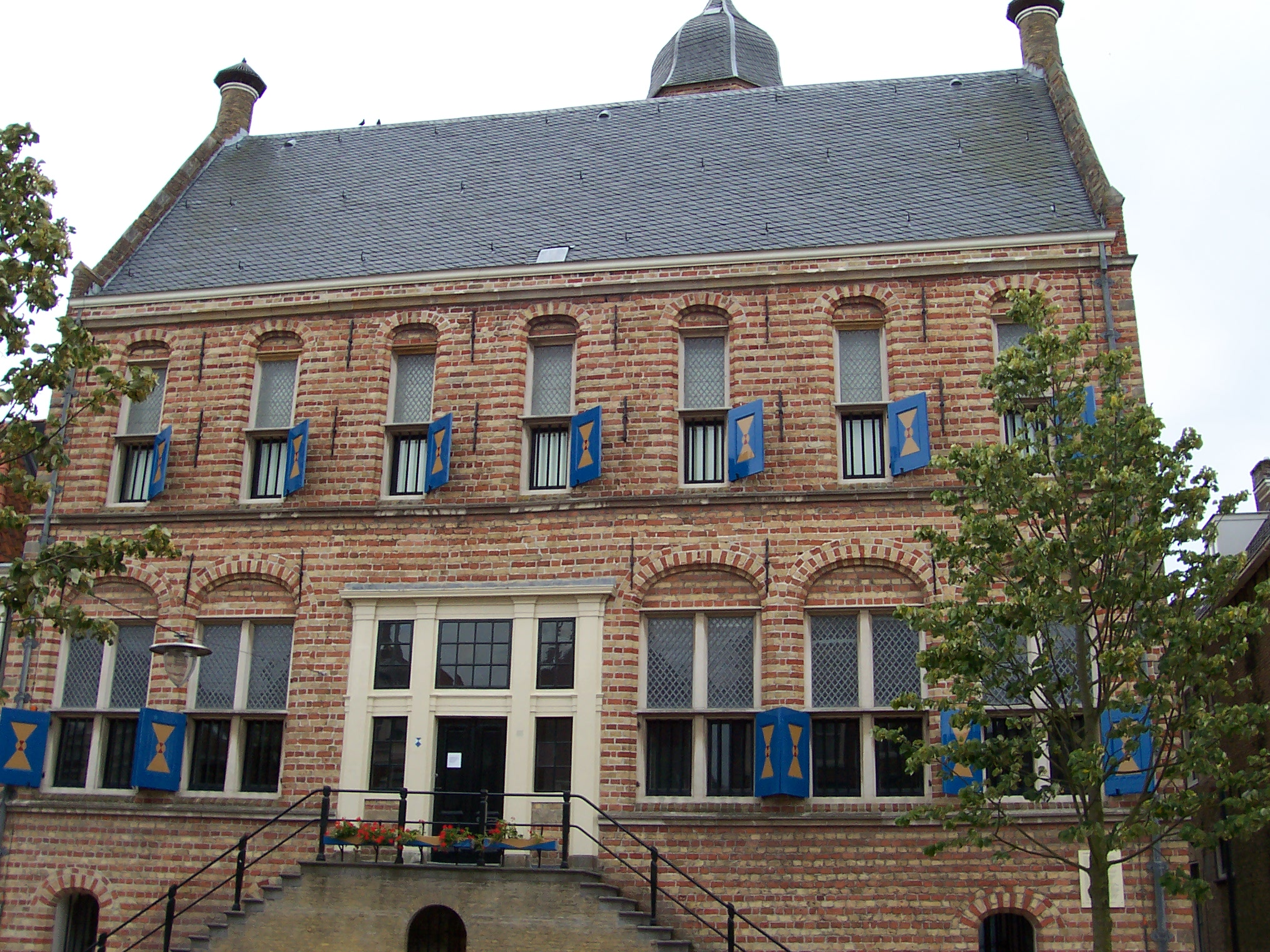
Franeker stadsmuseum Martena

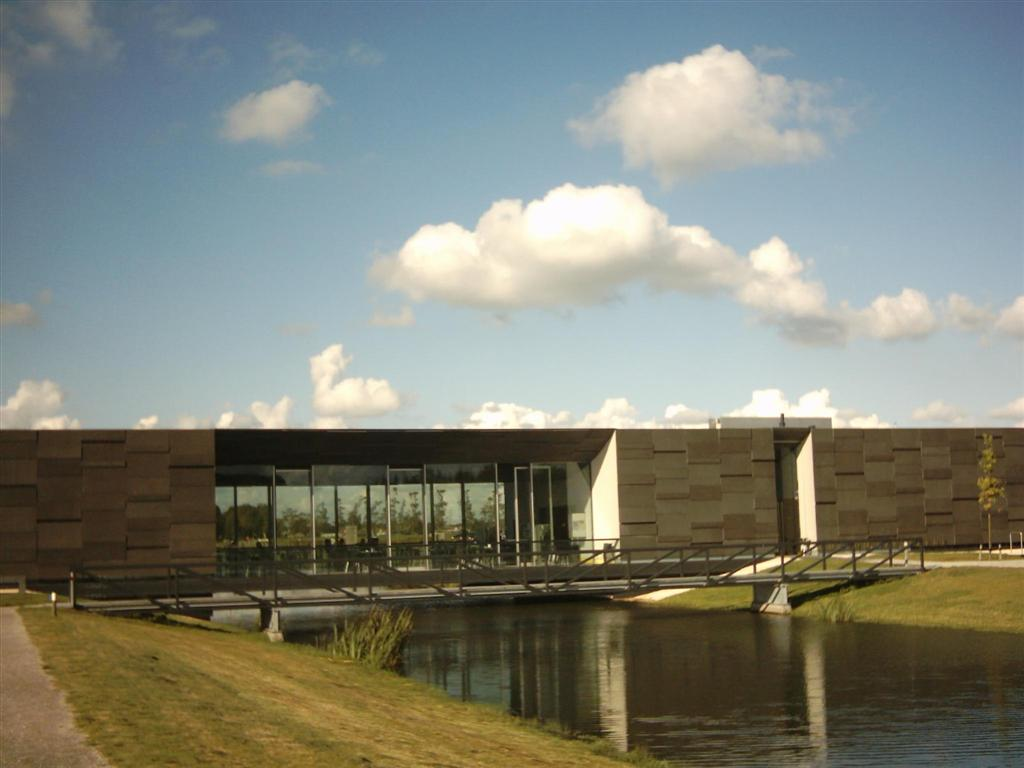
Heerenveen Museu Belvédère

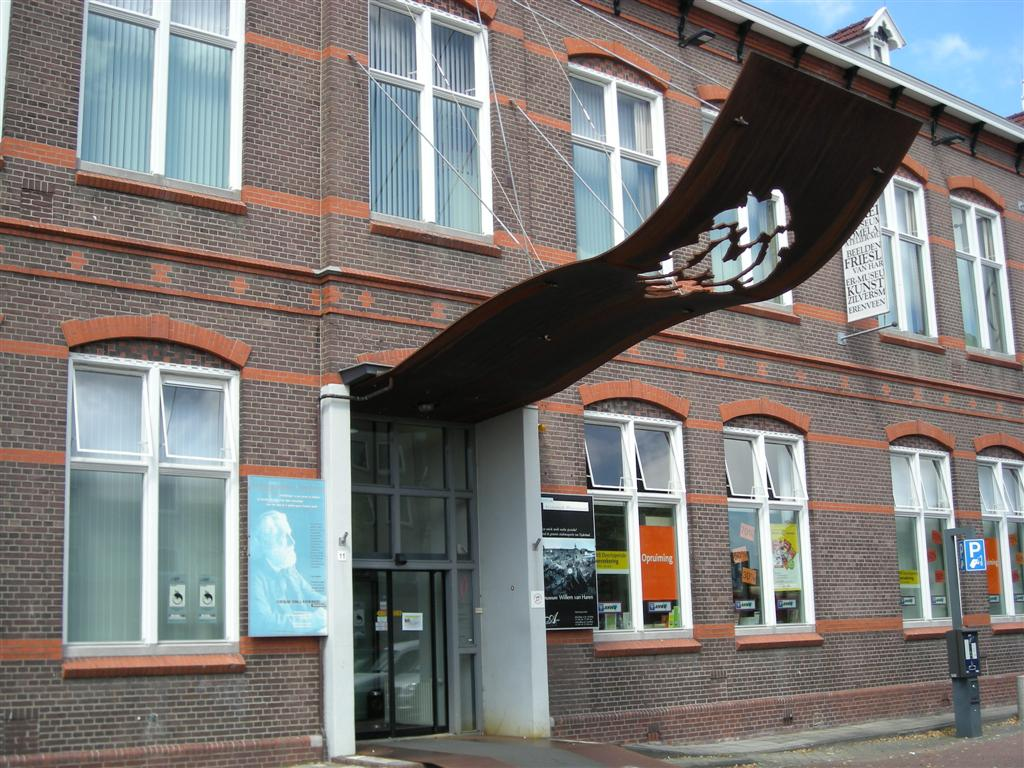
Heerenveen Museu Willem van Haren

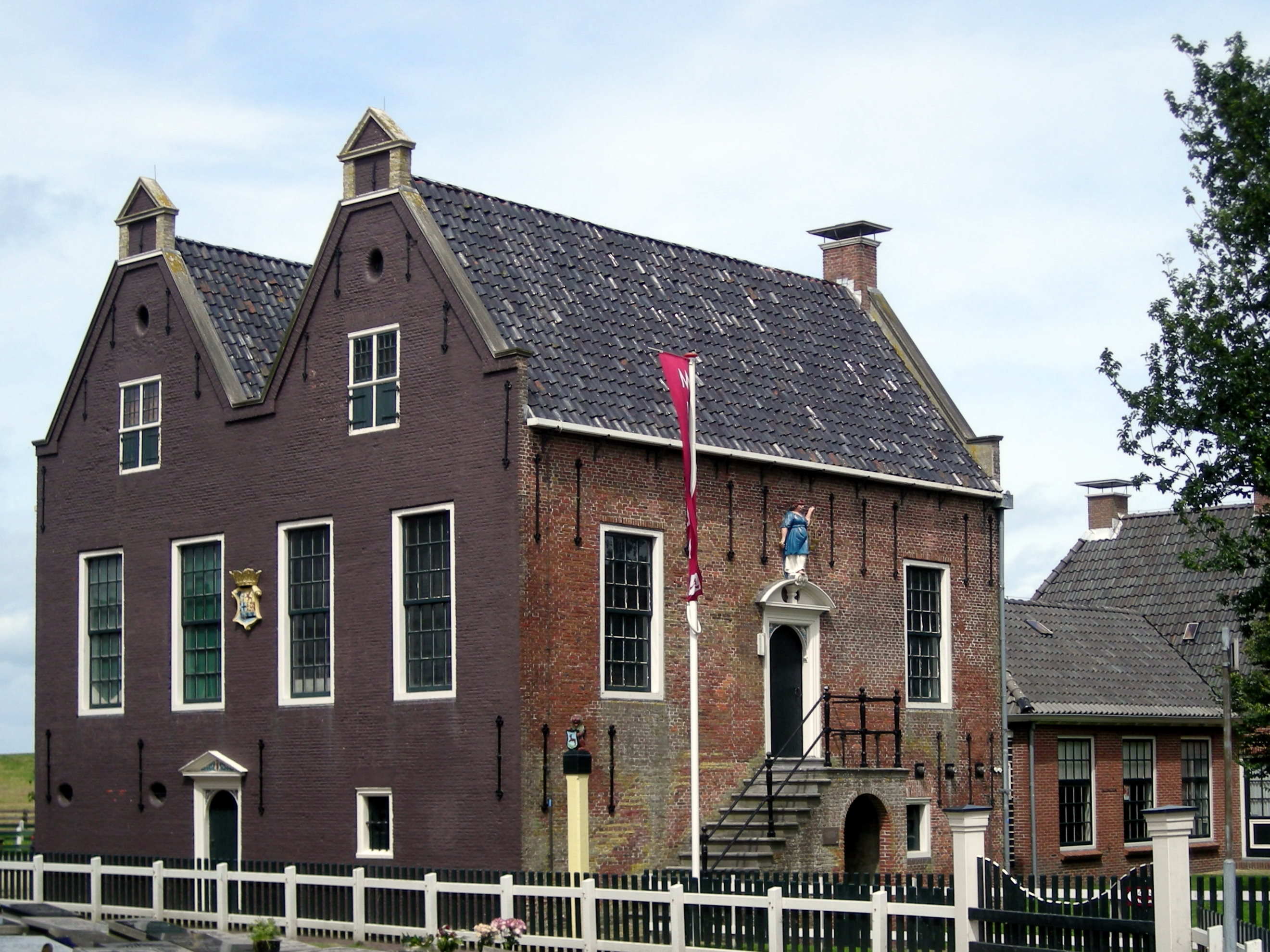
Hindeloopen Museu Hindeloopen

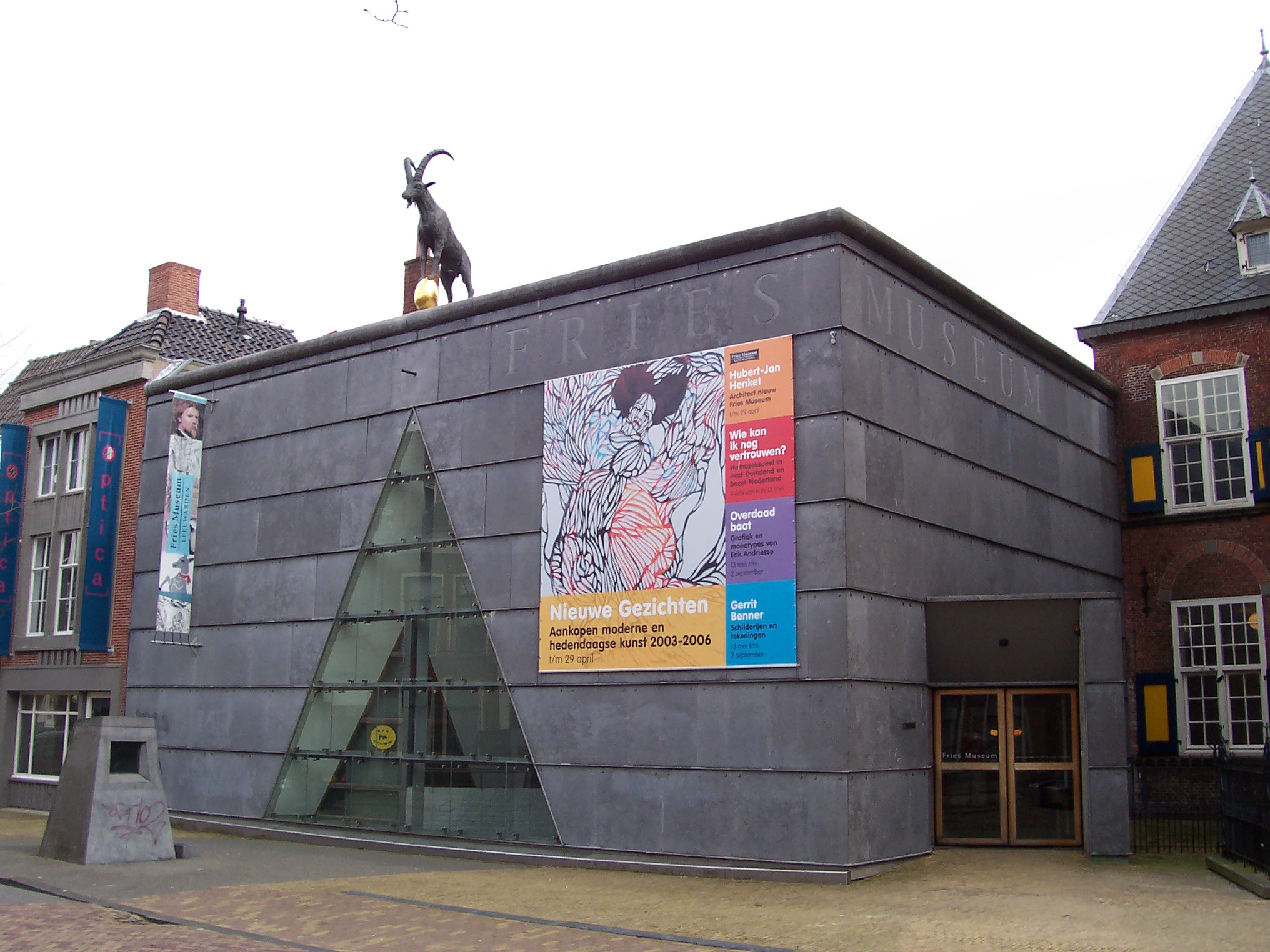
Leeuwarden Museu de patates fregides

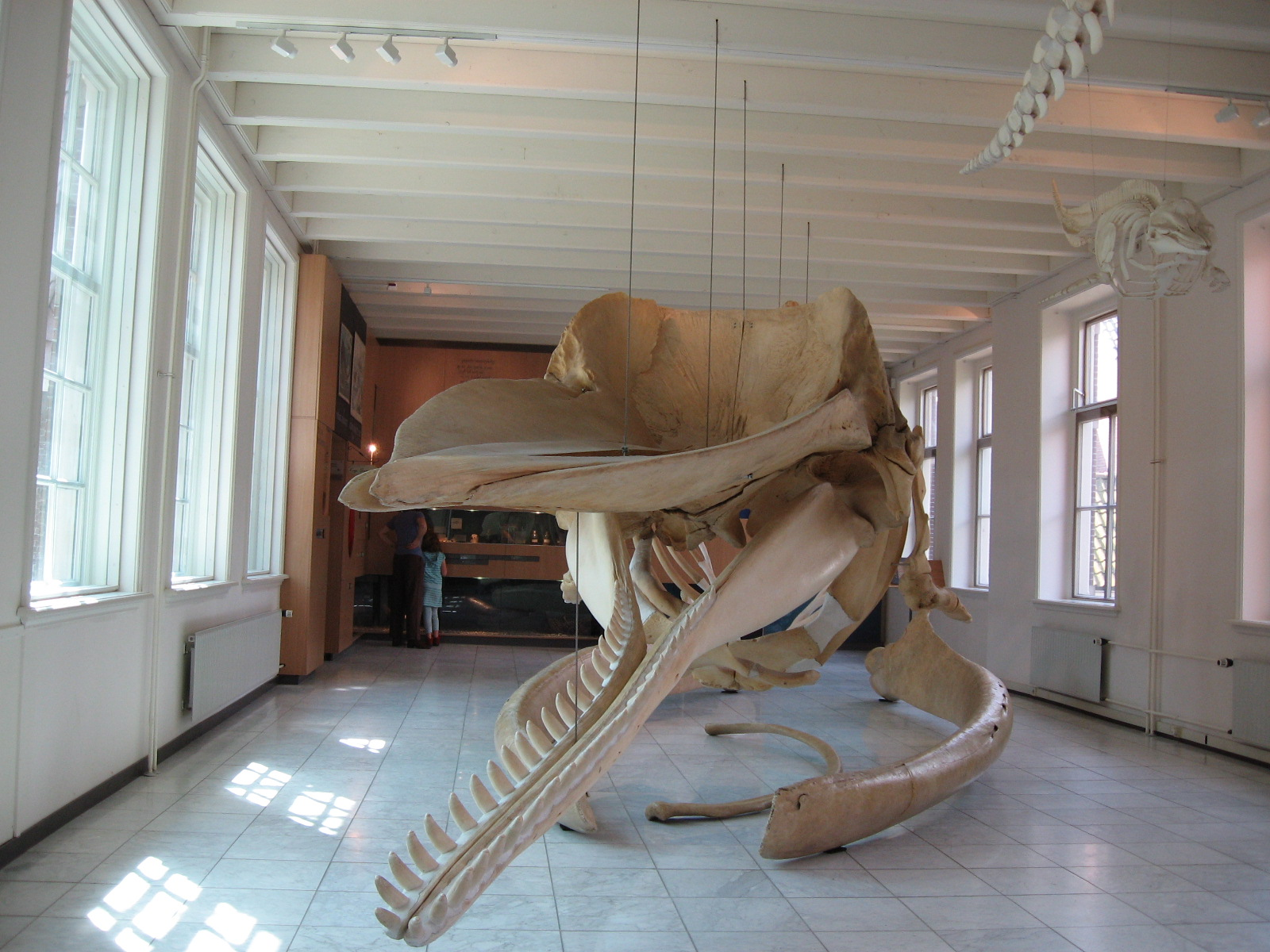
Leeuwarden Natuurmuseum Fryslân

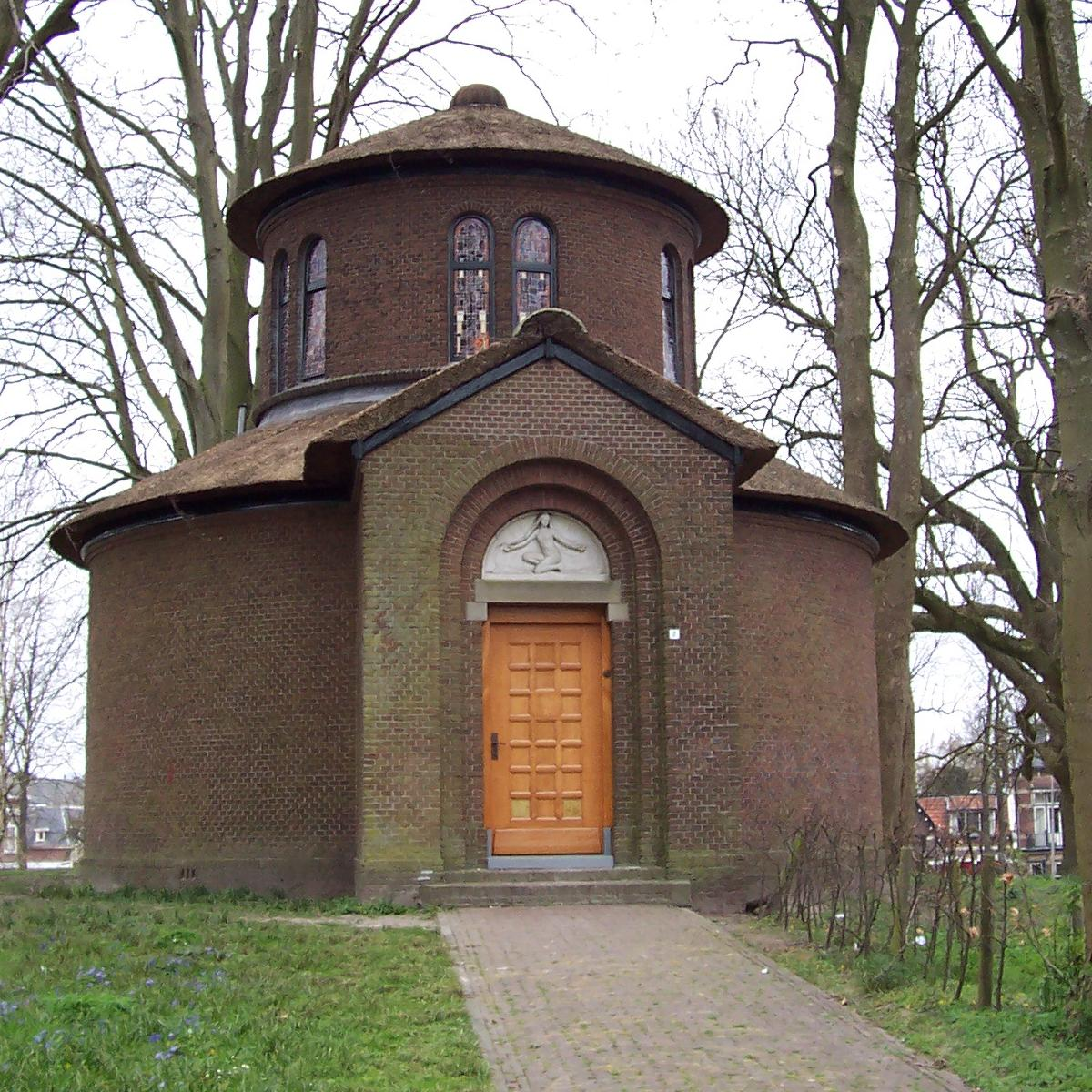
Leeuwarden Pier Pander Tempel

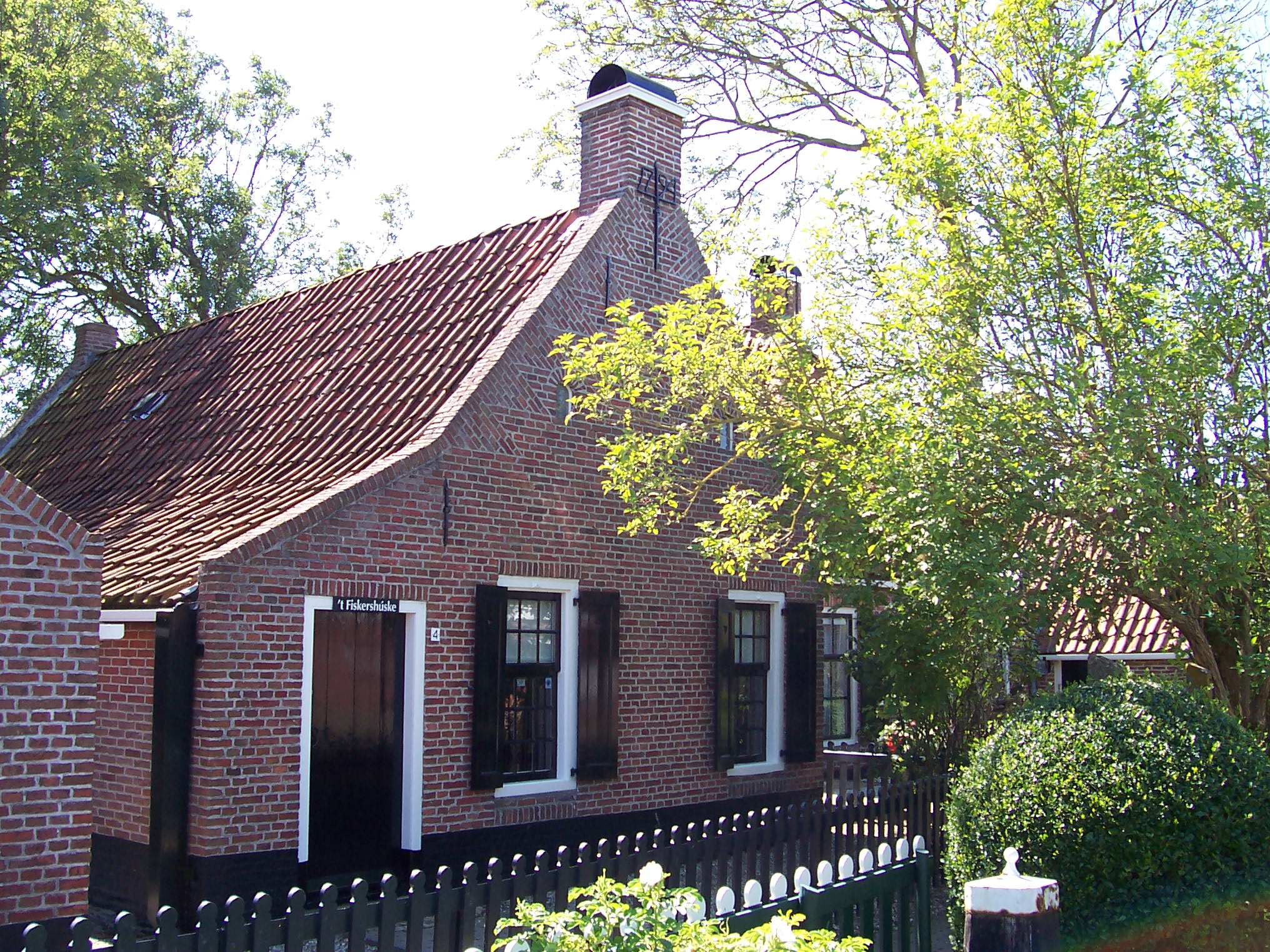
Museu Moddergat 't Fiskershúske

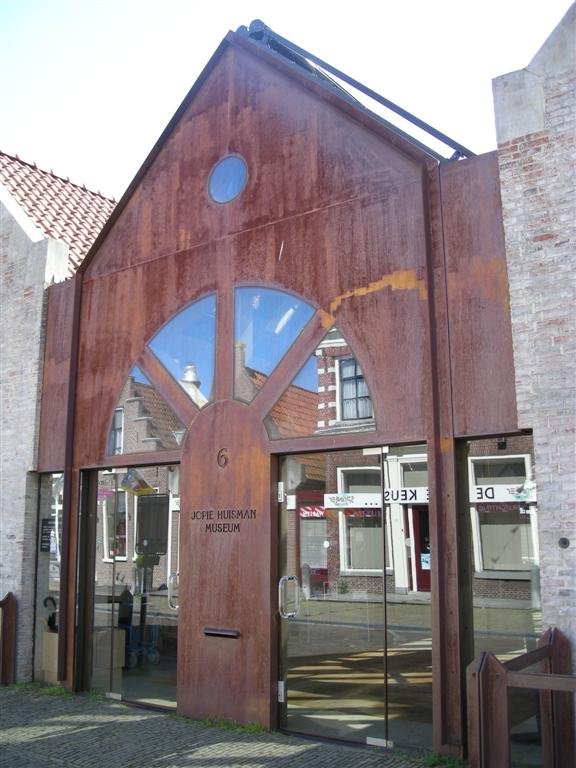
Museu Workum Jopie Huisman

- Museu Willem van Haren met Museu F. Domela Nieuwenhuis

Hindeloopen
- Eerste Friese Schaatsmuseum
- Museu Hindeloopen

Hollum
- Abraham Fock
- Sorgdrager

IJlst
- Kijk Centrum Nooitgedagt

Jelsum
- Dekemastate

Joure
- Museu Joure

Kornwerderzand
- Kazemattenmuseum

Ljouwert
- Centre Fries Letterkundig
- Fries Museu/ Verzetsmuseum Friesland
- Natuurmuseum Fryslân
- Museu Pier Pander
- Princessehof (Museu Nacional de Ceràmica)

Lemmer
- Duikmuseum Lemmer

Moddergat
- Museu 't Fiskerhúske

Molkwerum
- Museu d'Elvis Presley

Nij Beets
- El Damshûs

Nijemirdum
- Koeienmuseum

Oldeboorn
- Oudheidkamer Uldrik Bottema

Schiermonnikoog
- Schelpenmuseum Paal 14

Sloten
- Museu Stedhûs Sleat

Snits
- Nationaal Modelspoormuseum
- Museu Fries Scheepvaart

Stavoren
- Ponthuus Toankamer

Tijnje
- 1e Nederlandse Opel Museu

Vlieland
- De Noordwester
- Museu Tromp Huys

De l'oest-Terschelling
- 't Behouden Huys
- Visserijmuseum Aike van Stien

Wolvega
- Museu 't Kiekhuus
- Oudheidkamer Weststellingwerf

Wommels
- De striid tsjin it wetter

Workum
- Jopie Huisman Museu
- Museu Kerkelijke Kunst
- Museu Warkums Erfskip

## Gelderland
Aalten
- Boerderijmuseum de Neeth
- Markt 12
- Museu Frerikshuus
- Freriksschure

Almen
- Mosterdmuseum
- Museu voor oude boekdrukkunst

Apeldoorn
- Nederlands Politiemuseum
- CODA
- Palau Het Loo

Appeltern
- Stoomgemaal De Tuut

Arnhem
- Museu de la guerra 40-45 d'Arnhem
- Museu d'art modern d'Arnhem

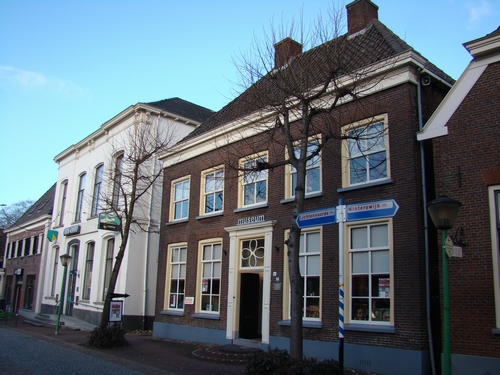
Museu Aalten

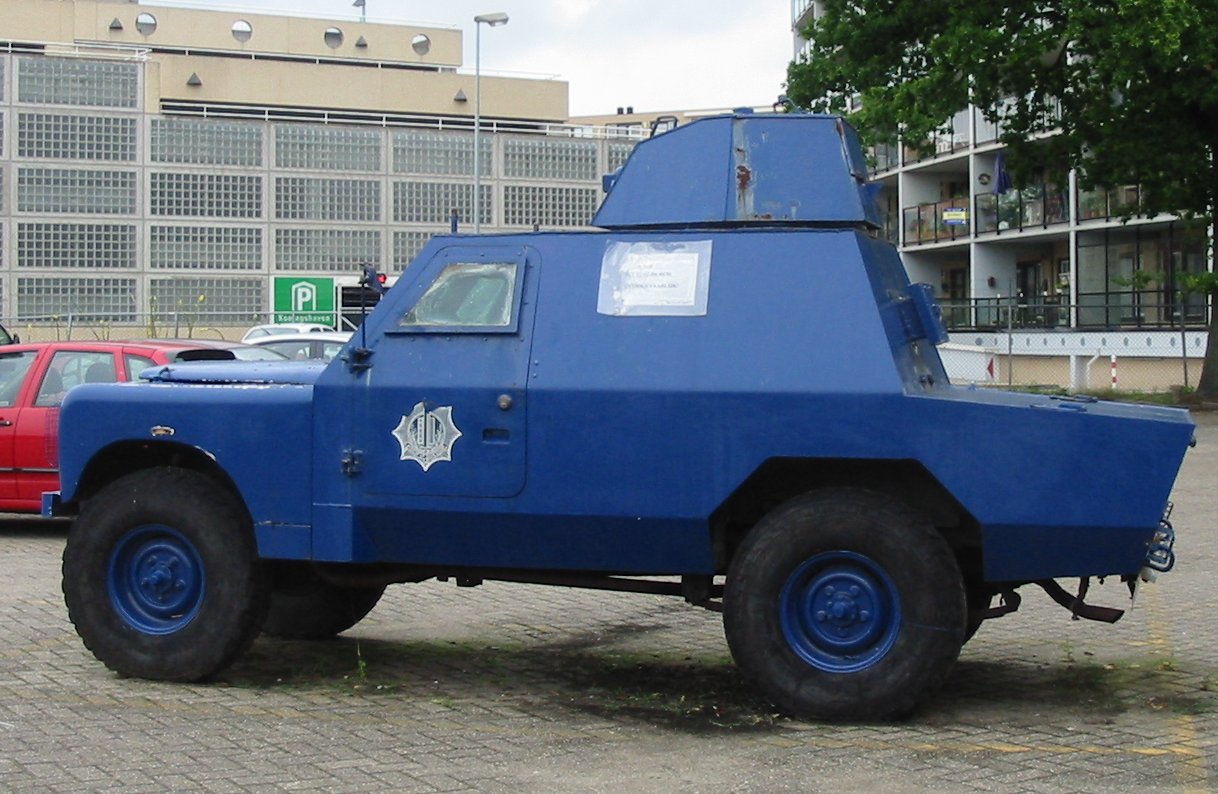
Apeldoorn Nederlands Politiemuseum

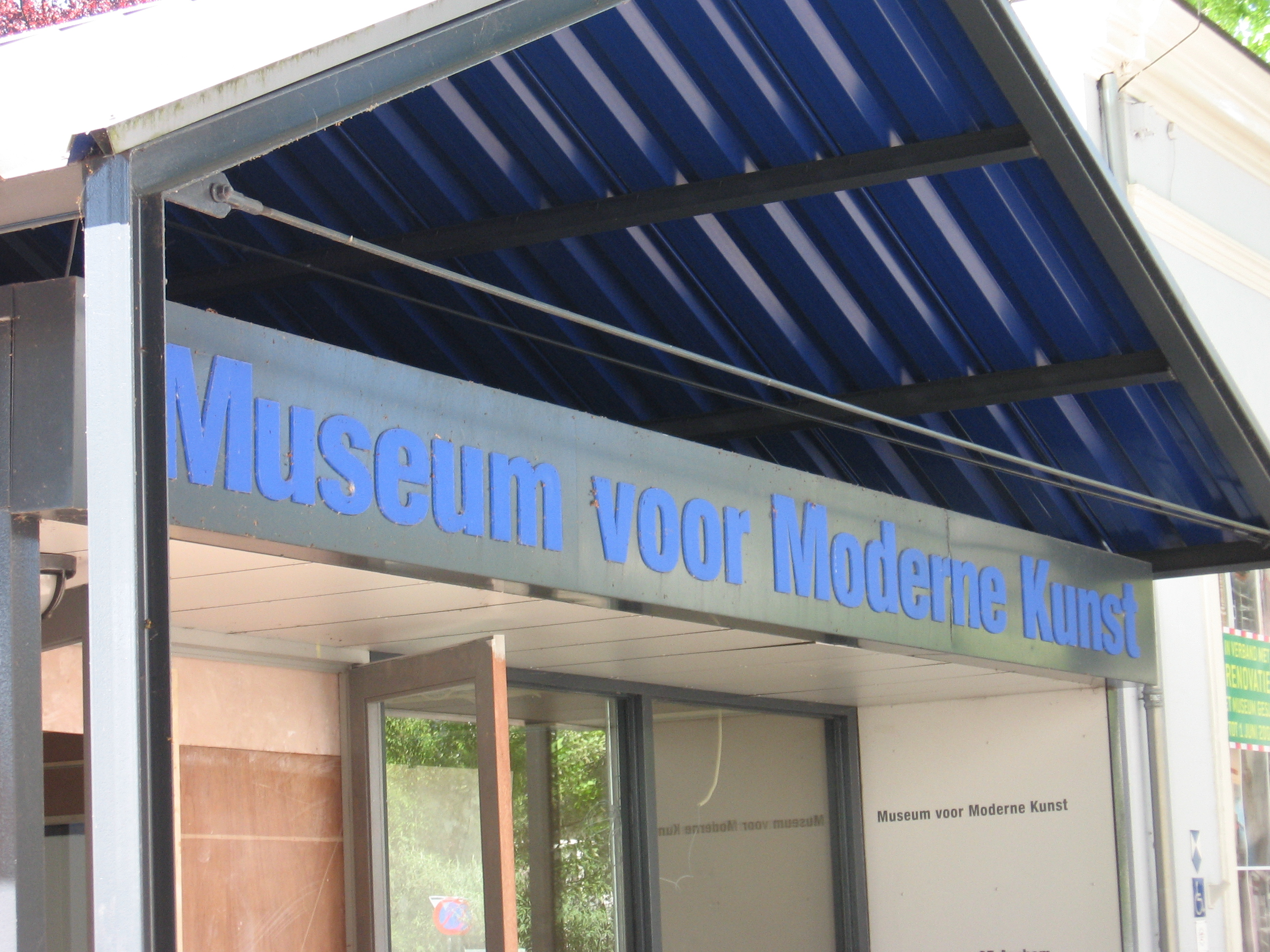
Museu Arnhem voor Moderne Kunst

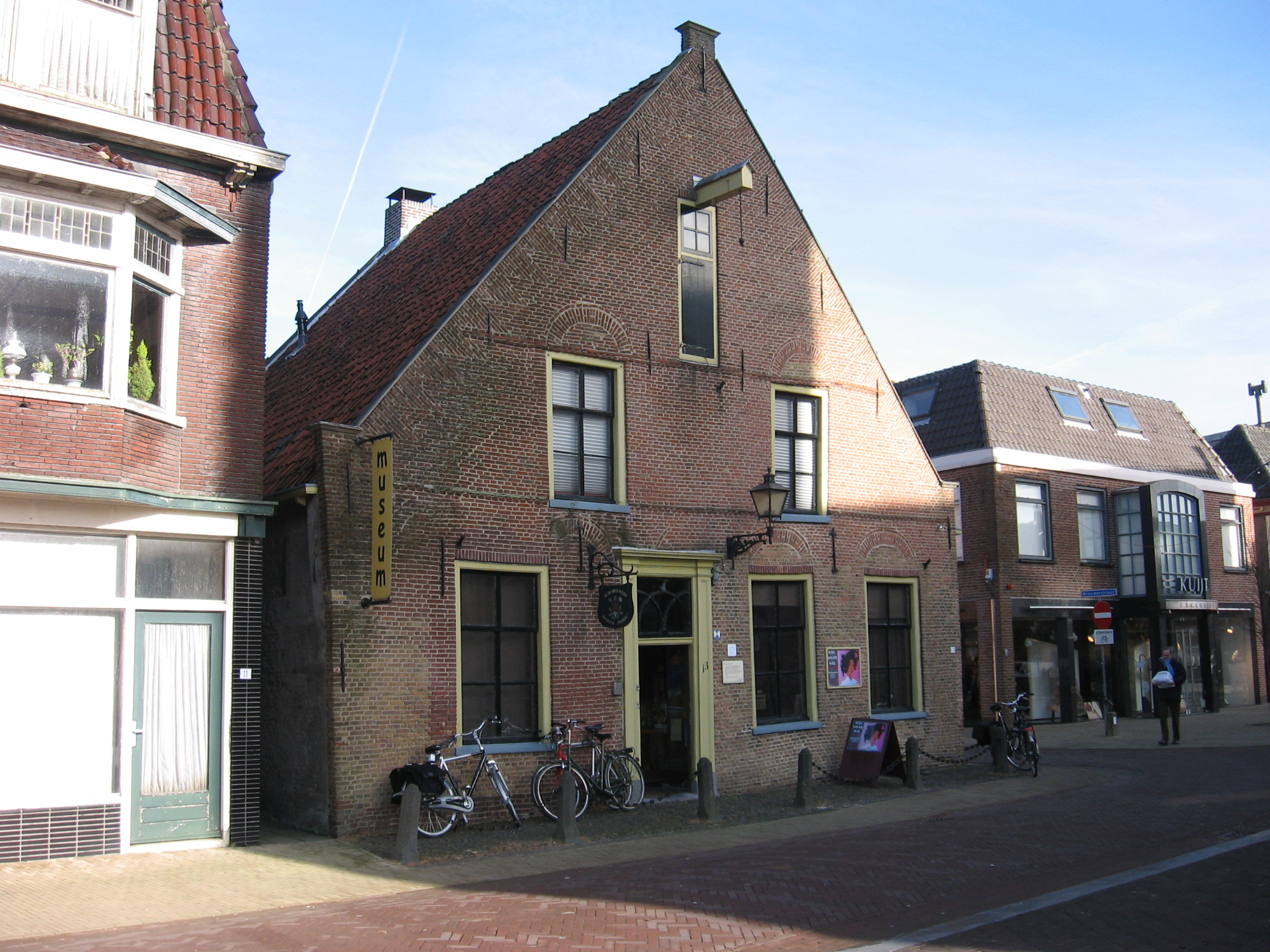
Barneveld Museu Nairac

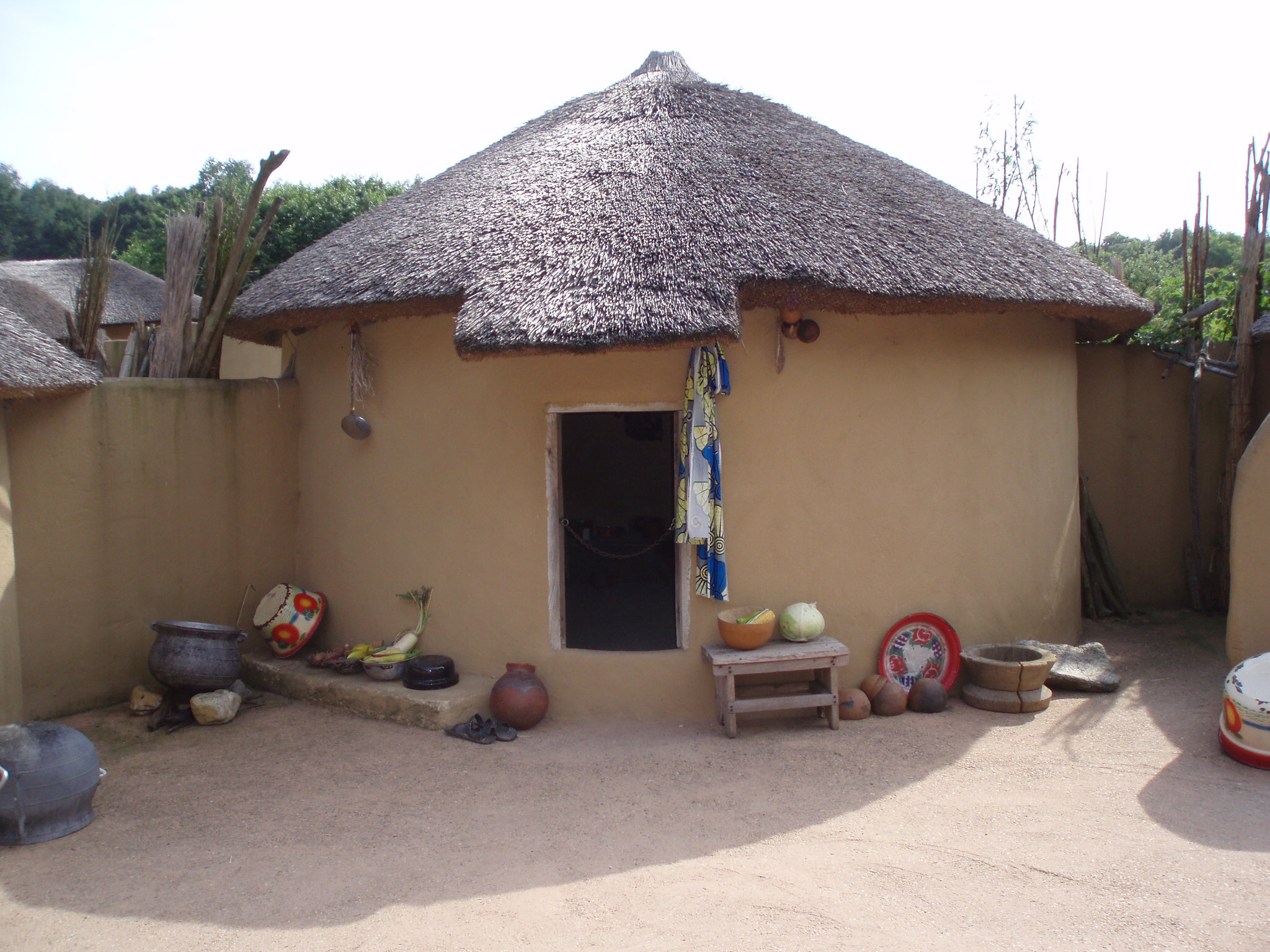
Museu Berg en Dal Afrika

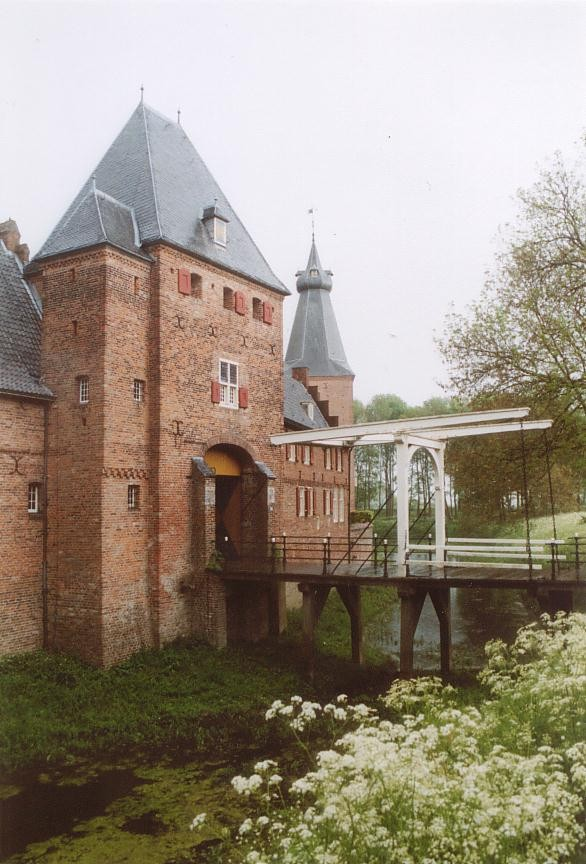
Doorwerth Museumkasteel

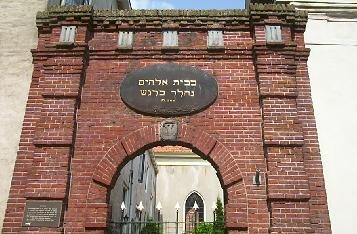
Elburg Sjoel Verhalenmuseum

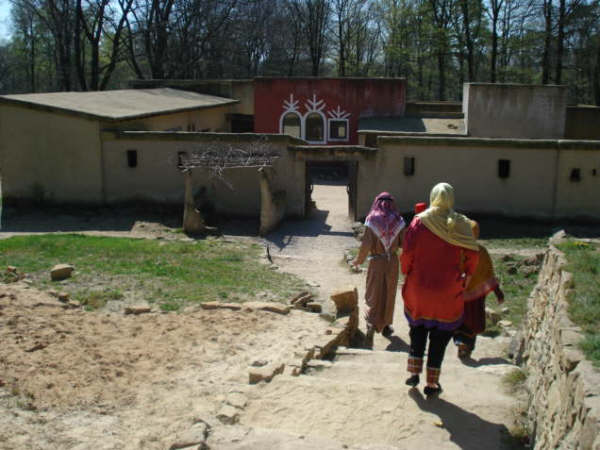
Heilig Landstichting Museumpark Oriëntalis

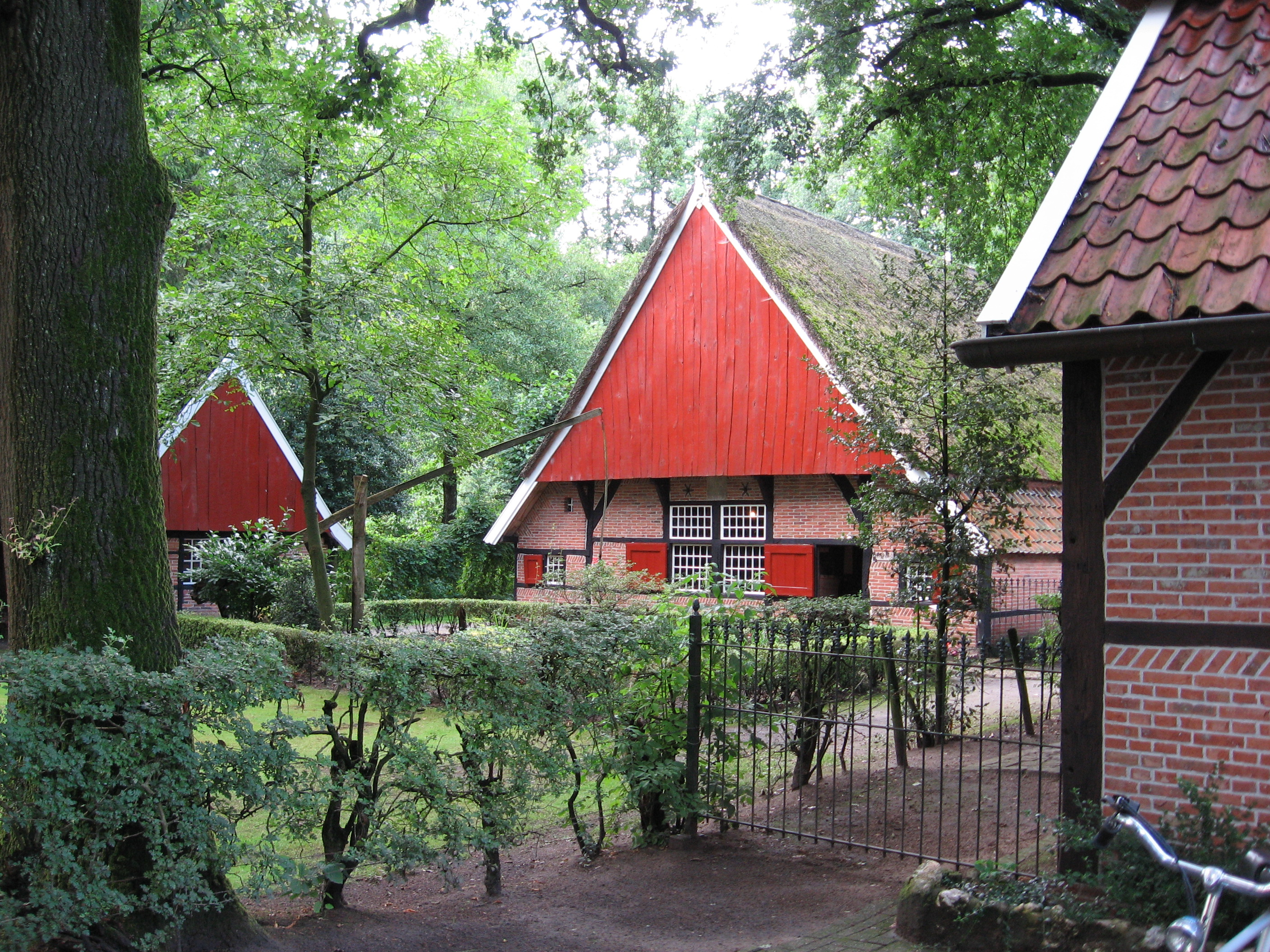
Lievelde Erve Kots Openluchtmuseum

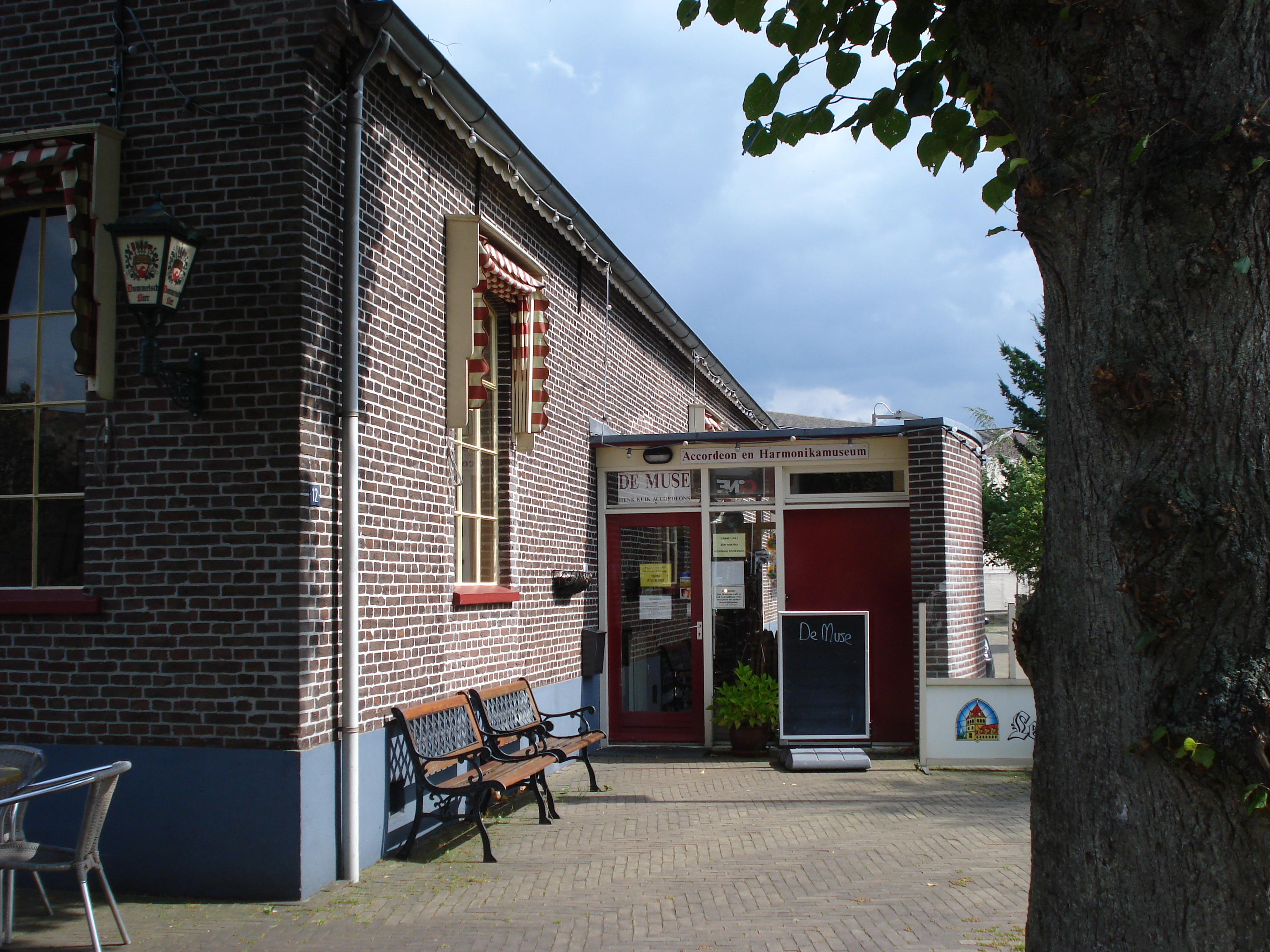
Malden De Musa Accordeon & Harmonicamuseum

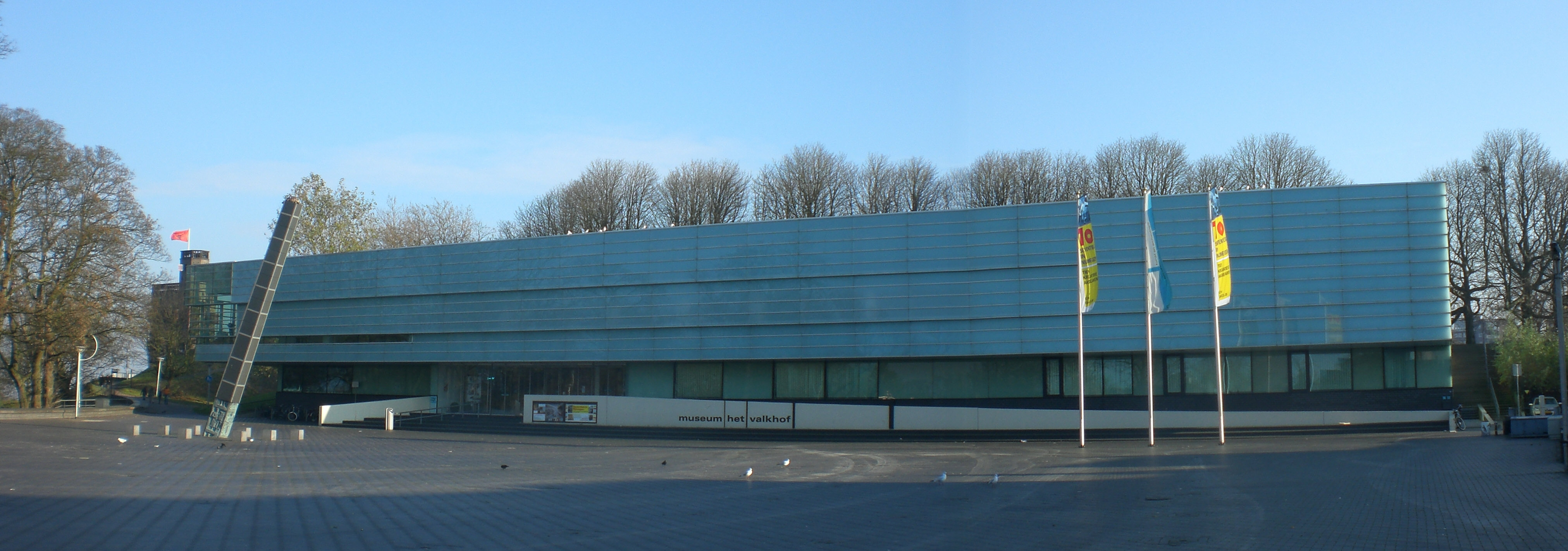
Nijmegen Museu Het Valkhof

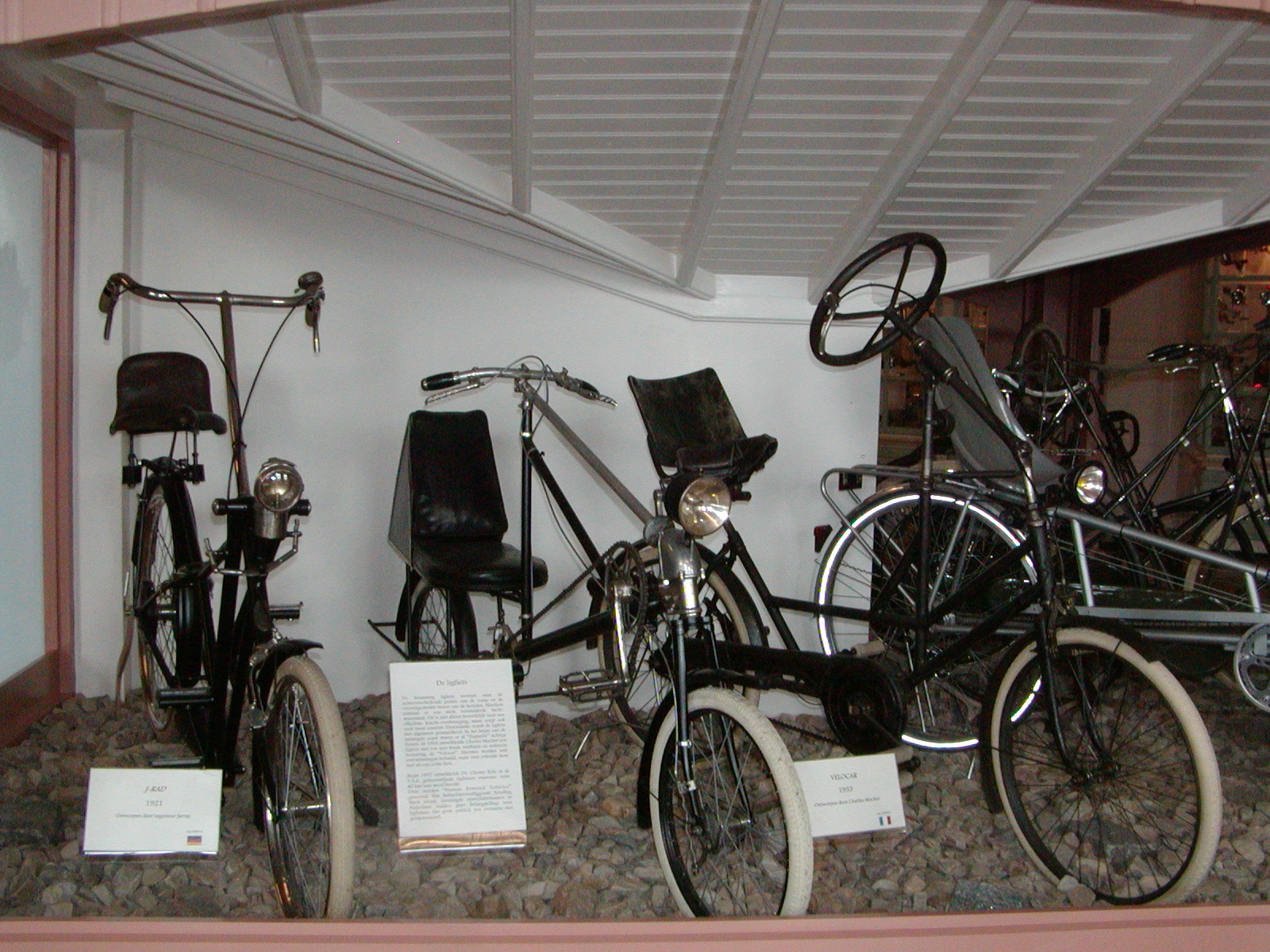
Nijmegen Fietsmuseum Velorama

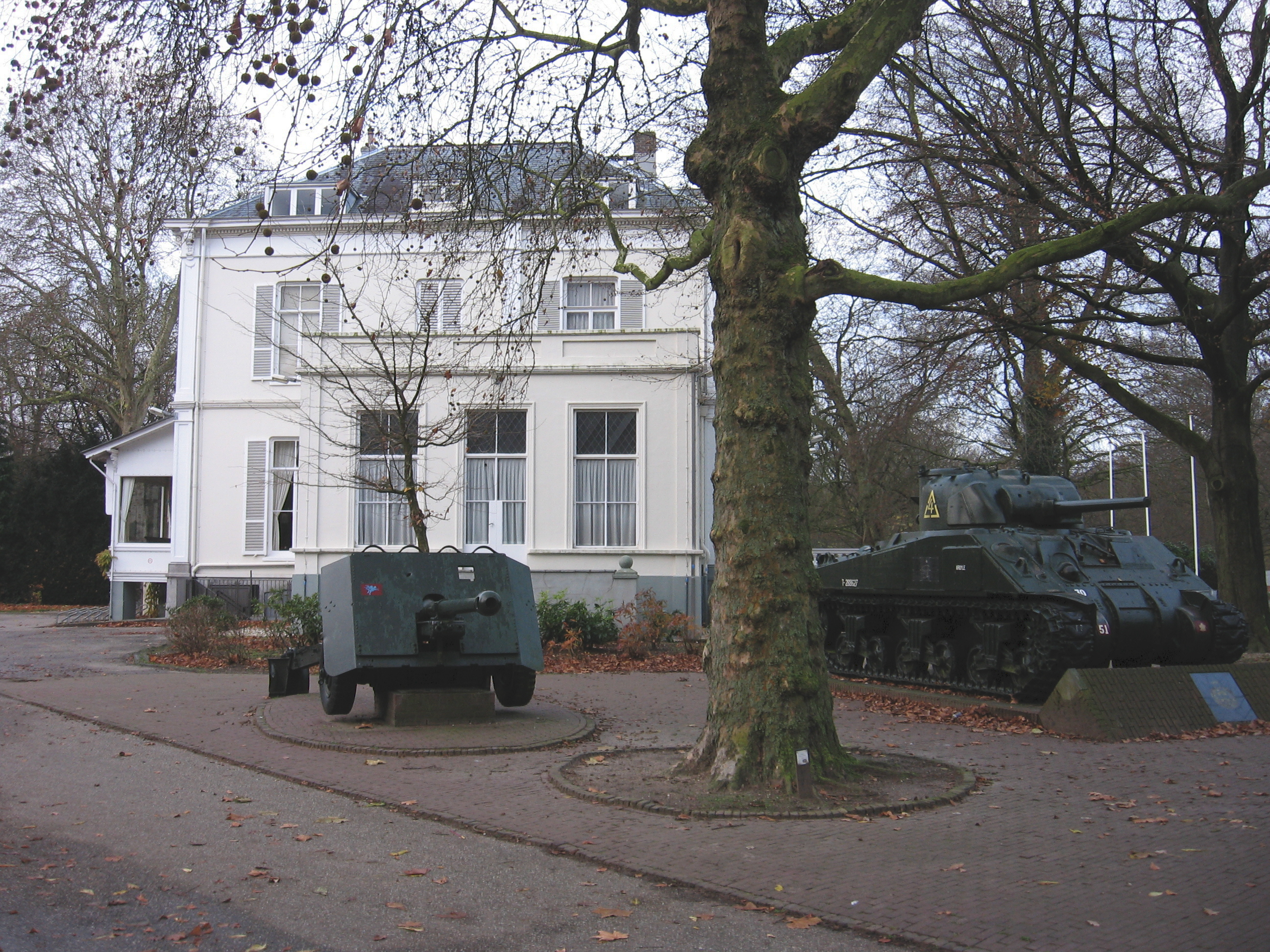
Oosterbeek Airborne Museu

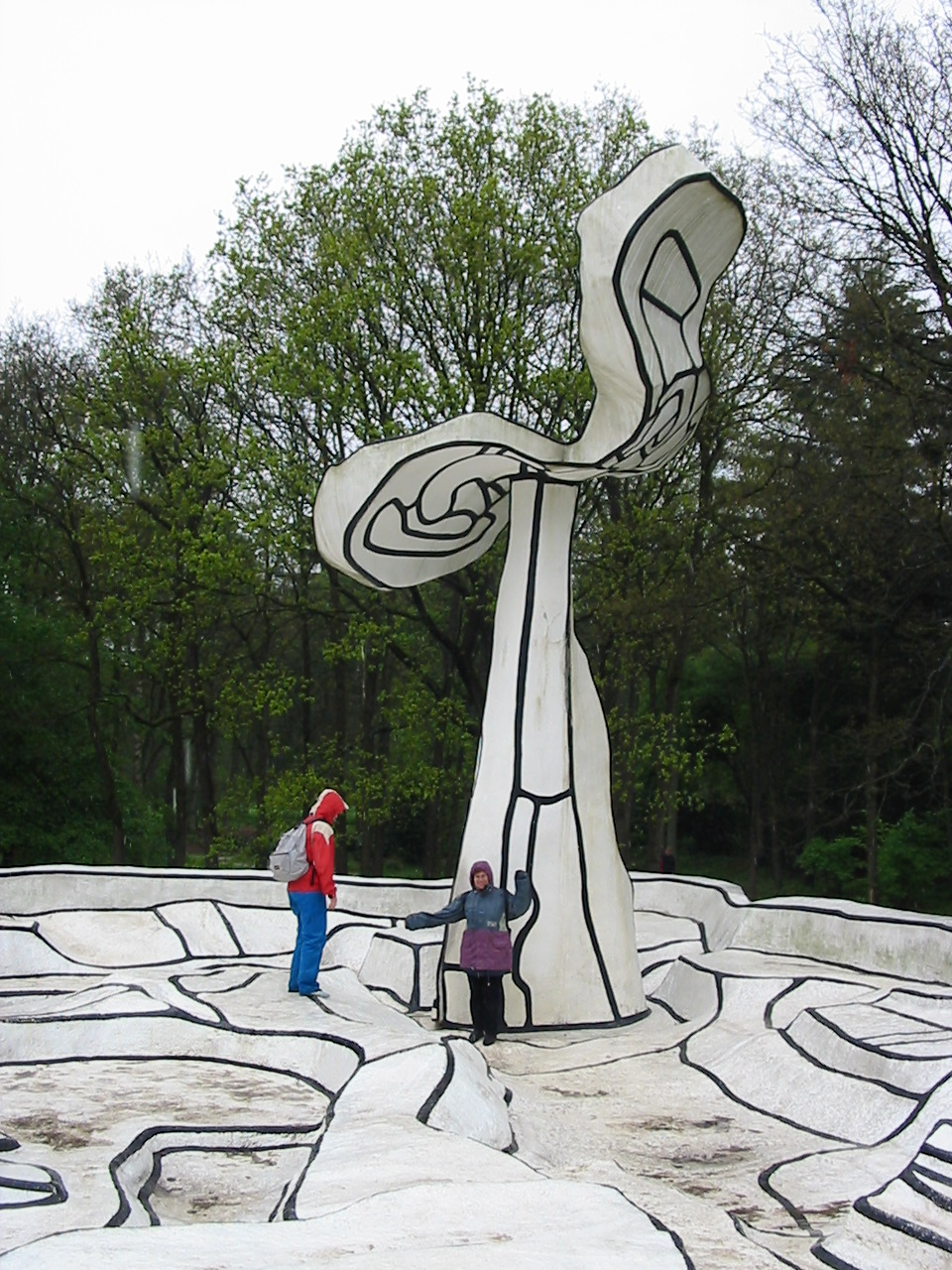
Otterlo Kröller-Müller Museu beeldentuin

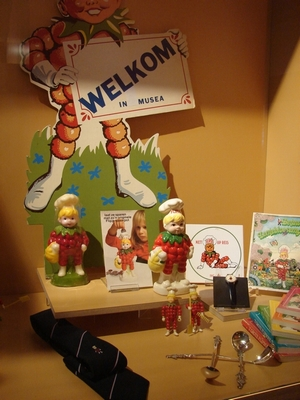
Tiel Streek&Flipje&Museu de melmelada

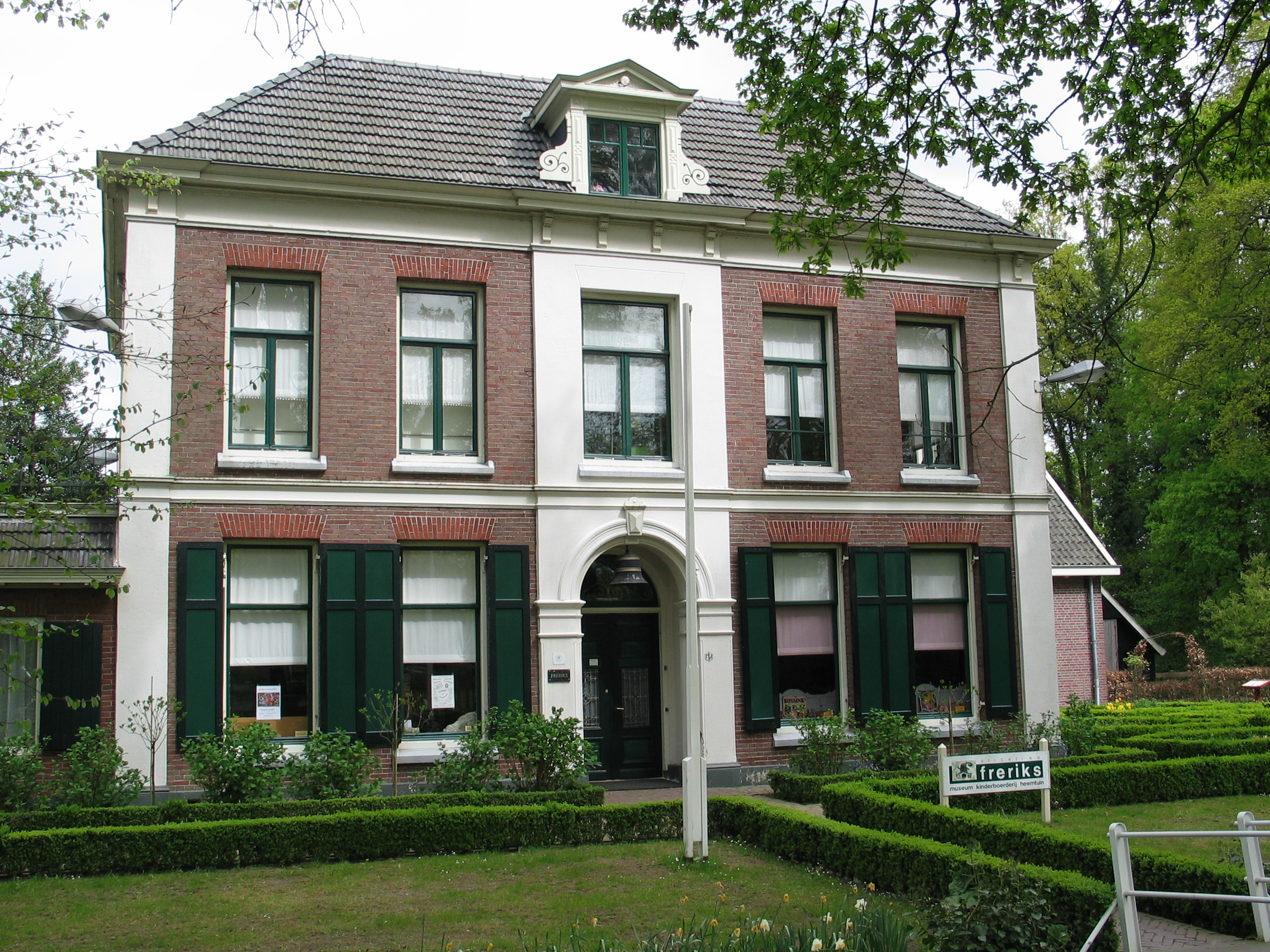
Winterswijk Museu Freriks

- Museu a l'aire lliure dels Països Baixos (Nederlands Openluchtmuseum)
- Museu d'Història d'Arnhem
- Museu de l'aigua dels Països Baixos
- Museu del vi dels Països Baixos

Asperen
- Het Minidome

Barneveld
- Museu Nairac
- Nederlands Pluimveemuseum
- Oude Ambachten & Speelgoed Museu

Beneden-Leeuwen
- Museu Tweestromenland

Bennekom
- Kijk & Luistermuseum

Berg en Dal
- Museu Afrika

Borculo
- Brandweermuseum Borculo
- Kristalmuseum
- Museu 'De Bezinning 1940-45'
- Museumboerderij De Lebbenberg
- Museu radiofònic Borculo

Bronkhorst
- Museu Dickens

Buren
- Museu der Koninklijke Marechaussee
- Museu 'Buren & Oranje'
- Museu De Boerenwagen

Culemborg
- Gispen
- Museu d'Elvis Presley
- Elisabeth Weeshuis museu

Didam
- Gelders Schuttersmuseum

Dinxperlo
- Grenslandmuseum

Doesburg
- Mosterdmuseum
- Streekmuseum De Roode Toren

Doetinchem
- Openbaar Vervoer Museu
- Stadsmuseum Doetinchem

Doorwerth
- Kasteel Doorwerth
- Museu voor Natuur- en Wildbeheer
- Museu Veluwezoom

Ede
- Museu d'Història d' Ede

Elburg
- Sjoel Elburg Verhalenmuseum
- Museu Elburg
- Nationaal Hist. Orgelmuseum

Epe
- Veluws Streekmuseum

Erichem
- Museu Betuws Fruitteelt

Groenlo
- Brouwerijmuseum

Groesbeek
- Nationaal Bevrijdingsmuseum 1944-1945

Harderwijk
- Stadsmuseum Harderwijk

Hattem
- Anton Pieck Museu
- Bakkerijmuseum Het Warme Terra
- Voerman Museu Hattem

Hedel
- Museu d'Història de Hedel

Heilig Landstichting
Hengelo
- Achterhoeks Museu 1940-1945

Heteren
- Gelderse Smalspoor Stichting

Heumen
- Ateliermuseum Maris Huis

Hoenderloo
- Electriciteitsmuseum + Radiotron

Hoog Soeren
- Wildpark Het Aardhuis

Klarenbeek
- Haardplatenmuseum

Lievelde
- Openluchtmuseum Erve Kots

Loenen
- Papierfabriek de Middelste Molen

Malden
- Accordeonmuseum De Musa

Nimega
- De Stratemakerstoren (Museu fortificació)
- Natuurmuseum Nijmegen
- MuZIEum
- Museu Het Valkhof
- Nationaal Fietsmuseum Velorama
- Museu voor Anatomie & Pathologie
- Revolutiemuseum voor modelvliegtuigen

Nunspeet
- Noord-Veluws Museu

Oosterbeek
- Airborne Museu

Otterlo
- Museu Kröller-Müller

Terschuur
- Oude Ambachten & Speelgoed Museu

Tiel
- Flipje- & Streekmuseum Tiel

Velp
- Gelders Geologisch Museu

Vorchten
- Poppenspelmuseum

Wageningen
- Museu de Casteelse Poort
- Herman Brood Museu
- Museu de Terra mundial

Warnsveld
- Museu Cultuurhistorisch

Wijchen
- Museu Kasteel Wijchen

Winterswijk
- Museu Freriks

Zaltbommel
- Museu Maarten van Rossum

Zelhem
- Museu Smedekinck

Zetten
- Museu Verpleging en Verzorging

Zevenaar
- Baksteen/dakpanmuseum
- Museu Liemers

Zutphen
- Museu Grafisch
- Museu Henriette Polak
- Stedelijk Museu Zutphen

## Groningen
Aduard
- Museu Sint Bernardushof

Appingedam
- Museu Stad Appingedam

Dolent Nieuweschans
- Vestingmuseum Nieuweschans

Bellingwolde
- Ambachtelijk Zadelmakerij Museu
- Museu d'Oude Wolden

Blijham
- Poppentheater-Museu

Borgercompagnie
- Museu Lammert Boerma

Bourtange
- De Baracquen
- Fort Bourtange

Delfzijl
- Museu De Steenfabriek
- Muzeeaquarium Delfzijl

Eenrum
- Abraham Mosterdmakerij

Ezinge
- Museu Wierdenland

Groningen
- Museu Grafisch Groningen
- Museu de Groningen
- Museu canadenc Forces Aliades

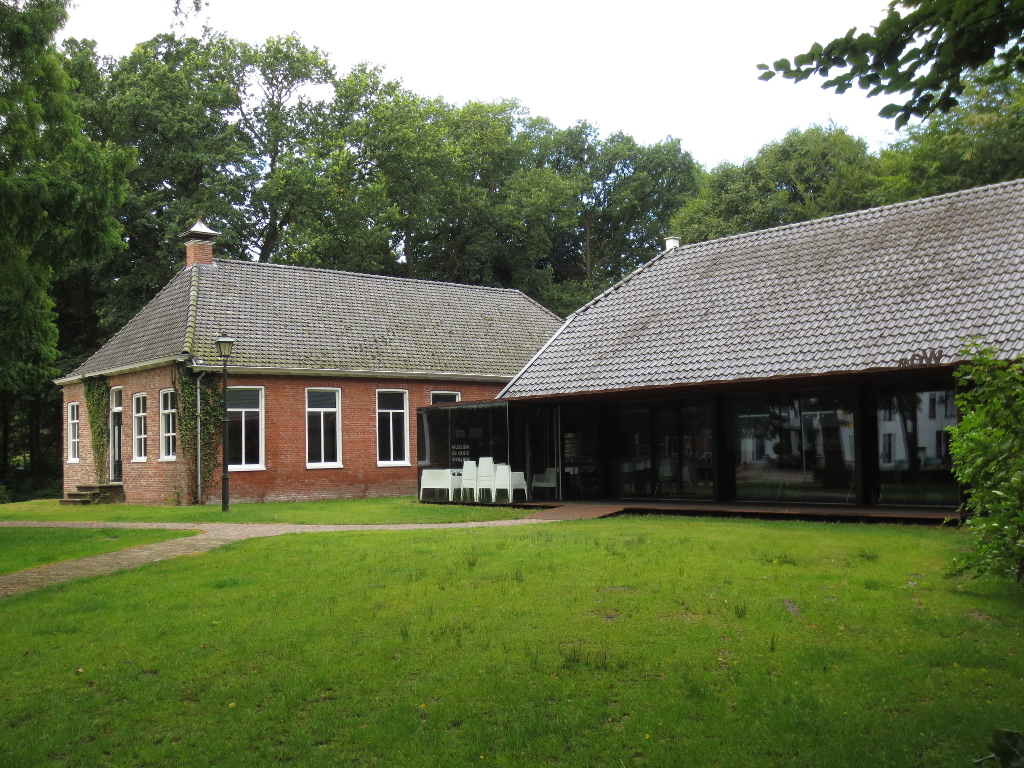
Museu d'Oude Wolden a Bellingwolde

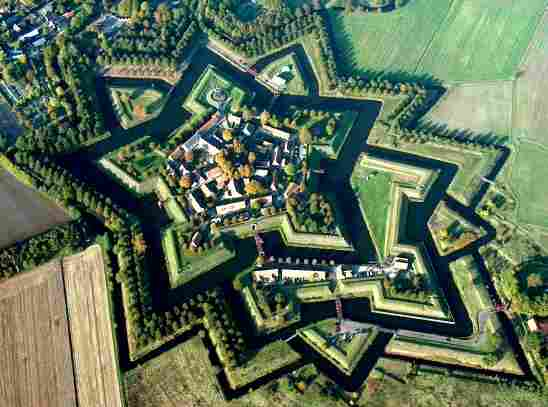
Fort Bourtange en Bourtange

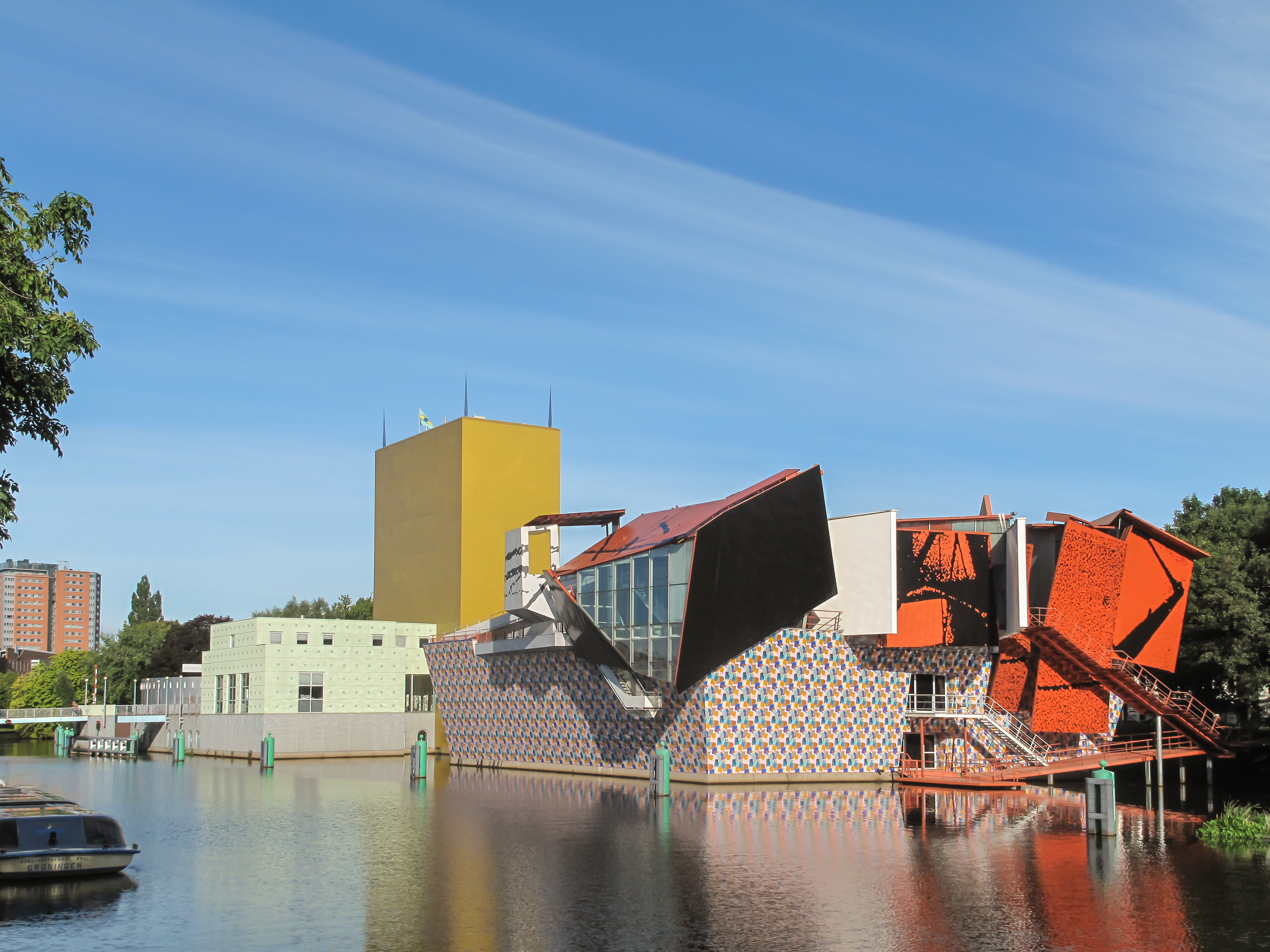
Museu de Groningen a Groningen

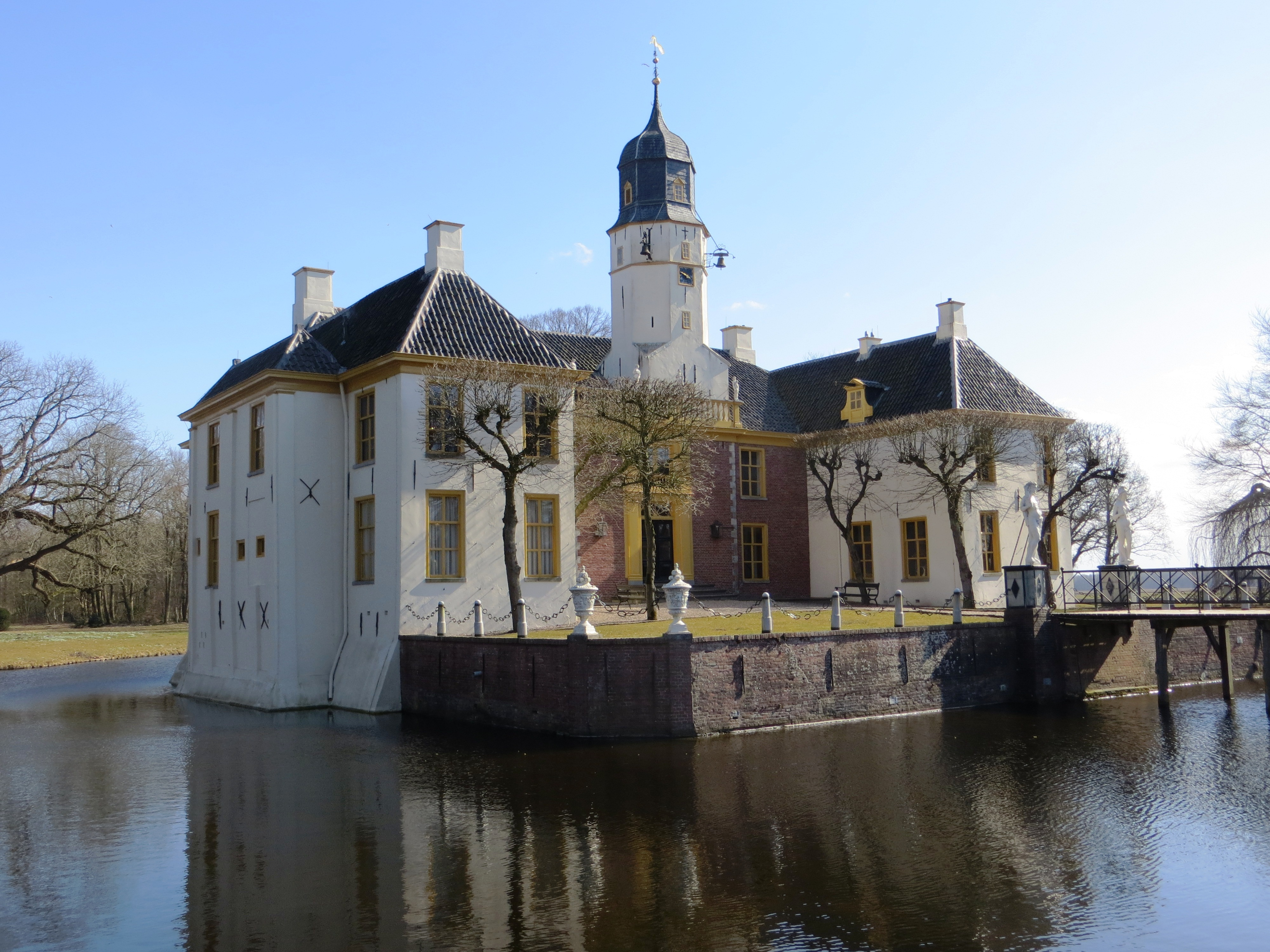
Fraeylemaborg a Slochteren

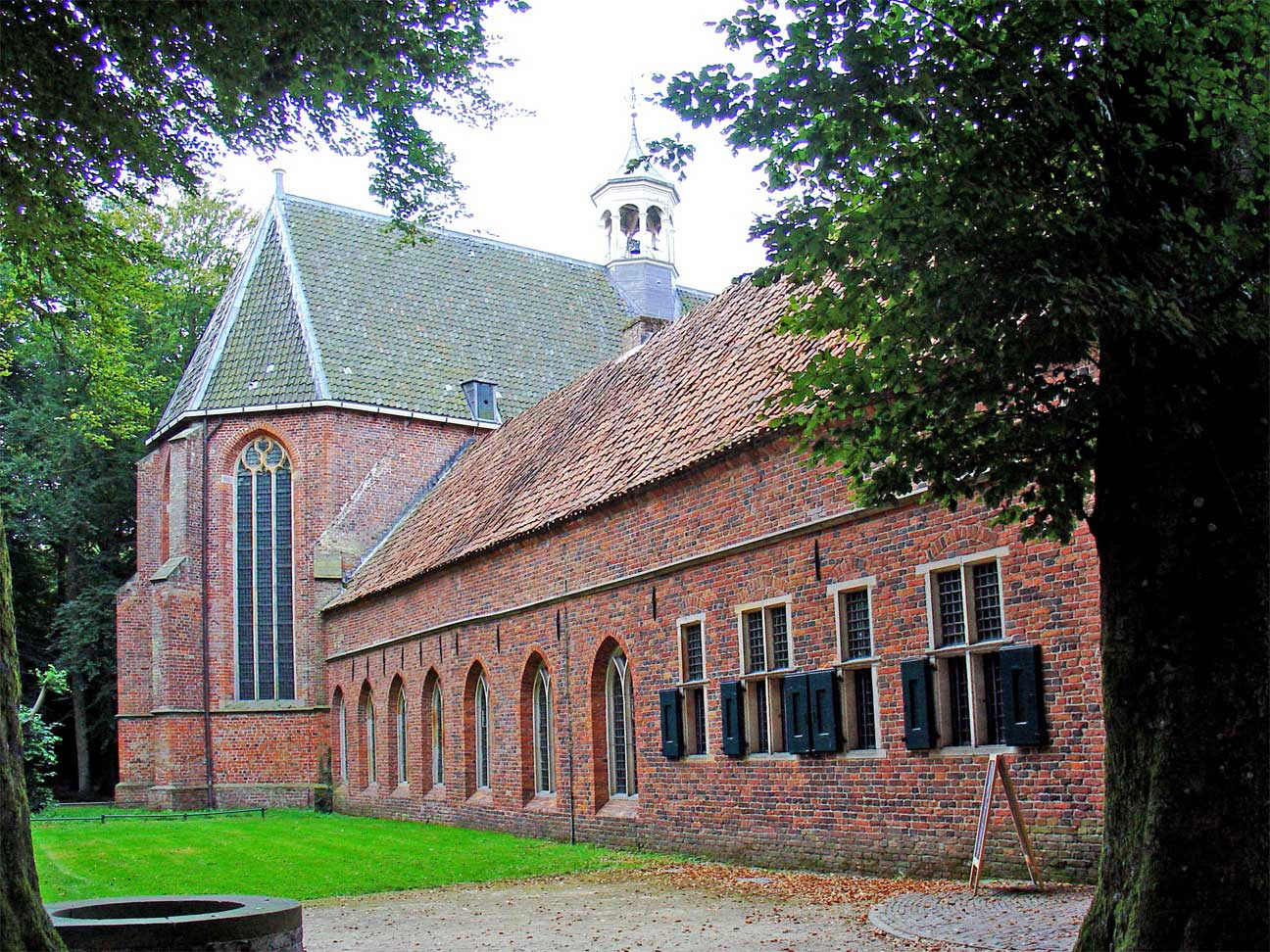
Ter Apel Monestir a Ter Apel

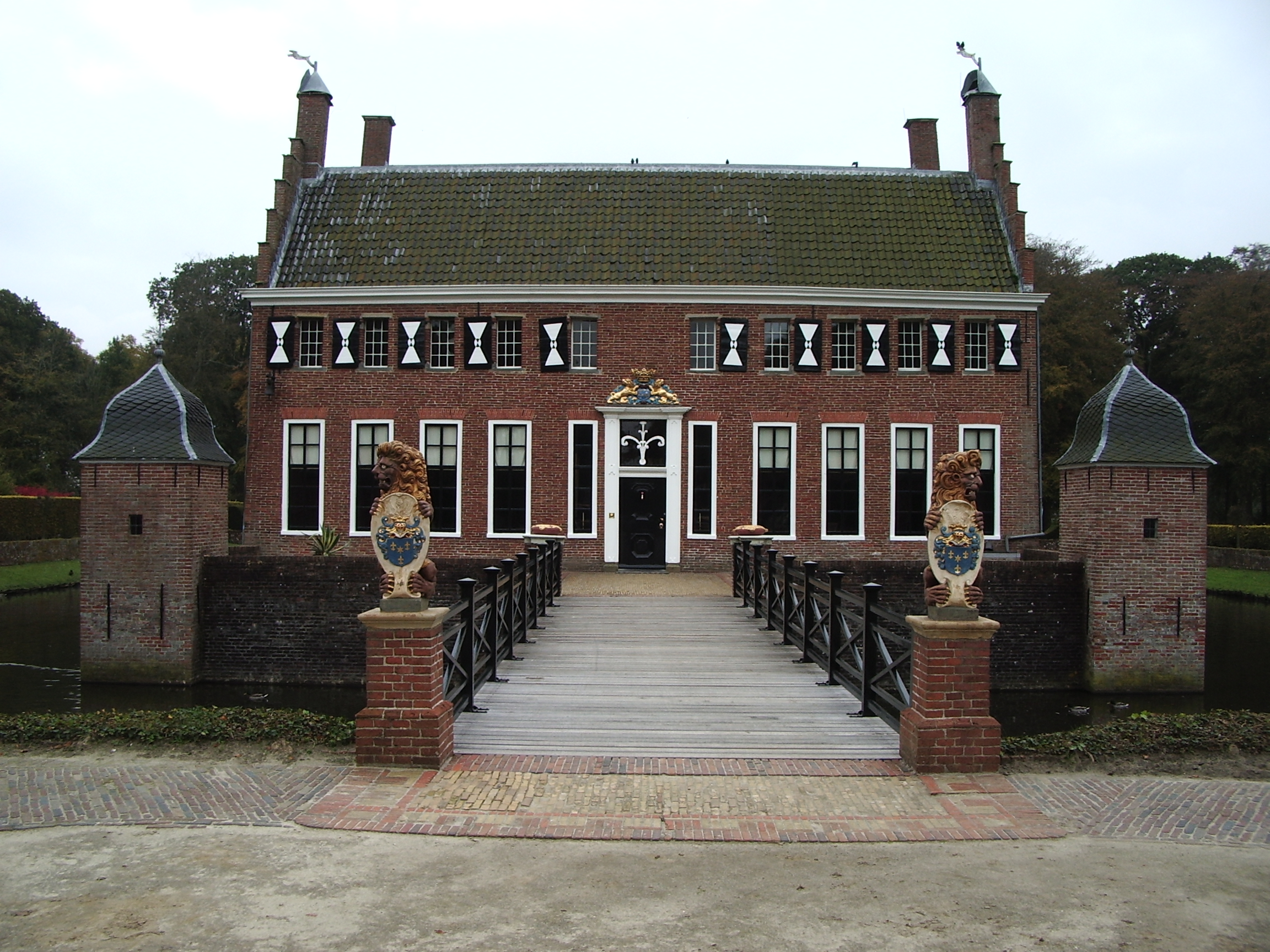
Menkemaborg a Uithuizen

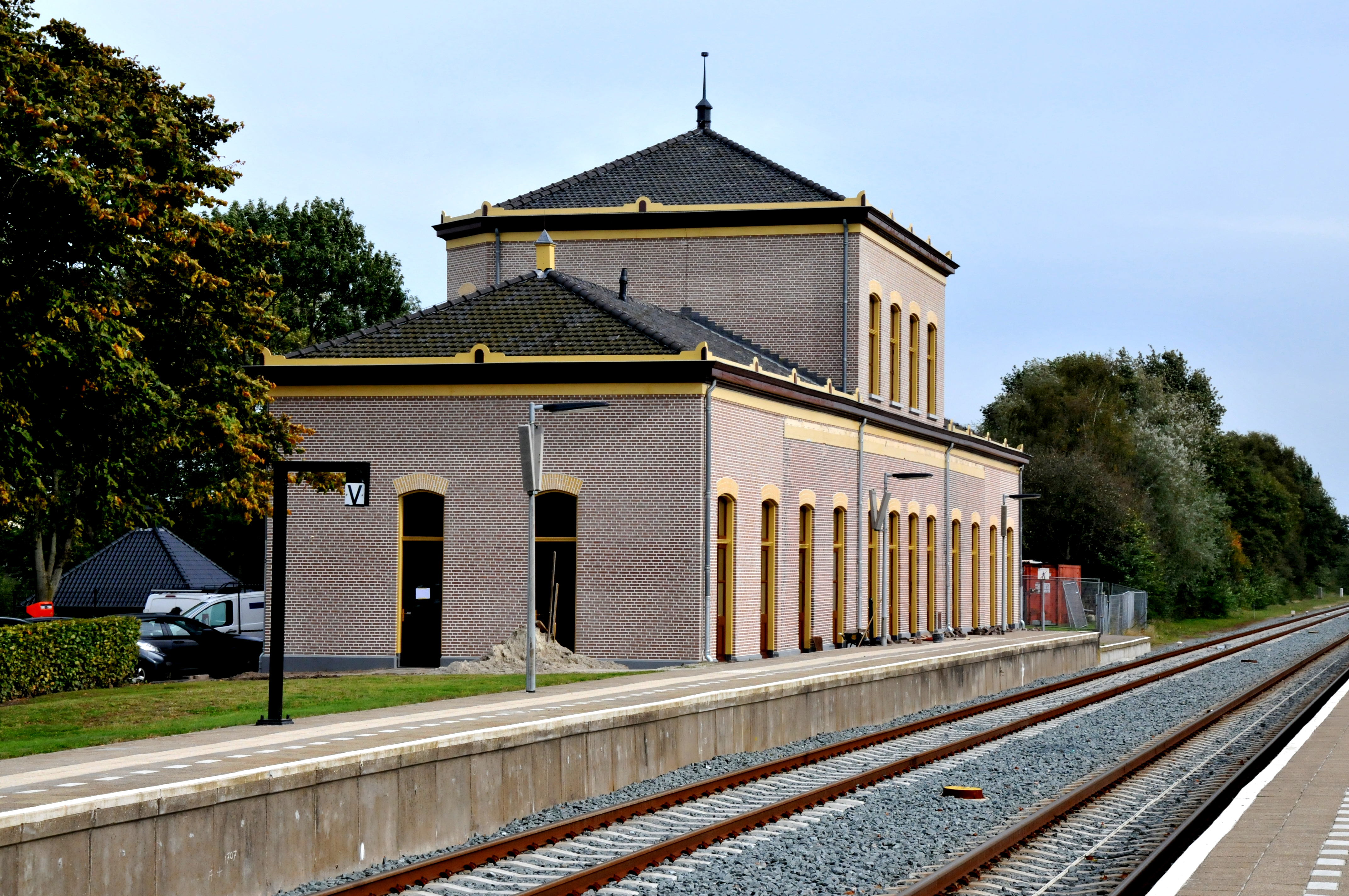
Noord-Nederlands Trein & Museu de Tramvia a Zuidbroek

- Natuurmuseum Groningen (Tancat el 2008; col·lecció en part a Universiteitsmuseum Groningen)
- Museu del Còmic dels Països Baixos
- Niemeyer Tabaksmuseum (Tancat a 1 gener 2011)
- Noordelijk Scheepvaartmuseum
- Museu universitari Groningen
- Volkenkundig Museu 'Gerardus van der Leeuw' (Tancat el 2003; col·lecció en part en Universiteitsmuseum Groningen)

Harkstede
- Museu '40-'45 (eerder en Slochteren)

Heiligerlee
- Klokkengieterijmuseum
- Museu Slag bij Heiligerlee

Houwerzijl
- De Theefabriek

Kloosterburen
- Oldtimermuseum De Ronkel

Kropswolde
- Museu Estació voor Handwerktuigen Kropswolde

Leek
- Nationaal Rijtuigmuseum
- Museu Joods Schooltje

Leens
- Museumboerderij Welgelegen (Museu voor Landbouw en Ambacht)
- Landgoed Verhildersum
- NatuurDoeCentrum Insektenwereld

Lutjegast
- Abel Tasman Kabinet

Middelstum
- Museumbakkerij Mendels

Midwolda
- Museumboerderij Herman Dijkstra
- Museu voor Oorlogshistorie

Niebert
- Schilder-en bakkerijmuseum't Steenhuis

nieuwe Pekela
- Kapiteinshuis Pekela

Nieuwolda
- Kinderwagenmuseum
- Museumgemaal de Hoogte

Niezijl
- Blik Trommel en Oudheden Museu

Noordbroek
- Aardewerkmuseum Petrus Regout
- Gereedschapmuseum De Hobbyzolder
- Nederlands Strijkijzer-Museu
- Ot & Sien Museu

Noordhorn
- Kostuummuseum De Gouden Leeuw

Nuis
- Landbouwmuseum 't Rieuw (achter Coendersborg)

Onstwedde
- Radiofònic & Speelgoed Museu
- Slaait'nhoes (Museu/herberg)

Oude Pekela
- Museu 't Waschhuuske

Oudeschans
- Vestingmuseum Oudeschans

Pieterburen
- Koffie- en winkelmuseum

Sappemeer
- Groninger Schaatsmuseum

Slochteren
- Museu de granja Duurswold
- Fraeylemaborg
- Col·lecció internacional de Gorres de Policia

Stadskanaal
- Museu Musica
- Museumspoorlijn S.T.Un.R.
- Centre Streekhistorisch
- Watertoren Stadskanaal

Ter Apel
- Ter Apel Monestir
- Poppenmuseum

Termunterzijl
- Museumgemaal Cremer

Thesinge
- Smederijmuseum Smidshouk

Uithuizen
- Kantmuseum
- Menkemaborg

Uithuizermeeden
- Handwerkmuseum
- Het Behouden Blik
- Oudheidkamer

Veendam
- Museu Veenkoloniaal

Warffum
- Openluchtmuseum Het Hoogeland
- Museumsmederij

Waterhuizen
- Spoorwegmuseum Waterhuizen

Wedde
- Museu voor Naaldkunst

Wildervank
- Porseleinen Dierenpark

Winschoten
- Historische Werkplaats Molenmaker Wiertsema
- Museu Stoomgemaal
- Museu d'autobús Noordelijk

Winsum
- Stichting Kinderboek-Cultuurbezit

Zoutkamp
- Rijwiel- en Bromfietsmuseum
- Visserijmuseum Zoutkamp

Zuidbroek
- Noord-Nederlands Trein & Museu del Tramvia

Zuidhorn
- Museu De Verzamelaar

Zuidwolde
- Va der Werf Wedgwoodmuseum

## Holanda del Sud
Delft
- De Porceleyne Fles (Delft)
- Legermuseum (Delft)
- Museu van Elven
- Museu Lambert van Meerten (Delft)
- Nusantara (Delft)
- Prinsenhof

La Haia
- Beelden aan Zee
- Museu Bredius
- Museu Escher
- Fotomuseum Den Haag
- Museu Municipal de la Haia
- Gevangenpoort
- Museu Haags Openbaar Vervoer
- Museu Haags Historisch
- Casa Humanity
- Museu Letterkundig
- Museu Louwman
- Mauritshuis
- Museon
- Museu Meermanno
- Museu Mesdag

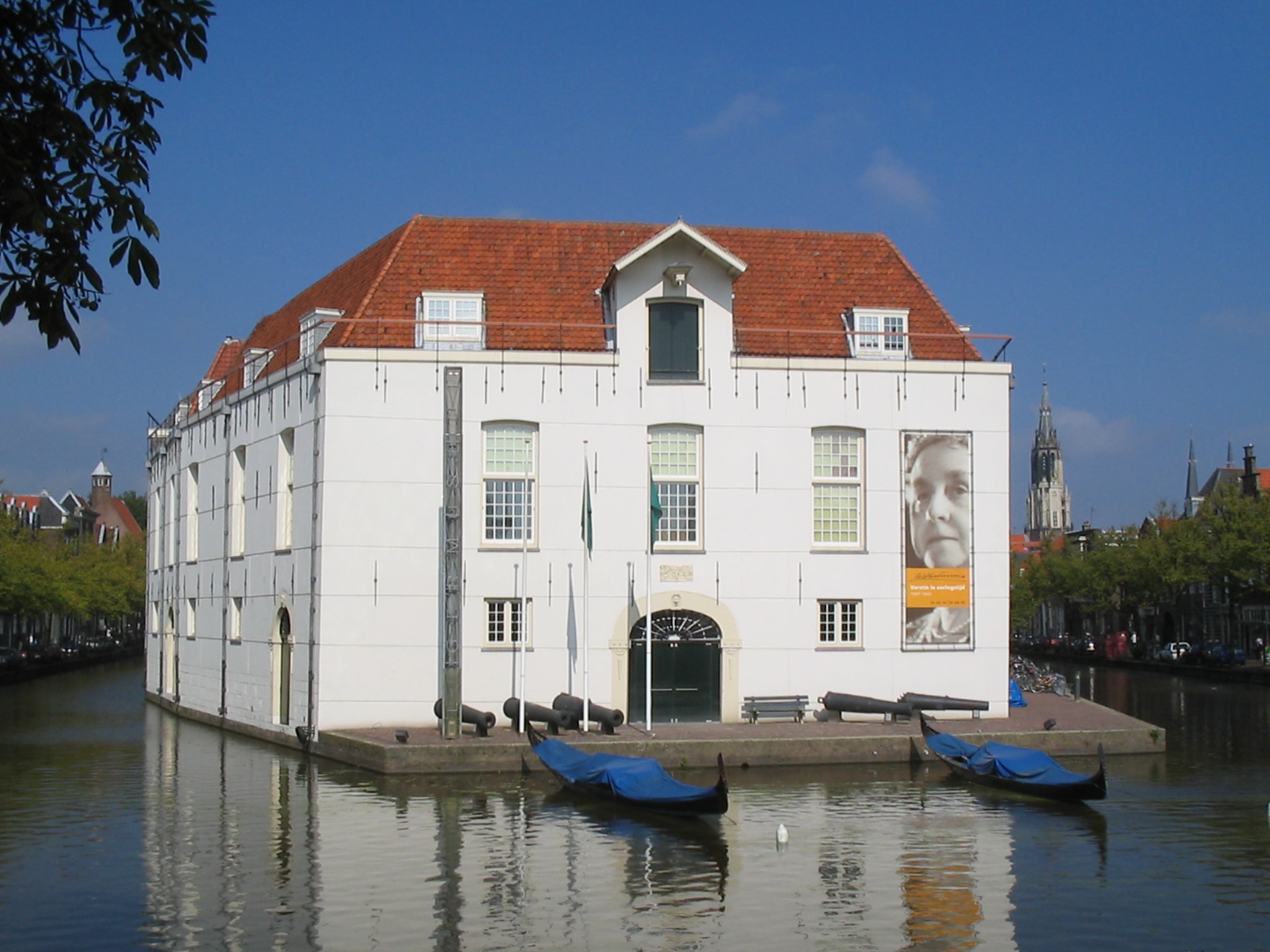
Delft Het Legermuseum

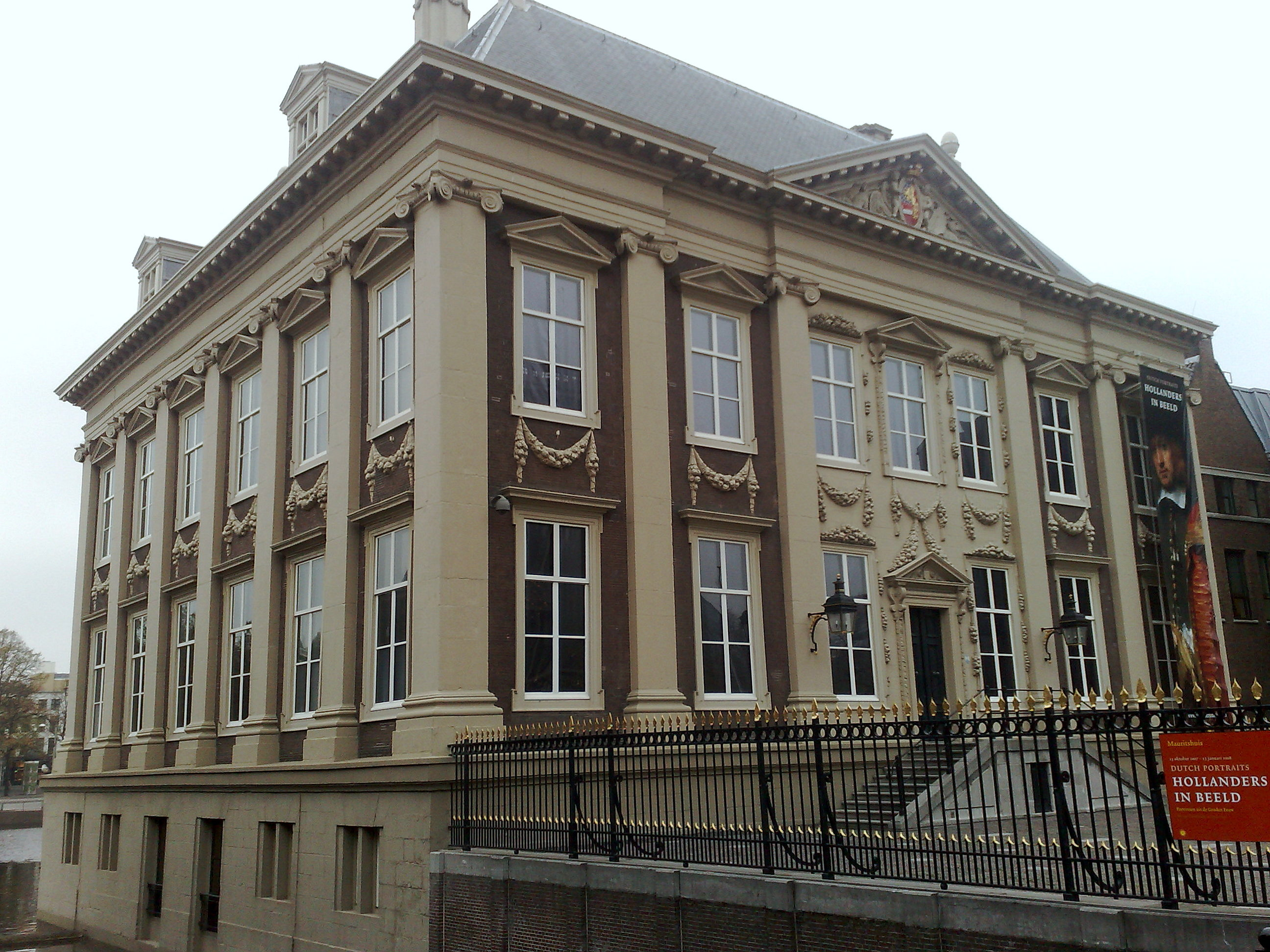
Den Haag Mauritshuis

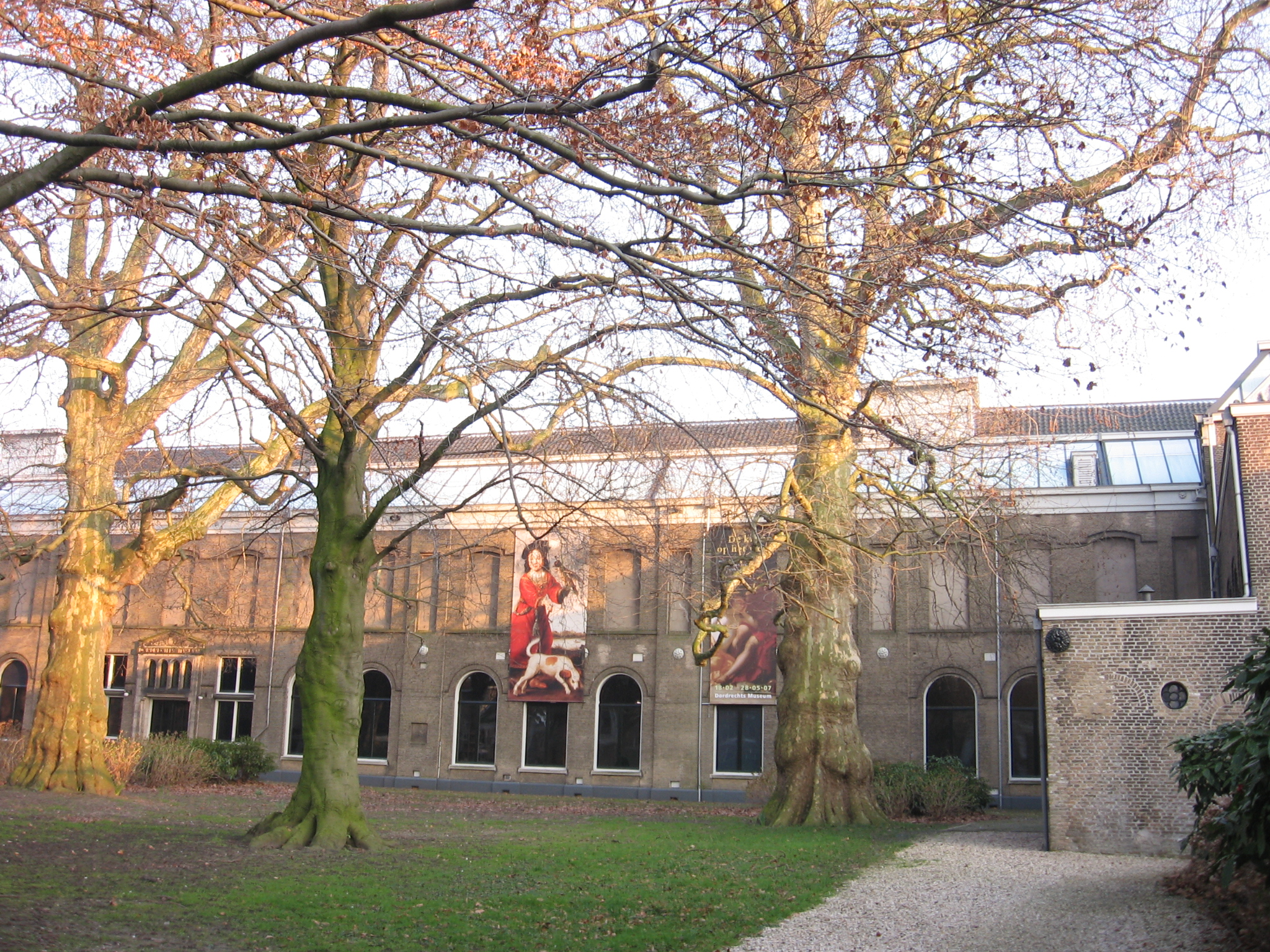
Museu de Dordrecht

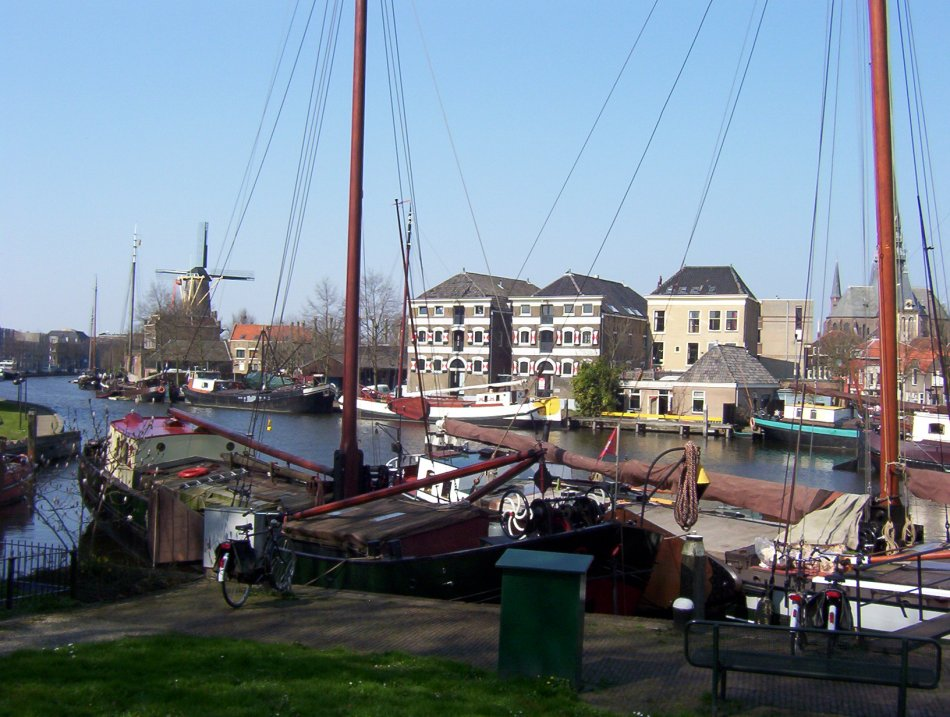
Gouda Binnenhavenmuseum

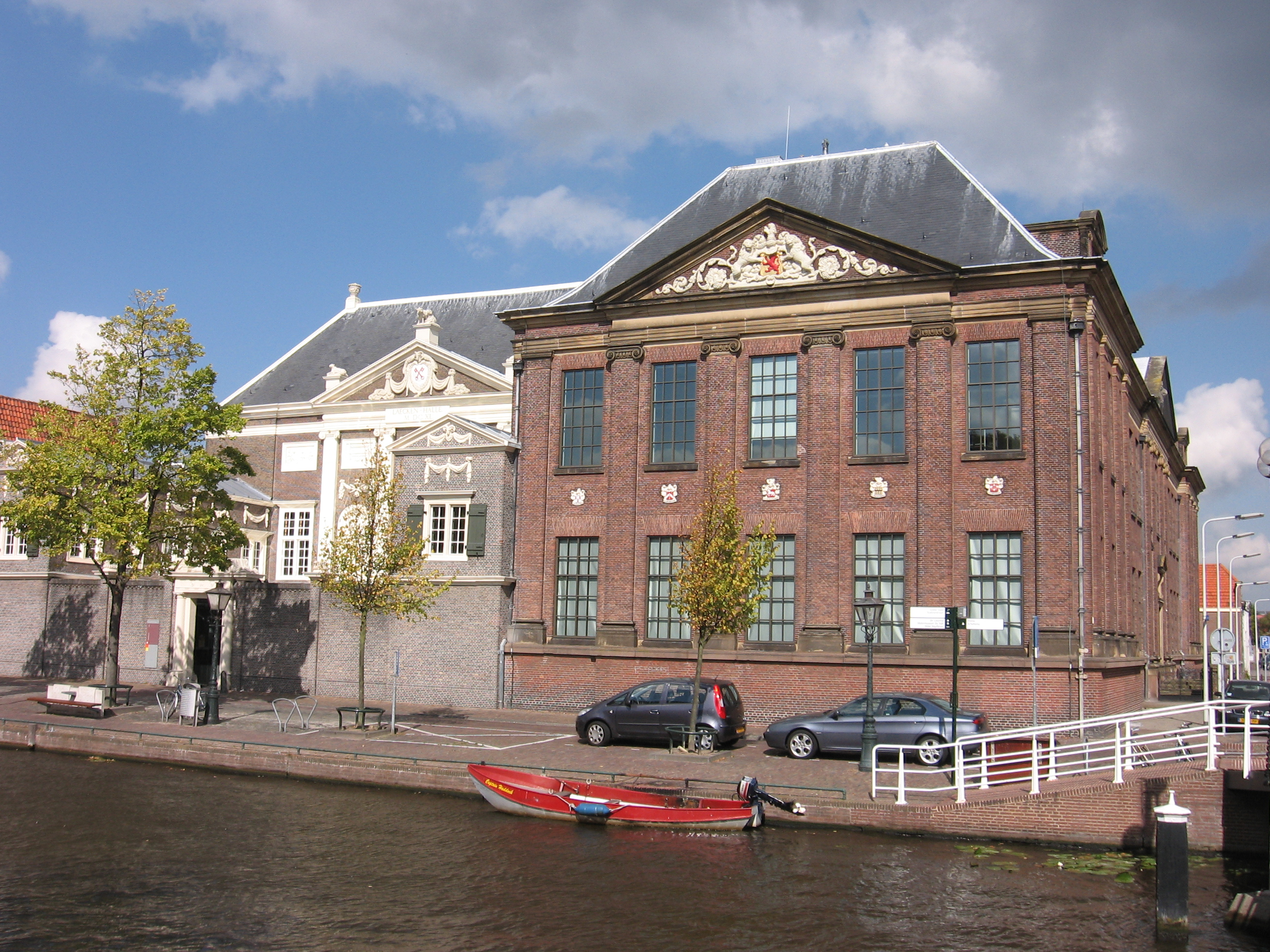
Leiden Lakenhal

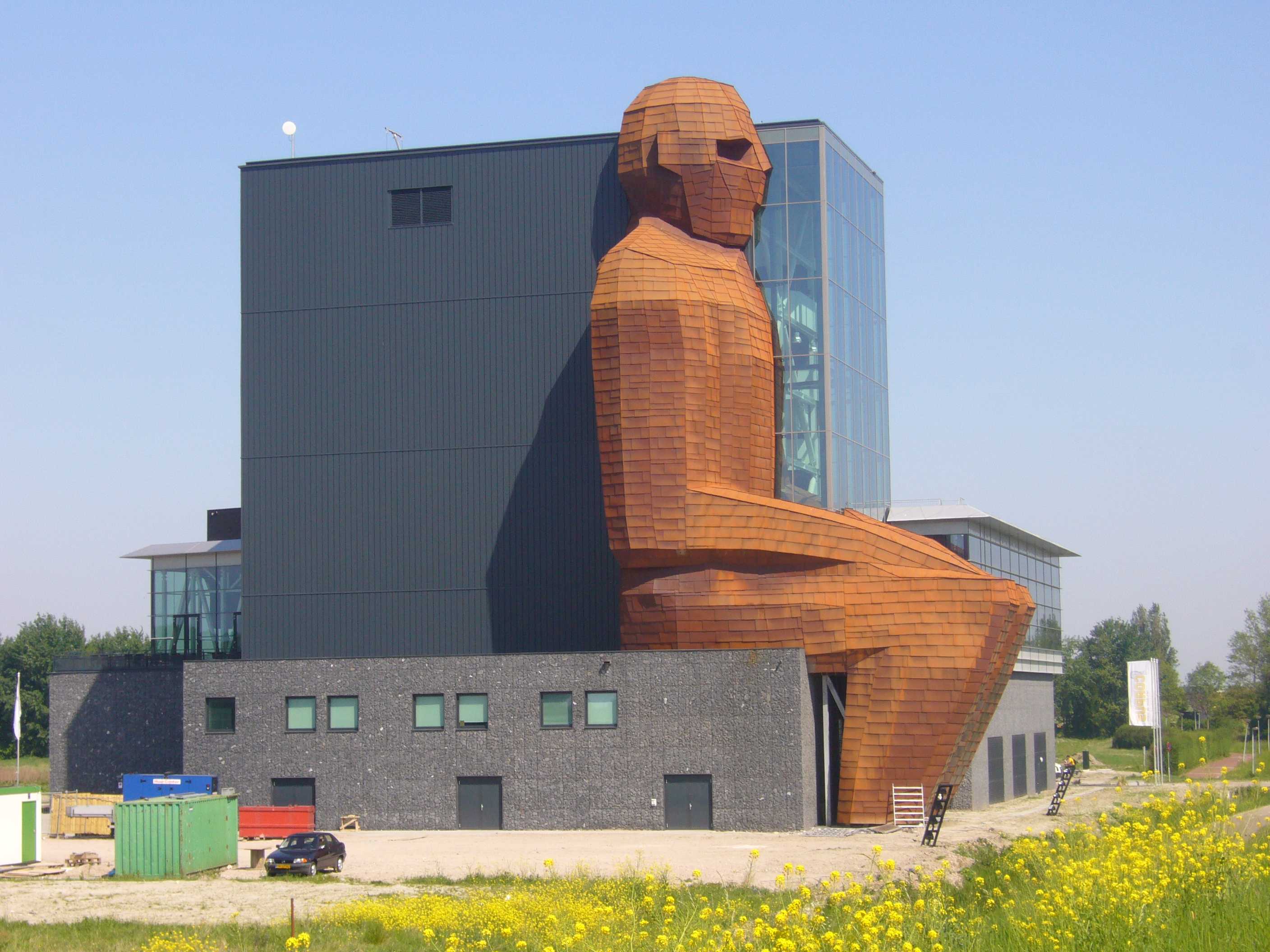
Museu Oegstgeest Corpus

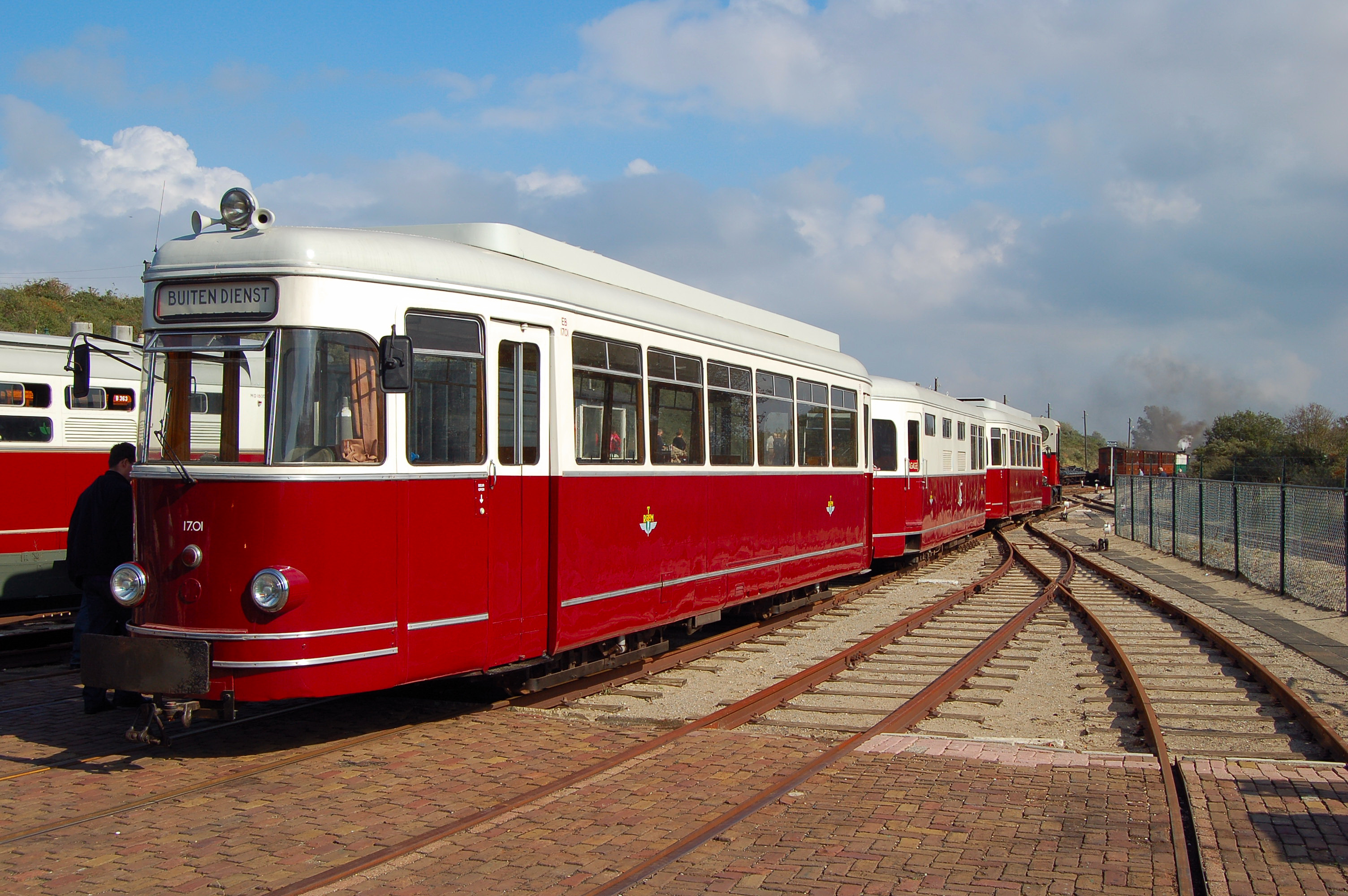
Museu Ouddorp de RTM

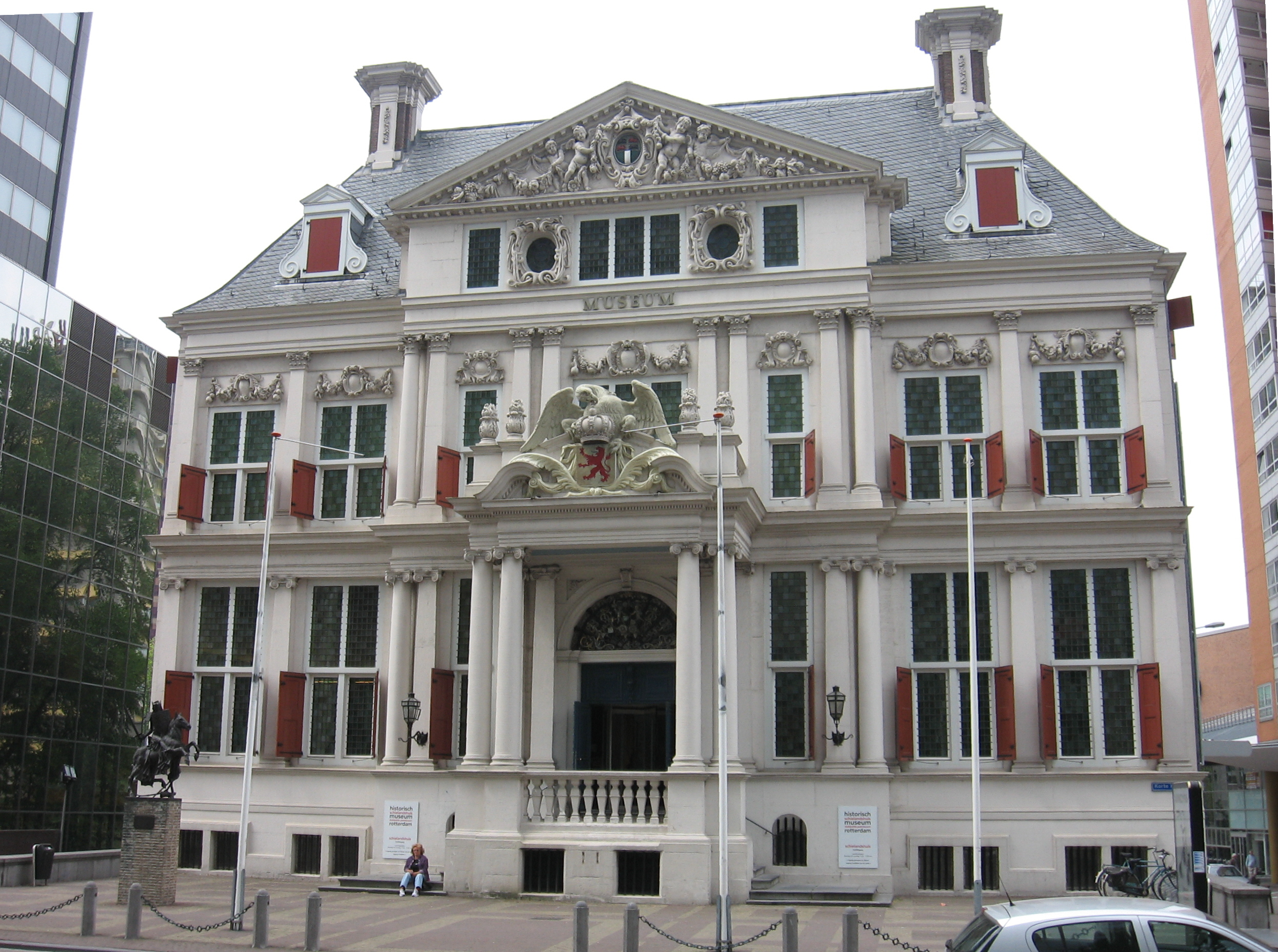
Rotterdam Schielandshuis

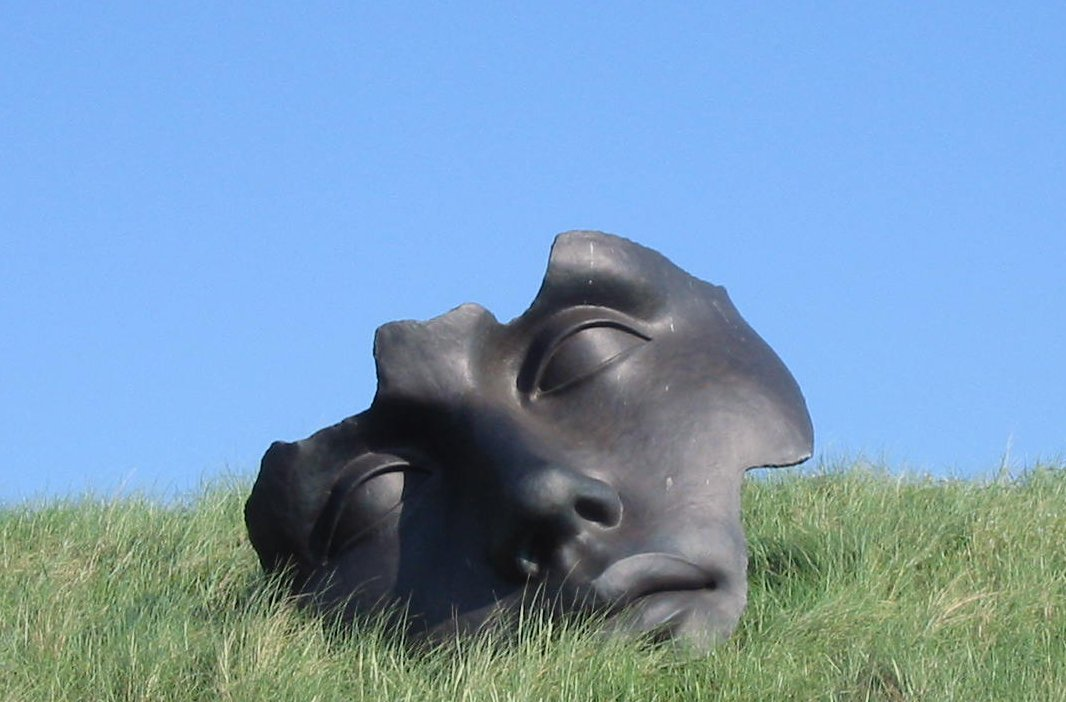
Scheveningen Beelden Aan Zee

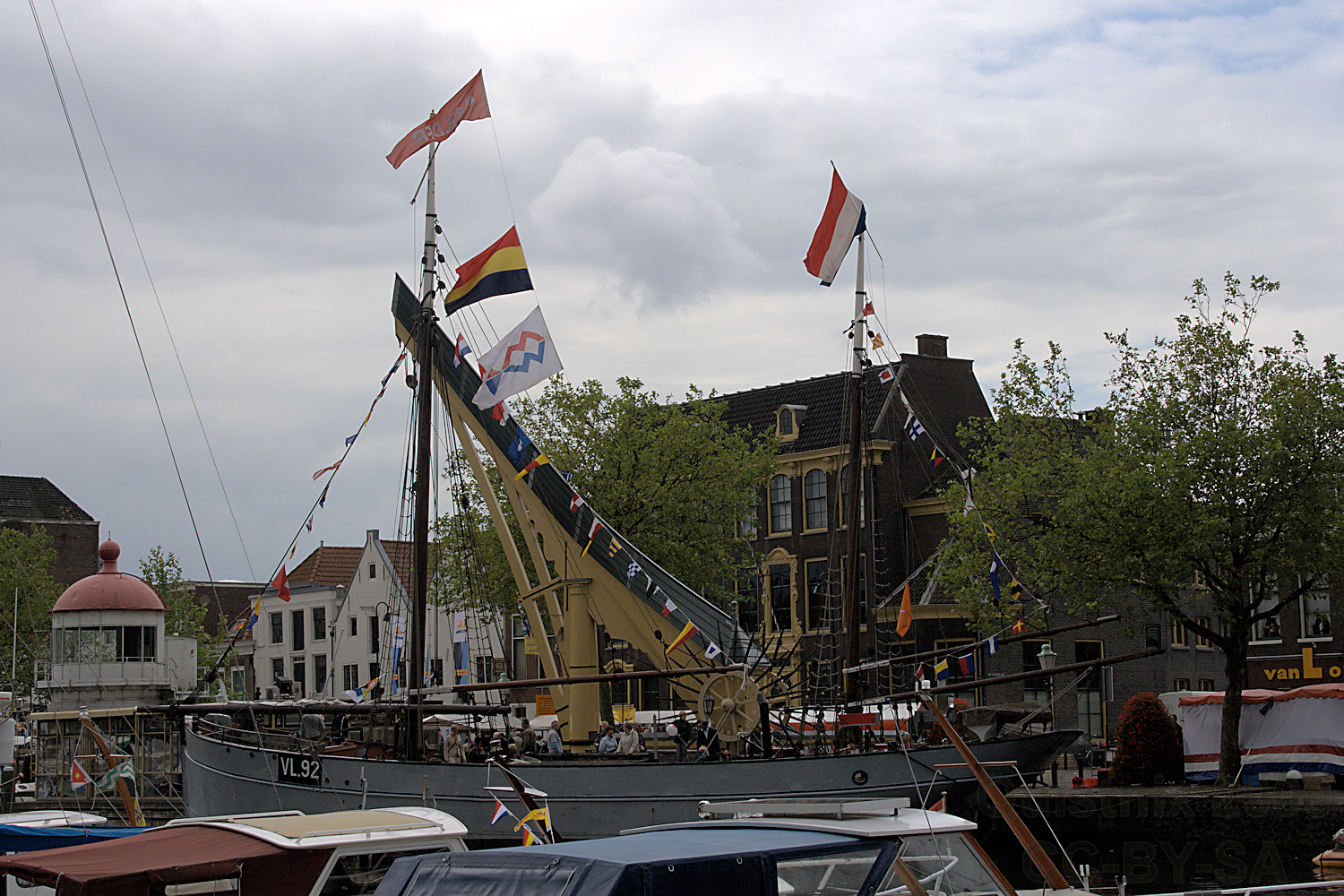
Museu Visserij & Vlaardings

- Museu voor Communicatie (Pervious museu de PTT)
- Muzee Scheveningen
- Museu Nederlands Letterkundig i Documentationcentre
- Panorama Mesdag

Dordrecht
- Museu de Dordrecht
- Huis Van Gijn

Gorinchem
- Museu Gorcums

Gouda
- Museu De Moriaan
- MuseumgoudA, inclou l'antic Hospital Catharina Gasthuis
- Museumhaven Gouda
- Verzetsmuseum Zuid-Holland

Hardinxveld-Giessendam
- De Koperen Knop (cultuurhistorie van de Alblasserwaard)

Hellevoetsluis
- Droogdok Jan Blanken
- Nationaal Brandweermuseum

Katwijk
- MuseubKatwijks

Leerdam
- Nationaal Glasmuseum
- Hofje van Mevrouw Van Aerden

Leiden
- MuseubAcademisch Historisch
- Museu d'Anatomia
- Museu Boerhaave (història de ciència i medicina)
- Hortus Botanicus Leiden
- Stedelijk Museu De Lakenhal (història i art visual)
- Naturalis (Història natural)
- Rijksmuseum van Oudheden (antiguitats)
- Museu Leiden de Pelegrí americà
- Arxiu Pelegrí
- SieboldHuis
- Stedelijk Molenmuseum De Valk
- Museu Volkenkunde (etnologia)
- Museu Het Leids Wevershuis
- Wagenmakersmuseum

Tancats
- Het Koninklijk Penningkabinet (Ara el Geldmuseum en Utrecht)
- Rijksmuseum Van Geologie en Mineralogie (la col·lecció és inclosa en Naturalis)
- Rijksmuseum Van Natuurlijke Historie (la col·lecció és inclosa en Naturalis)

Maassluis
- Nationaal Sleepvaartmuseum

Oegstgeest
- Corpus

Ouddorp
- Streekmuseum Ouddorps Raad- en Polderhuis
- Stichting voorheen RTM, Punt van Goeree

Rotterdam
- Museu Belasting & Douane
- Museu Chabot
- Havenmuseum a Leuvehaven proper a Verolmepaviljoen
- Museu Houweling Telecom
- Kralingsmuseum de Kralingen
- Kunsthal
- Showroom MAMA
- Maritiem Museu Rotterdam a Leuvehaven
- Museu Boijmans Van Beuningen
- Museu Rotterdam, Contenint:
  - Museu Het Schielandshuis
  - Atlas van Stolk
  - Museu De Dubbelde Palmboom
- Nationaal Onderwijsmuseum
- Museu d'Història Natural de Rotterdam
- Institut d'arquitectura Neerlandès
- Nederlands Fotomuseum
- Rotterdamse Museumtrams (ROMEO)
- Scheepswerf De Delft En Delfshaven
- Wereldmuseum Rotterdam

Schiedam
- Jenevermuseum
- Museummolen De Nieuwe Palmboom
- Nationaal Coöperatie Museu Schiedam
- Stedelijk Museu Schiedam

Sommelsdijk
- Streekmuseum Sommelsdijk

Spijkenisse
- Museumwoning 'Enrere al Sixties'

Tiengemeten
- Rien Poortvliet Museu

Vlaardingen
- Muziekinformatie- en Documentatiecentrum Tona Stolk
- Streekmuseum Jan Anderson
- Museu Visserij & Vlaardings

Voorschoten
- Kasteel Duivenvoorde

## Holanda del Nord
Alkmaar
- Museu Hollands Kaas
- Nationaal Biermuseum "De Boom"
- Museu Nederlands Kachel
- Museu Stedelijk Alkmaar
- Museu dels Beatles

Amstelveen

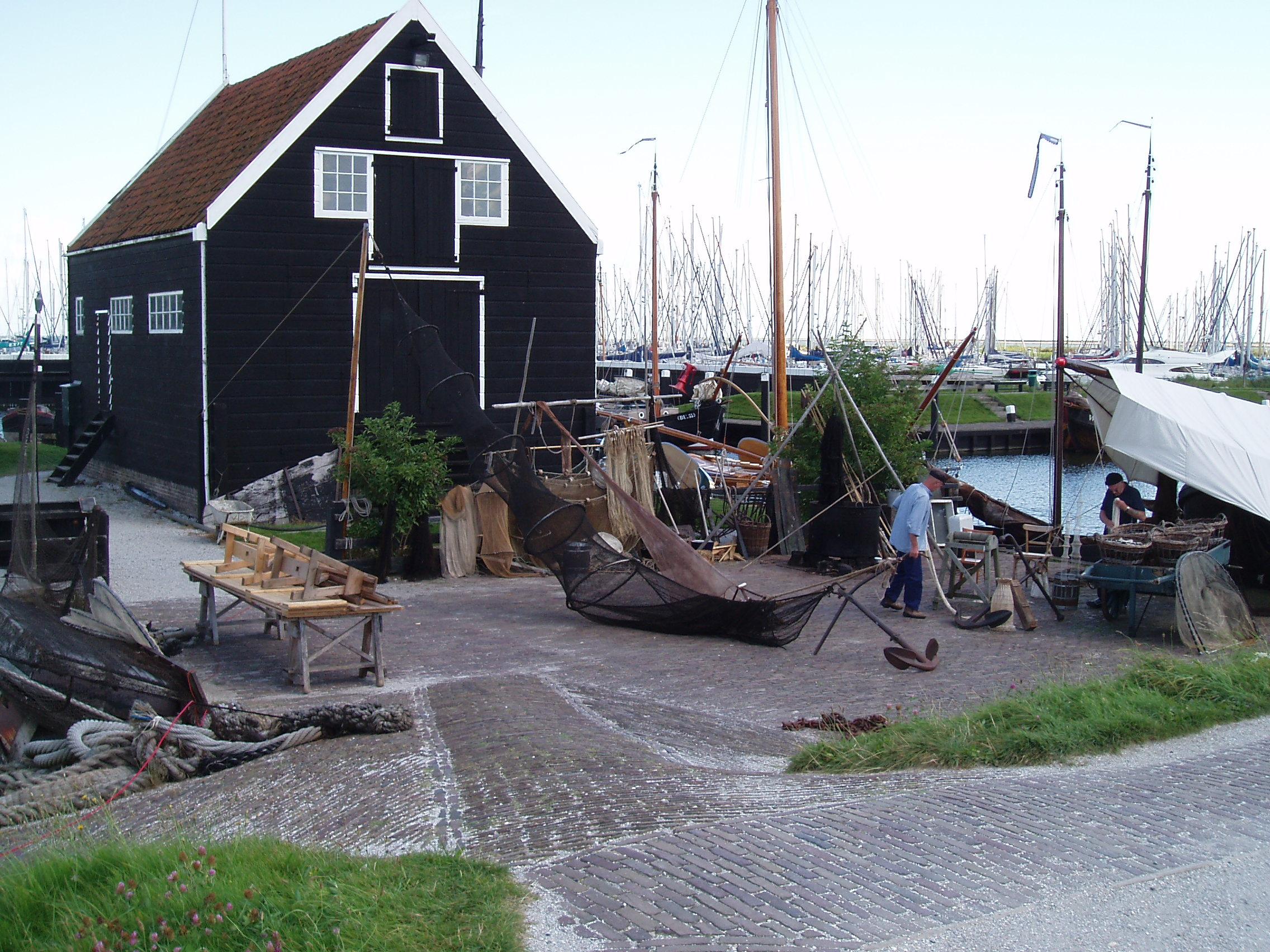
Zuiderzeemuseum Enkhuizen

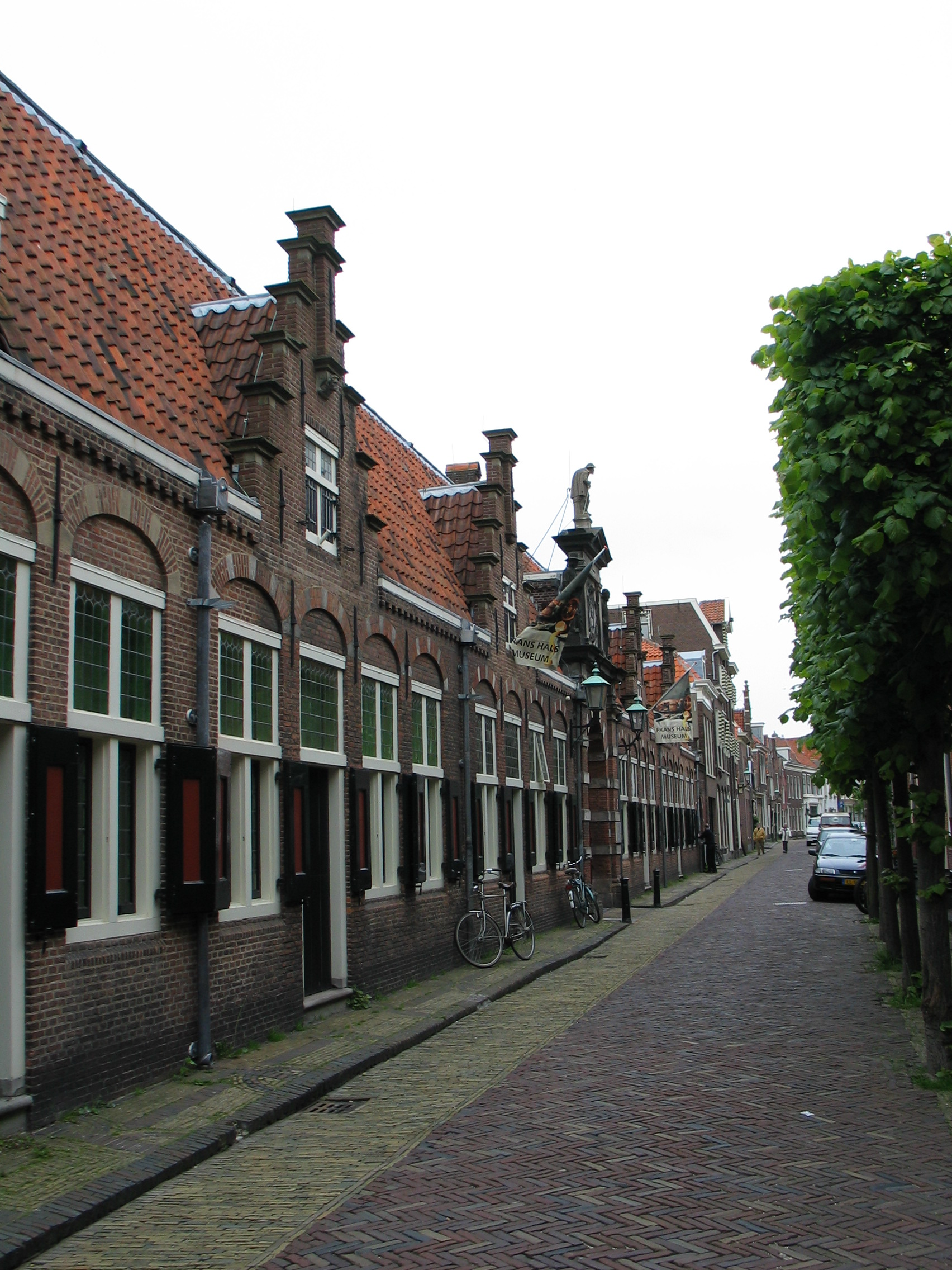
Museu Frans Hals Haarlem

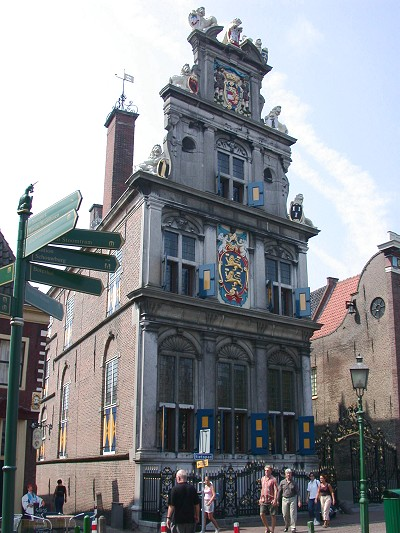
Museu Westfries Hoorn

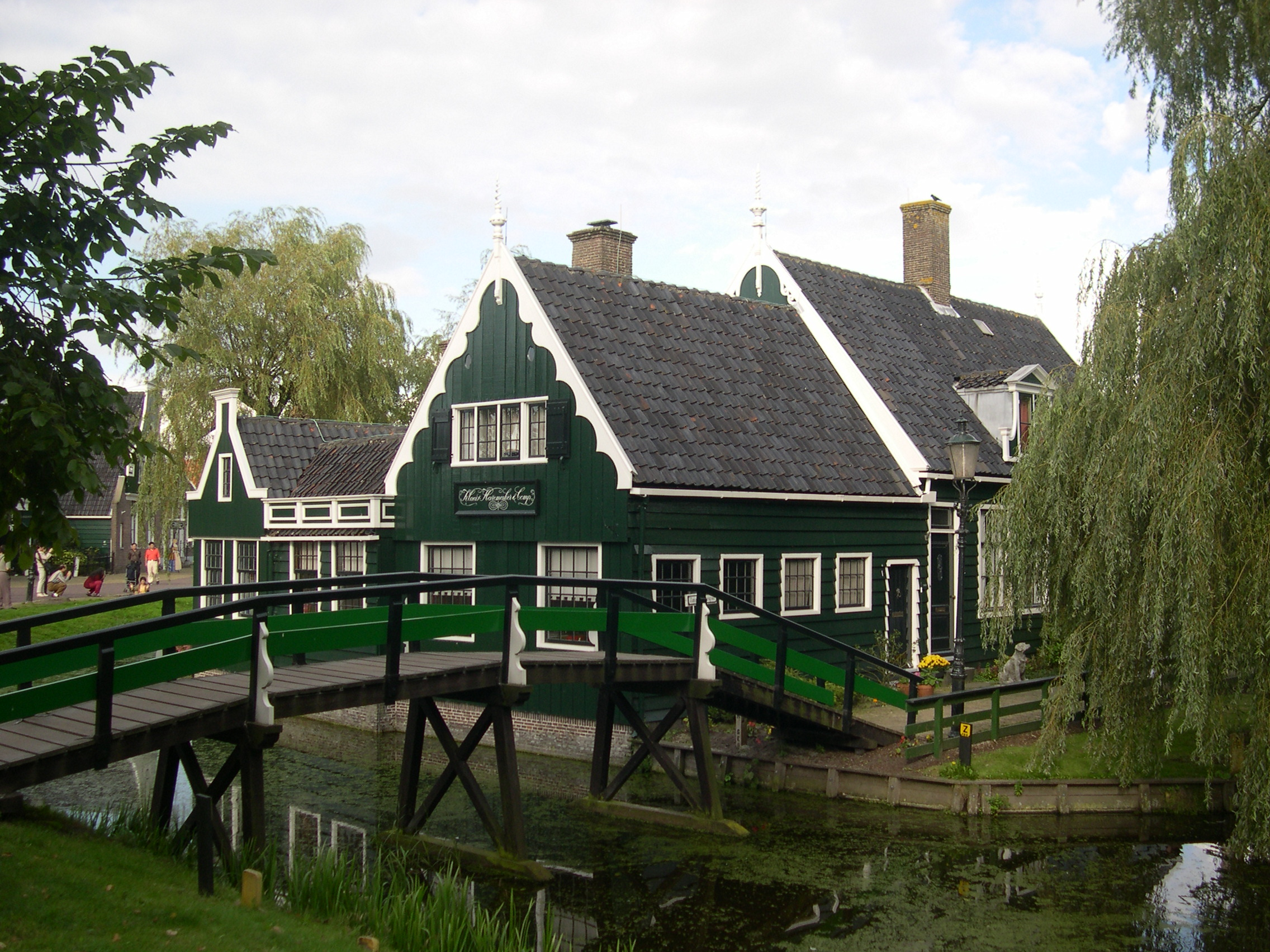
Zaanse Schans Zaandam

- Museu cobra voor Moderne Kunst Amstelveen

Amsterdam
- Museu Allard Pierson
- Amstelhof
- Arxiu de la Ciutat d'Amsterdam
- Museu d'Amsterdam
- Casa d'Anne Frank
- Natura Artis Magistra
- Museu Bijbels
- Museu Diamond d'Amsterdam
- Institut de Pel·lícula EYE dels Països Baixos
- Foam Fotografiemuseum Amsterdam
- Museu de Hash, Marihuana & Cànem
- Heineken Experiència
- Ermitage Amsterdam
- Het Schip
- Museu Joods Historisch
- KattenKabinet
- Madame Tussauds
- Museu de la miniatura
- Museu Geelvinck-Hinlopen
- Museu Jan van der Togt
- Museu de Bosses i Arrufa
- Museu van Loon
- Museu Willet-Holthuysen
- Nederlands Scheepvaartmuseum
- NEMO (Amsterdam)
- Museu Amstelkring
- Museu de la Casa de Rembrandt
- Rijksmuseum
- Stedelijk Museum Amsterdam
- Museu de tortura
- Tropenmuseum
- Museu Van Gogh
- Verzetsmuseum
- Het Scheepvaartmuseum

Bergen
- Museu Kranenburgh

Beverwijk
- Museu Midden-Kennemerland

Den Helder
- Käthe Kruse Poppen en speelgoedmuseum
- Marinemuseum
- Reddingsmuseum Dorus Rijkers

Enkhuizen
- Zuiderzeemuseum

Haarlem
- Museu d'arqueologia de Haarlem
- Het Dolhuys, museu de Psiquiatria
- Museu Frans Hals, museu de belles arts
- MuseucGeologisch (1853–1864)
- Museu d'història de Haarlem (història cultural de Zuid-Kennemerland)
- Museu De Hallen, Haarlem, branca del museu Frans Hals d'art modern
- Museu NZH Vervoer (Tramvia blau)
- Museu Teyler (el museu públic més antic als Països Baixos)

Hilversum
- Museu Hilversum
- Institut de la Imatge i el So dels Països Baixos

Hoofddorp
- Historisch Museu Haarlemmermeer, streekmuseum Haarlemmermeer

Hoorn
- Affichemuseum
- Historisch Museu Turkije-Nederland
- Museu van de twintigste eeuw
- Museumstoomtram Hoorn-Medemblik
- Speelgoedmuseum De Kijkdoos
- Museu Westfries

IJmuiden
- IJmuider Zee- en Havenmuseum
- Museu del búnquer IJmuiden

Laren
- Singer Laren

Medemblik
- Nederlands Stoommachinemuseum
- Bakkerijmuseum 'de oude bakkerij'
- Kasteel Radboud

Naarden
- Nederlands Vestingmuseum

Spanbroek
- Museu Scheringa d'art realista (anteriorment Frisia Museu)

Venhuizen
- Museu Møhlmann

Zaandam
- Museu Zaans
- Zaanse Schans
- Tsaar Peterhuisje
- Verkade Paviljoen

## Limburg
Asselt
- Museu Asselt

Beek
- Museu Els

Cadier en Keer
- Afrikacentrum

De Pela
- Museu Luchtdoelartillerie

Echt
- Museu M/V van de Vrouw

Elsloo
- Streekmuseum Schippersbeurs

Gennep
- De Crypte
- Museu Het Petershuis

Haelen
- Leudalmuseum

Heerlen
- Thermenmuseum
- Nederlands Mijnmuseum GEON
- Sterrenwacht Limburg[3]
- Stadsgalerij Heerlen

Helden
- De Moennik

Hoensbroek
- Museu Kasteel Hoensbroek

Horn
- Museu "Terug en de tijd"

Horst
- Museu Koperslagers

Horst-Melderslo
- Museu De Locht

Kerkrade
- Industrion

Maastricht
- Bonnefantenmuseum
- Museu d'Història Drukkerij
- Museu aan het Vrijthof

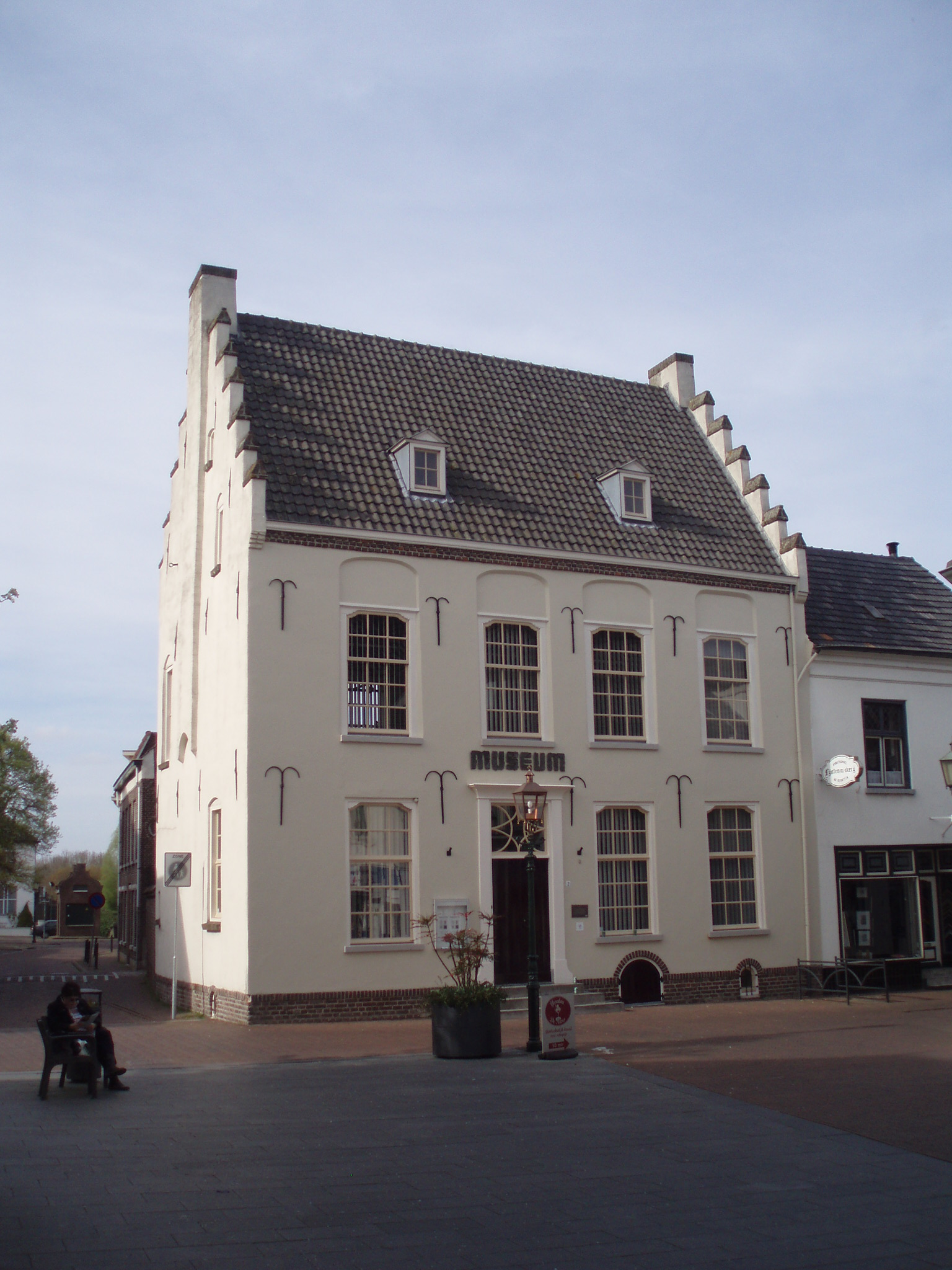
Museu Het Petershuis a Gennep

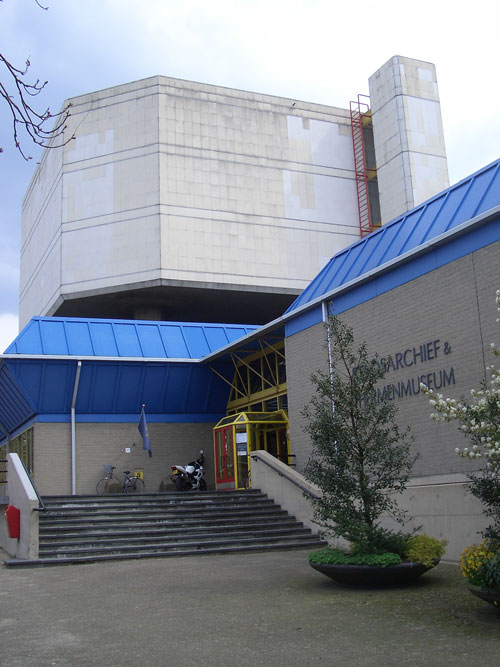
Thermenmuseum a Heerlen

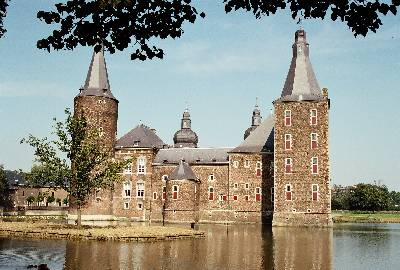
Castell Hoensbroek a Hoensbroek

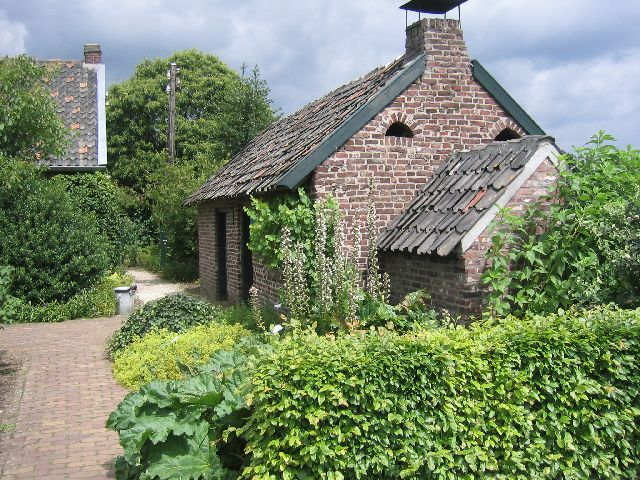
Museu De Locht a Horst-Melderslo

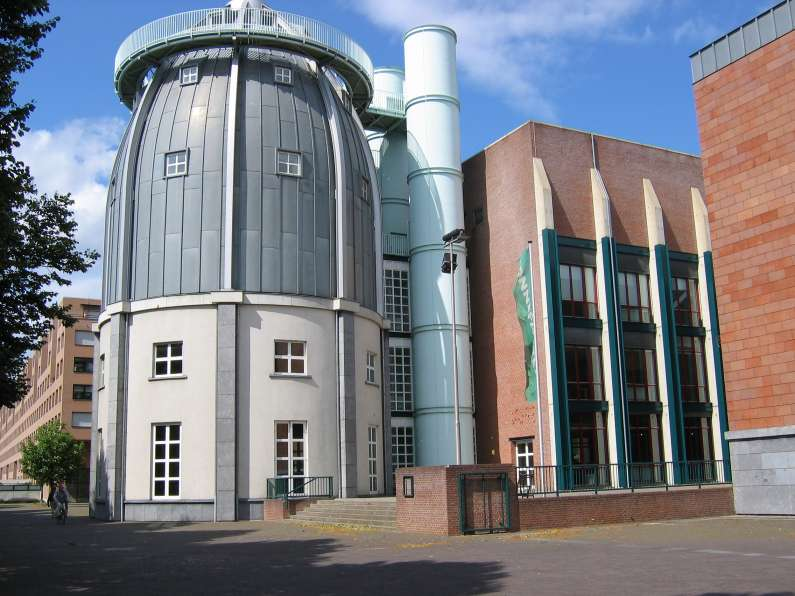
Museu Bonnefanten a Maastricht

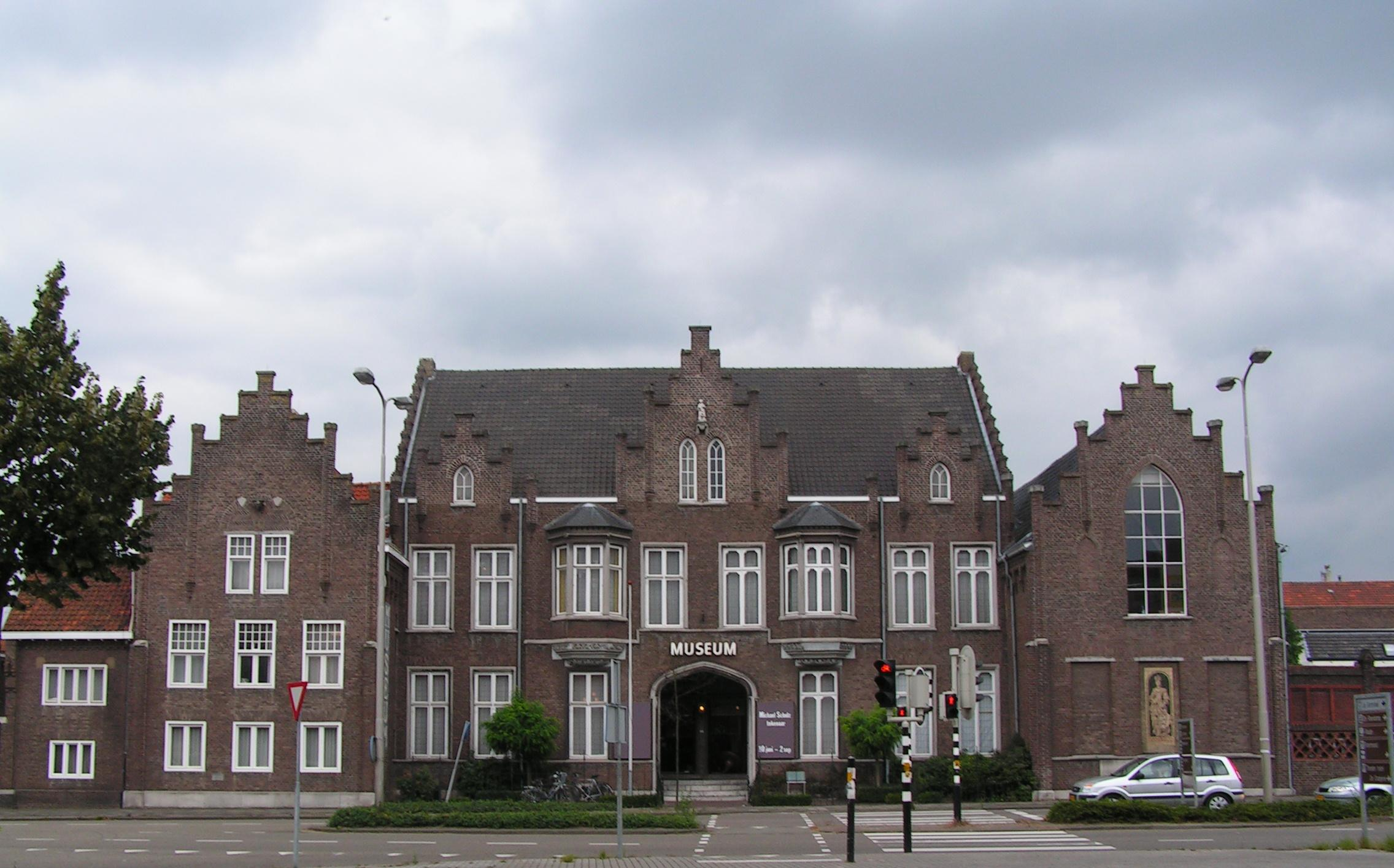
Stedelijk Museu Roermond a Roermond

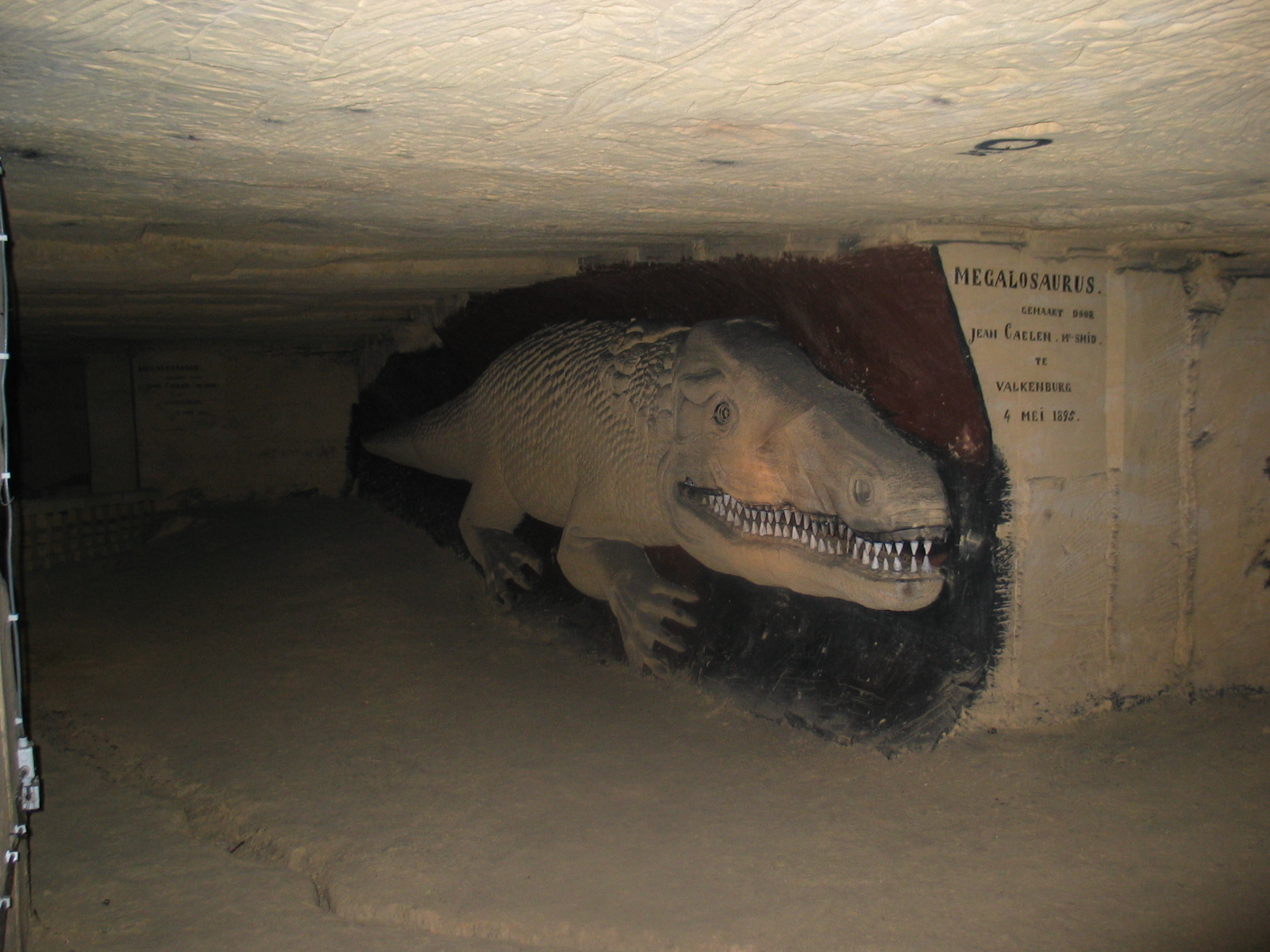
Gemeentegrot a Valkenburg

- Museu d'Història natural de Maastricht
- NAIM / Agència Europa
- Reliquiari de la Basílica de Servaci de Tongeren

Nederweert-Eind
- Limburgs Openluchtmuseum Eynderhoof

Roermond
- Museu Stedelijk Roermond

Sint Odiliënberg
- Roerstreekmuseum

Sittard
- Het Domein

Stein
- Museu d'Arqueologia

Steyl
- Limburgs Schutterij Museu
- Missiemuseum Steyl

Tegelen
- Centre de ciència Ithaka
- Keramiekcentrum Tiendschuur

Thorn
- Museu Het Land van Thorn

Valkenburg aan de Geul
- Modelsteenkolenmijn
- Gemeentegrot
- Streekmuseum
- Kasteelruine & Fluwelengrot

Venlo
- Museu Limburgs
- museu van Bommel van Dam

Venray
- Freulekeshuus, 't
- Odapark

Weert
- Museu Weert

## Overijssel
Almelo
- Stadsmuseum Almelo

Ambt Delden
- Museumboerderij Wende Zoele

Blokzijl
- Het Gildenhuys

Delden
- Zoutmuseum

Denekamp
- Natura Docet

Deventer
- Museu d'Història de Deventer
- Speelgoed- en Blikmuseum

Enschede
- Rijksmuseum Twenthe
- TwentseWelle

Enter
- Klompen- en Zompenmuseum
- Oudheidkamer Buisjan

Genemuiden
- Tapijtmuseum

Giethoorn
- 't Olde Maat Uus
- Museu De Oude Aarde

Haaksbergen
- Museu Buurt Spoorweg

Hardenberg
- HistorieKamer Hardenberg

Heino

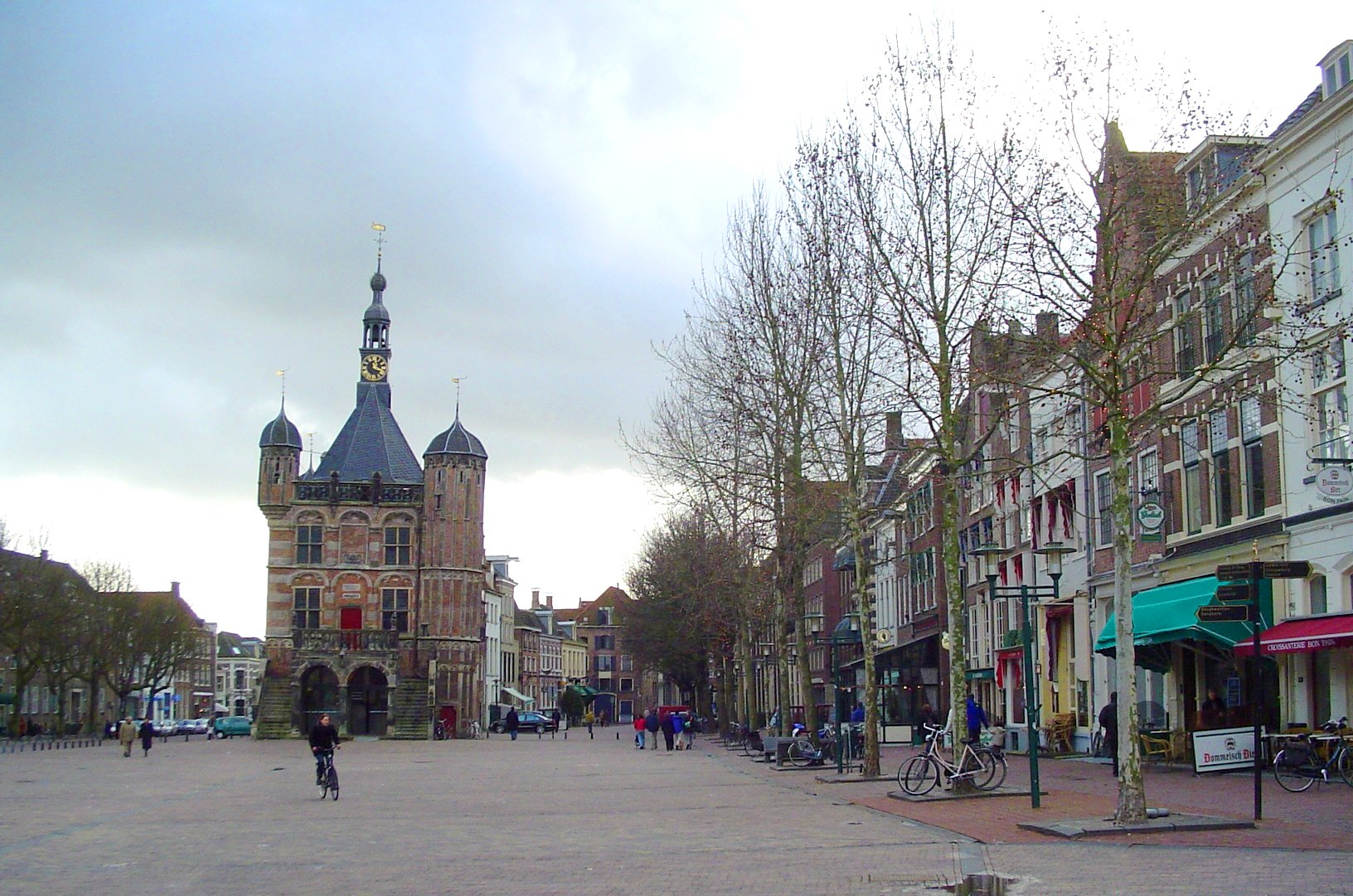
Museu Deventer De Waag

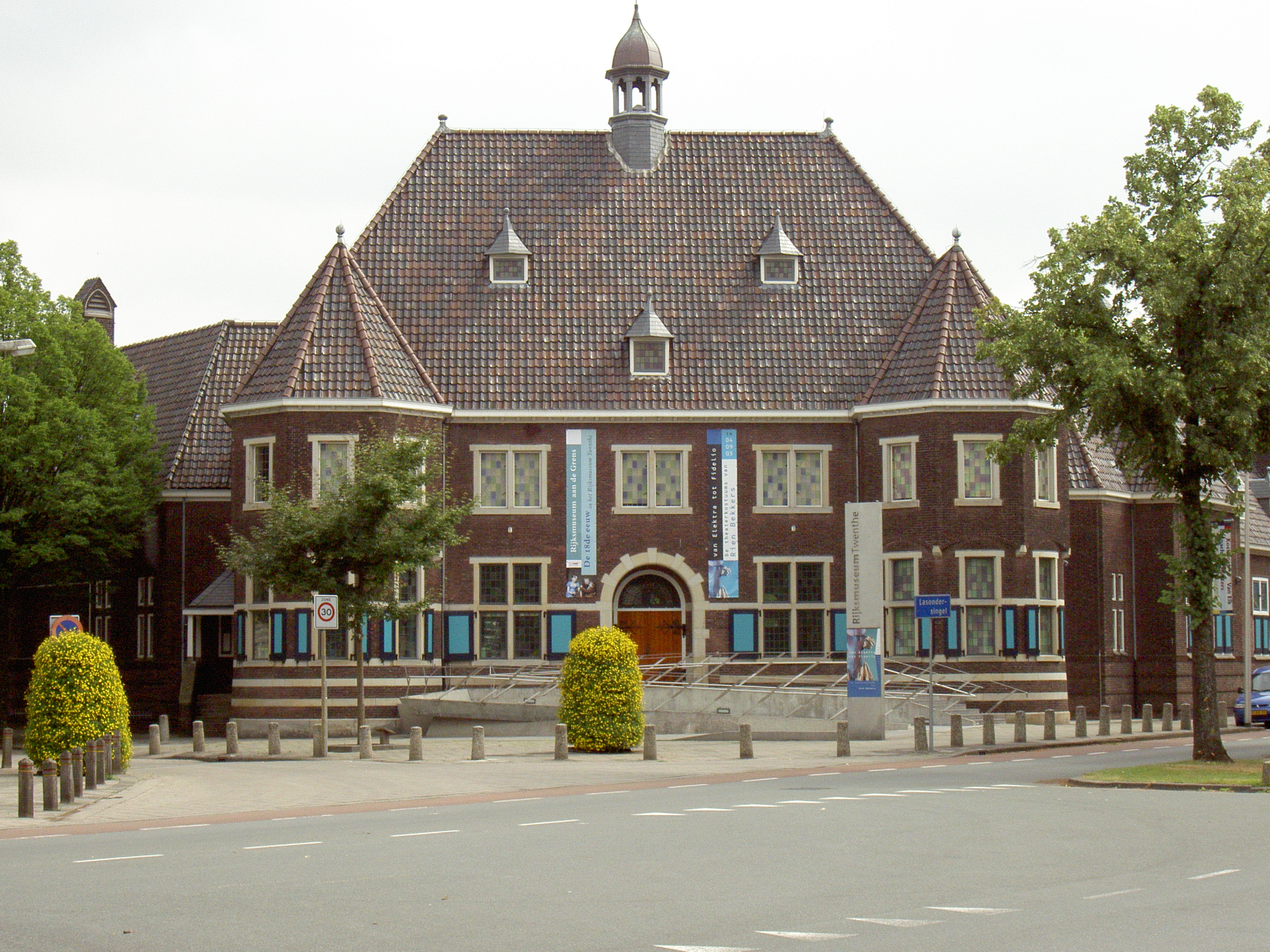
Enschede Rijksmuseum Twente

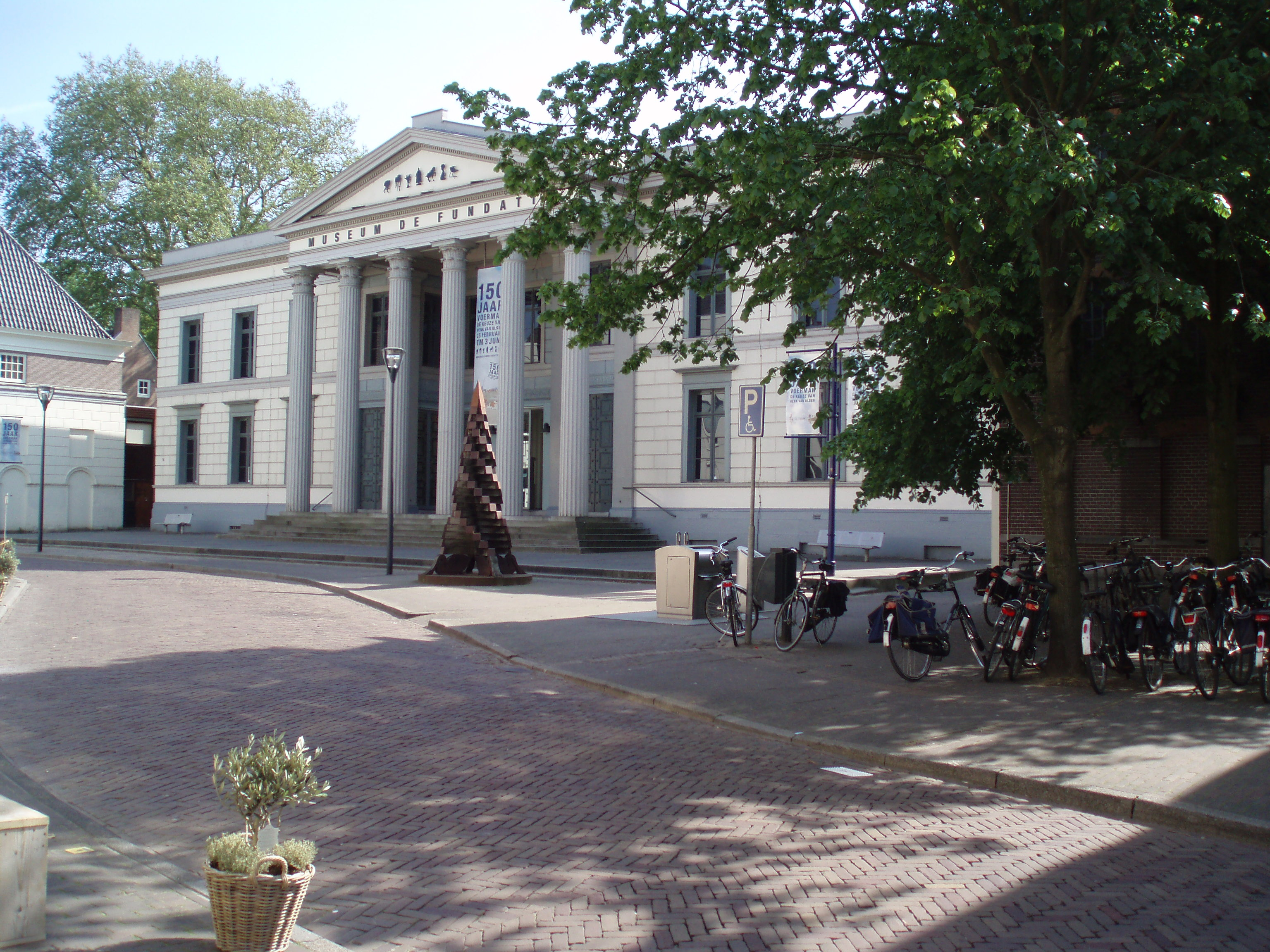
Museu Zwolle De Fundatie

- Kasteel Het Nijenhuis, una de les dues seus del Museu de Fundatie

Hellendoorn
- Gerrit Valk Bakkerij- en IJsmuseum

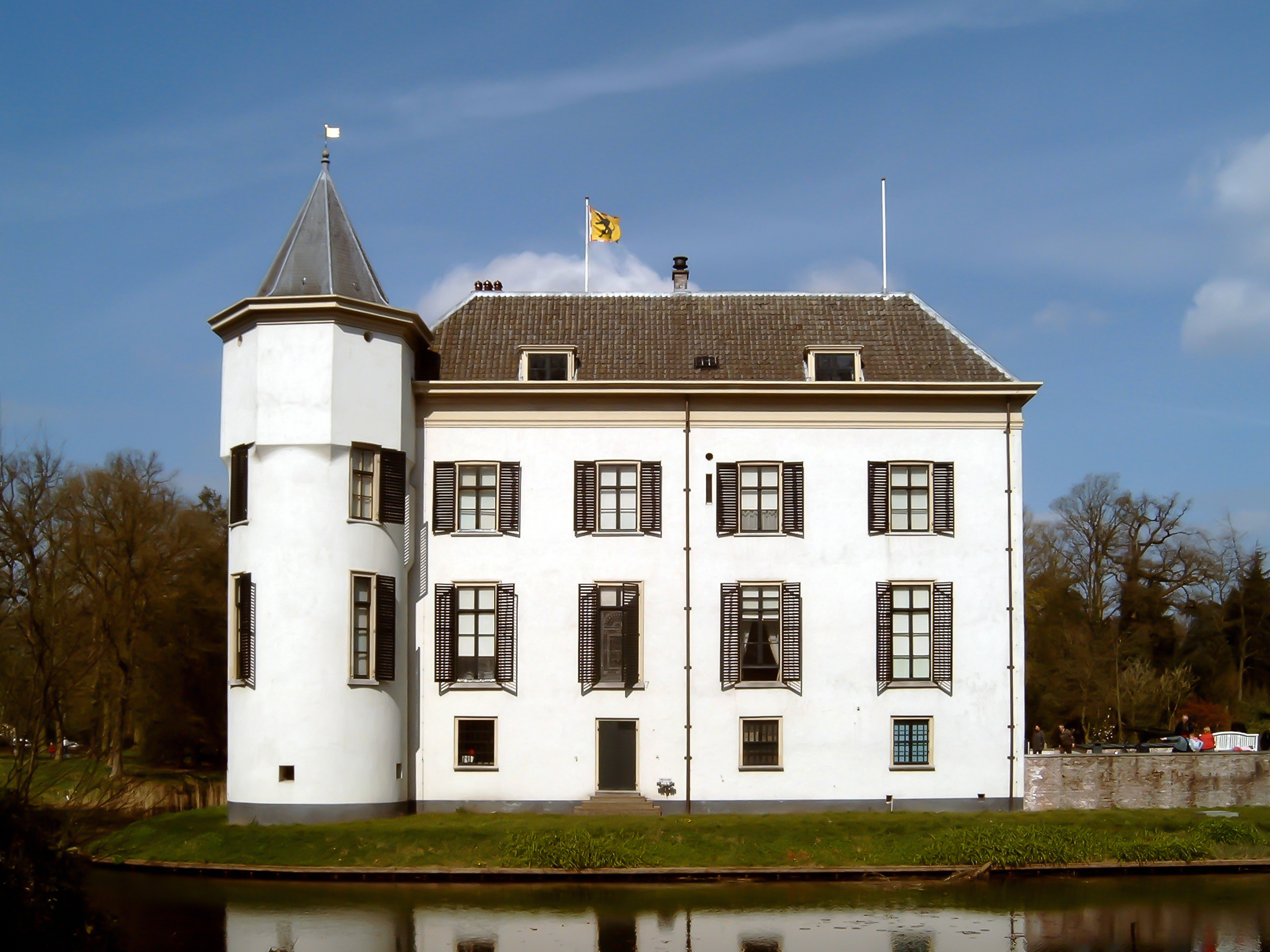
Huize Doorn

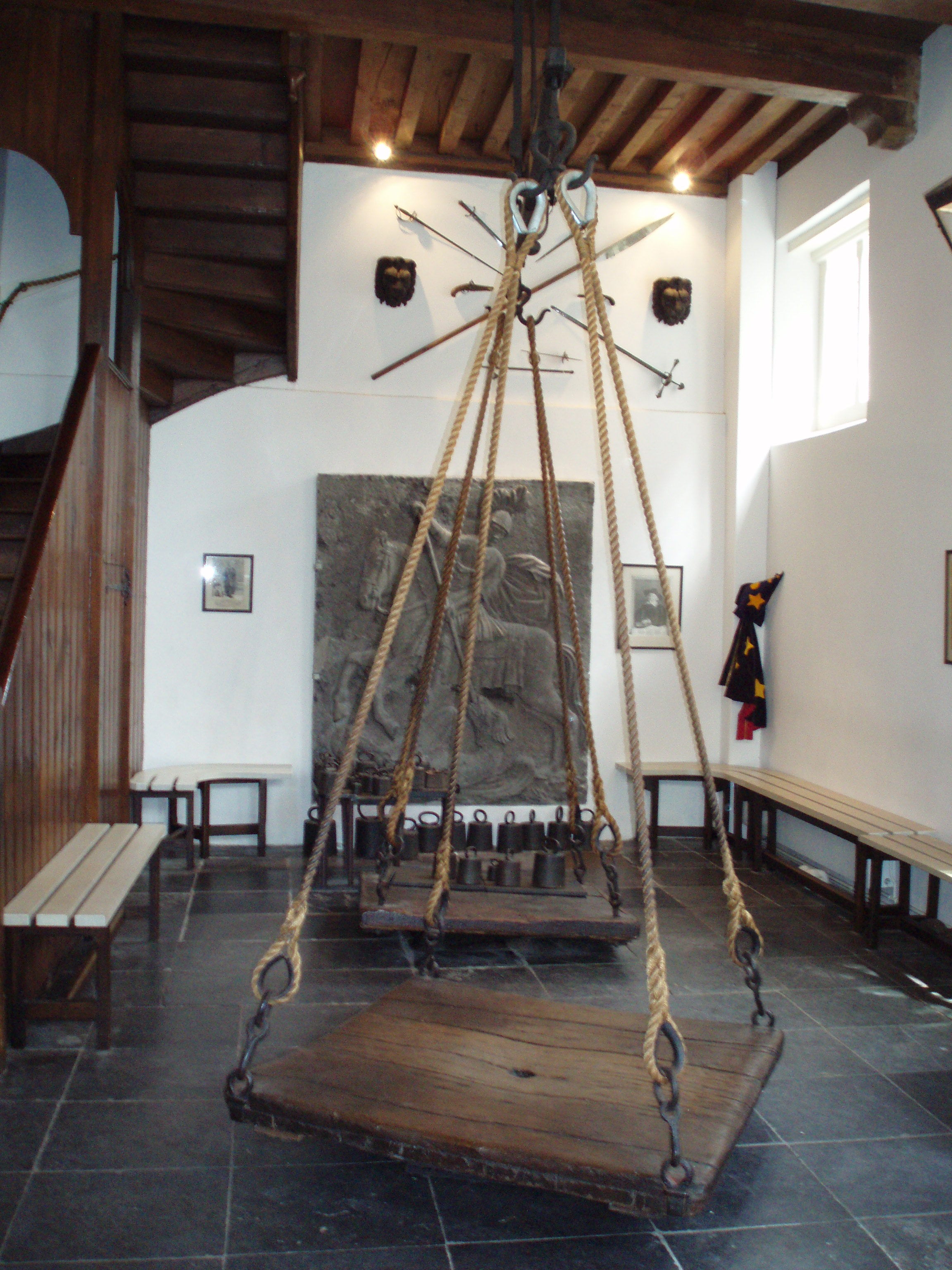
Heksenwaag Oudewater

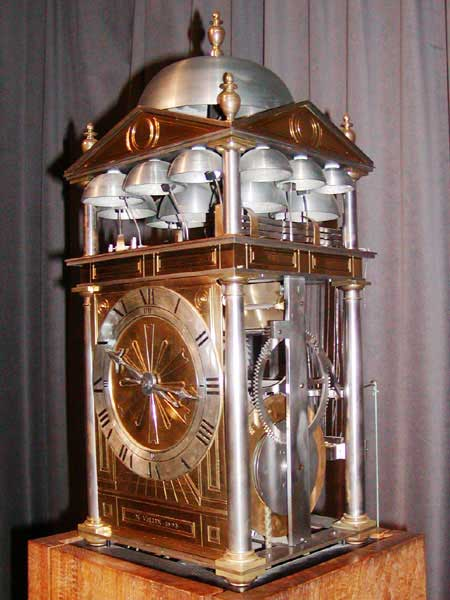
Van speelklok tot Pierement Utrecht

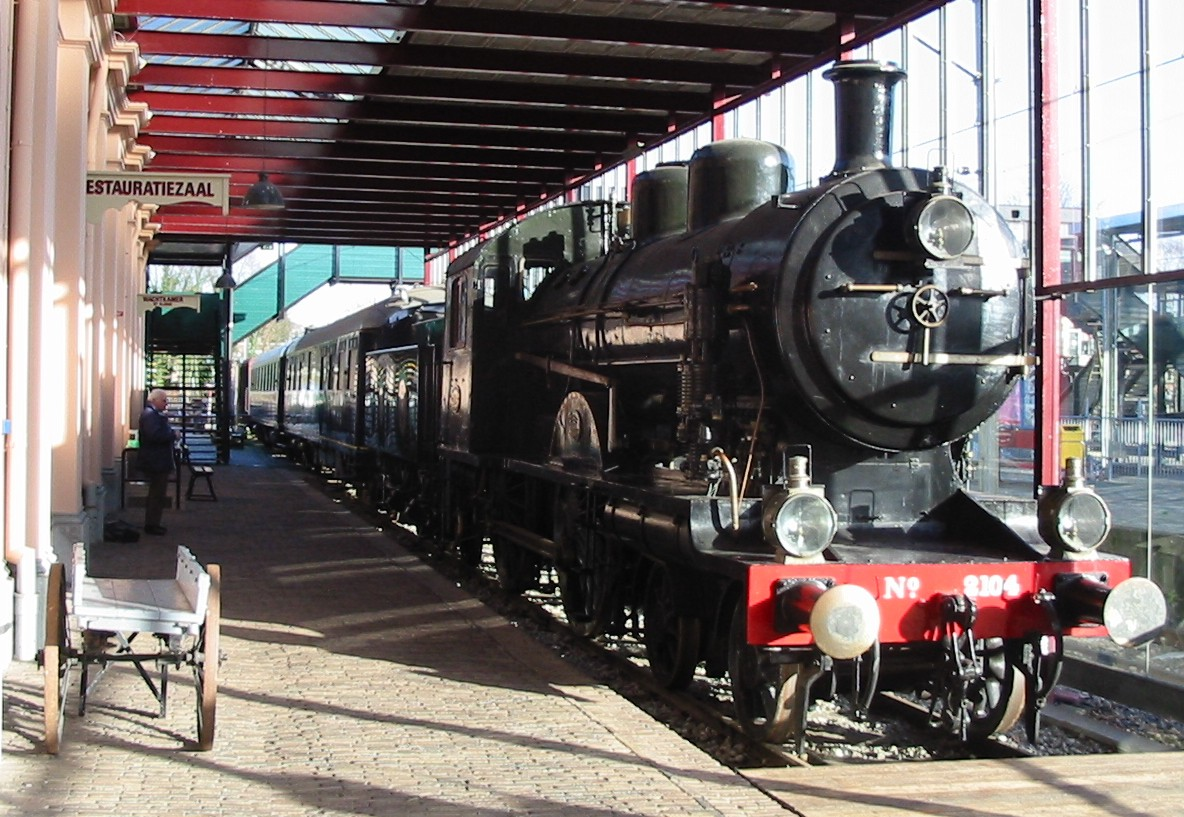
Spoorwegmuseum Utrecht

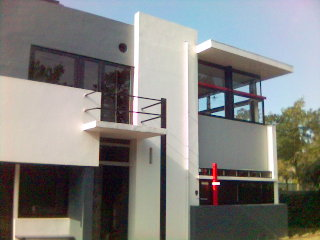
Rietveld Schröderhuis Utrecht

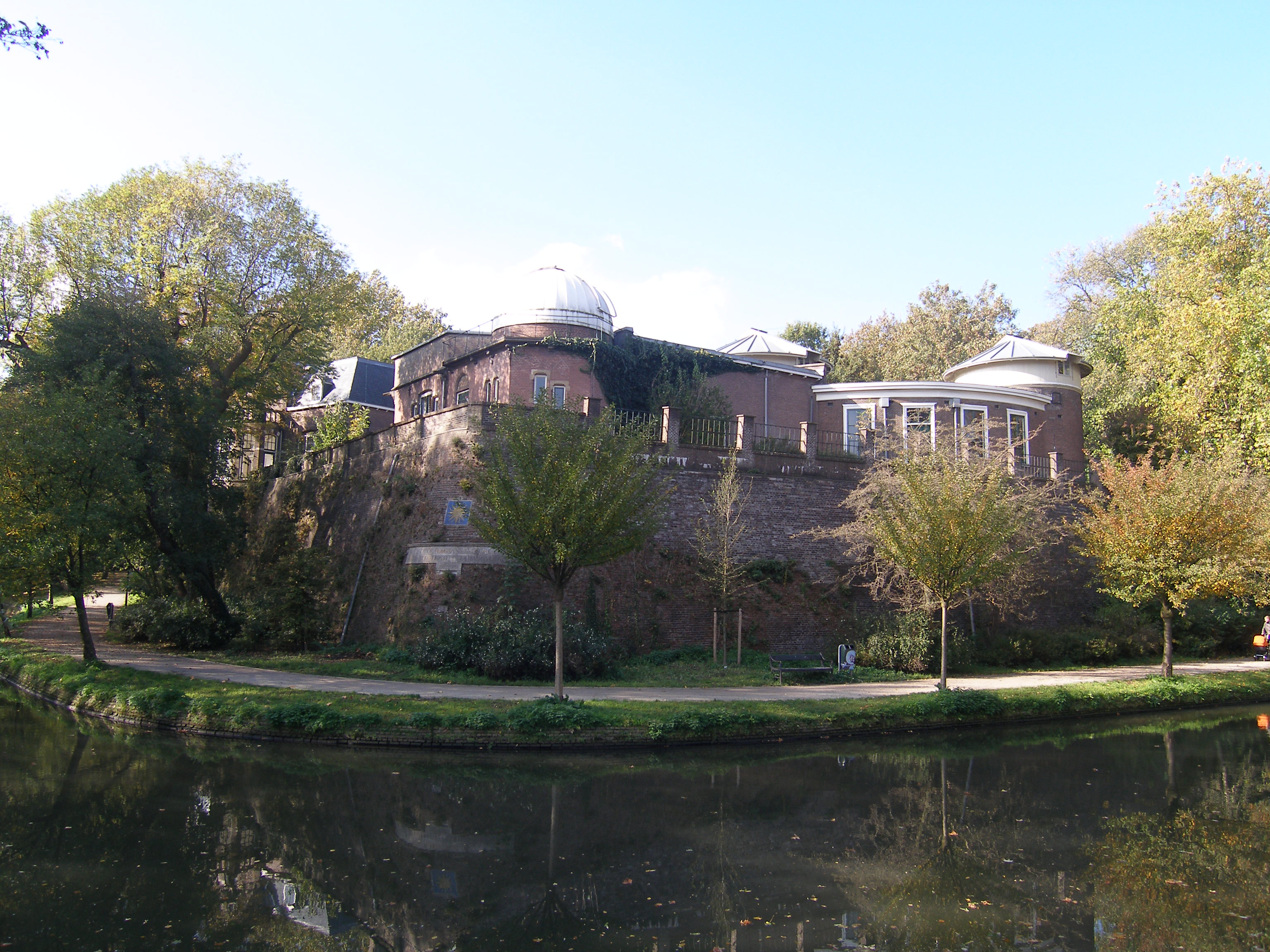
Sonnenborgh-Museu & sterrenwacht Utrecht

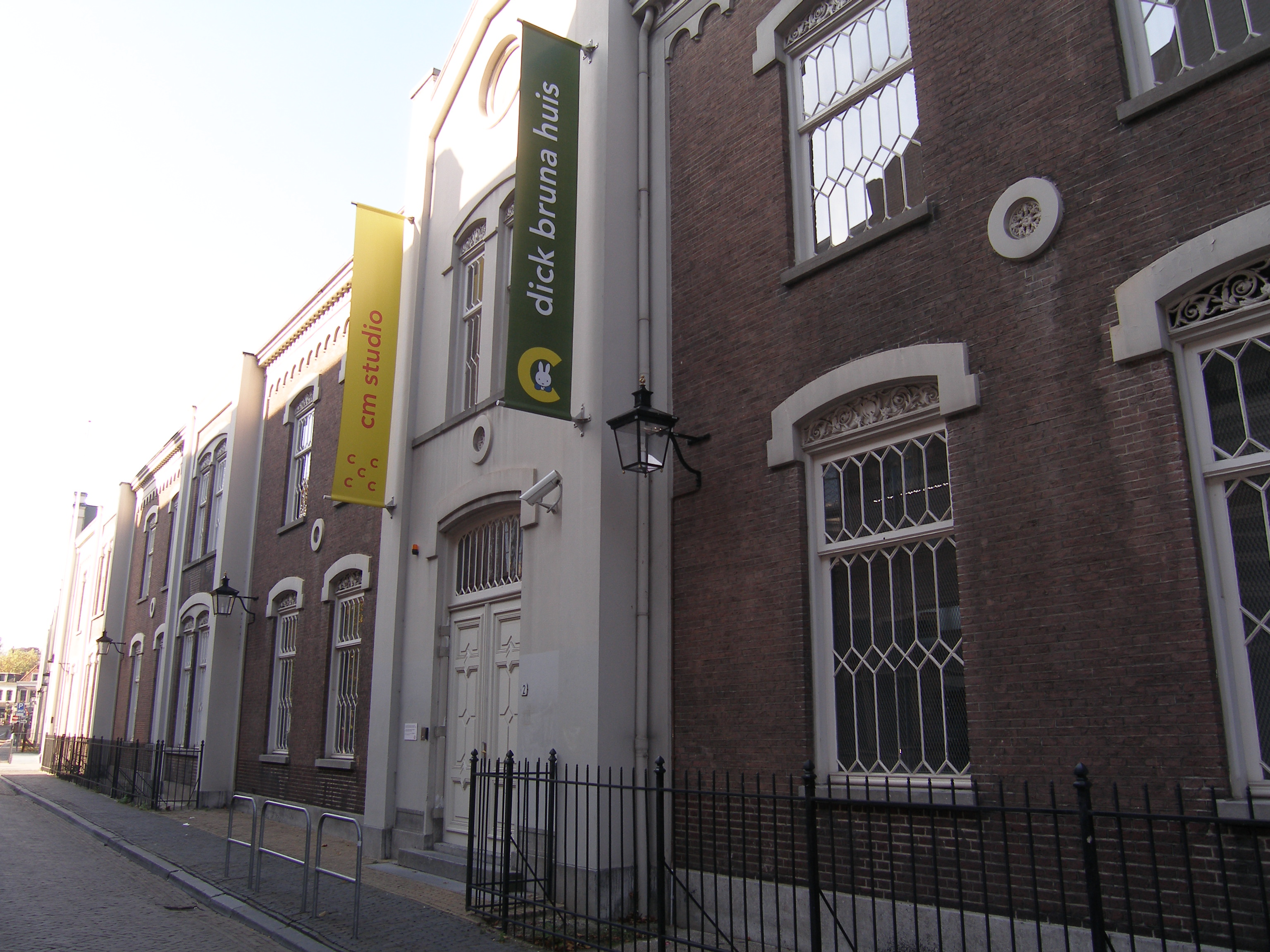
dick bruna huis Utrecht

- Smederijmuseum

Hengelo
- Museu d'Història de Hengelo
- Techniekmuseum Heim

Holten
- Natuurdiorama Holterberg

Kampen
- Ikonenmuseum Kampen
- Stedelijk Museu Kampen

Nieuwleusen
- Museu Palthehof

Oldenzaal
- Museu Palthehuis

Ootmarsum
- Educatorium

Vriezenveen
- Museu d'Història de Vriezenveen

Zwolle
- Museu De Fundatie
- Museu Stedelijk de Zwolle
- Jocs d'Ordinadors

## Utrecht
Amerongen
- Amerongs Historisch- en Tabaksmuseum

Amersfoort
- Museu Armando
- Museu Neerlandès Cavalry
- Museu Culinair
- De Zonnehof
- Casa El Mondriaan
- Museu Flehite Amersfoort
- Museu Jacobs van den Hof
- Vindselmuseum in Natura

Bunschoten-Spakenburg
- Klederdracht- en Visserijmuseum
- Museu 't Vurhuus

De Bilt
- Museu Beelden op Beerschoten

Doorn
- Huis Doorn

Driebergen-Rijsenburg
- Museu 't Schilderhuis

Eemnes
- Oudheidkamer Eemnes

IJsselstein
- Stadsmuseum IJsselstein

Maarsbergen
- Kaas-, Museu- & Partyboerderij 'De Weistaar'

Maarssen
- Museu d'Història de Maarssen
- Museu Neerlandès Drogisterij
- Pygmalion Beeldende Kunst

Nieuwegein
- Museu d'Història Warsenhoek

Oudewater
- Heksenwaag
- Touwmuseum 'De Baanschuur'

Rhenen
- Gemeentemuseum Het Rondeel

Soest
- Museu Oud Soest

Soesterberg
- Museu Militar Luchtvaart

Utrecht
- Museu d'Art aborigen
- Museu Centraal
- Dick Bruna huis
- Geldmuseum
- Museu Maluku
- Cafeteria de museu Lombok
- Museu Catharijneconvent
- museu van het Kruideniersbedrijf Betje Boerhave
- Museu Nacional van Speelklok tot Pierement
- Nederlands Spoorwegmuseum
- Casa Rietveld Schröder
- Sonnenborgh
- Utrechts Universiteitsmuseum
- Volksbuurtmuseum Wijk C

Veenendaal
- Het Kleine Veenloo
- Museu Vingerhoed

Vianen
- Museu Stedelijk de Vianen

Vinkeveen
- Museu de Ronde Venen

Wijk bij Duurstede
- Museu Dorestad

Woerden
- Museu d'autocine
- Stadsmuseum Woerden

## Zelanda

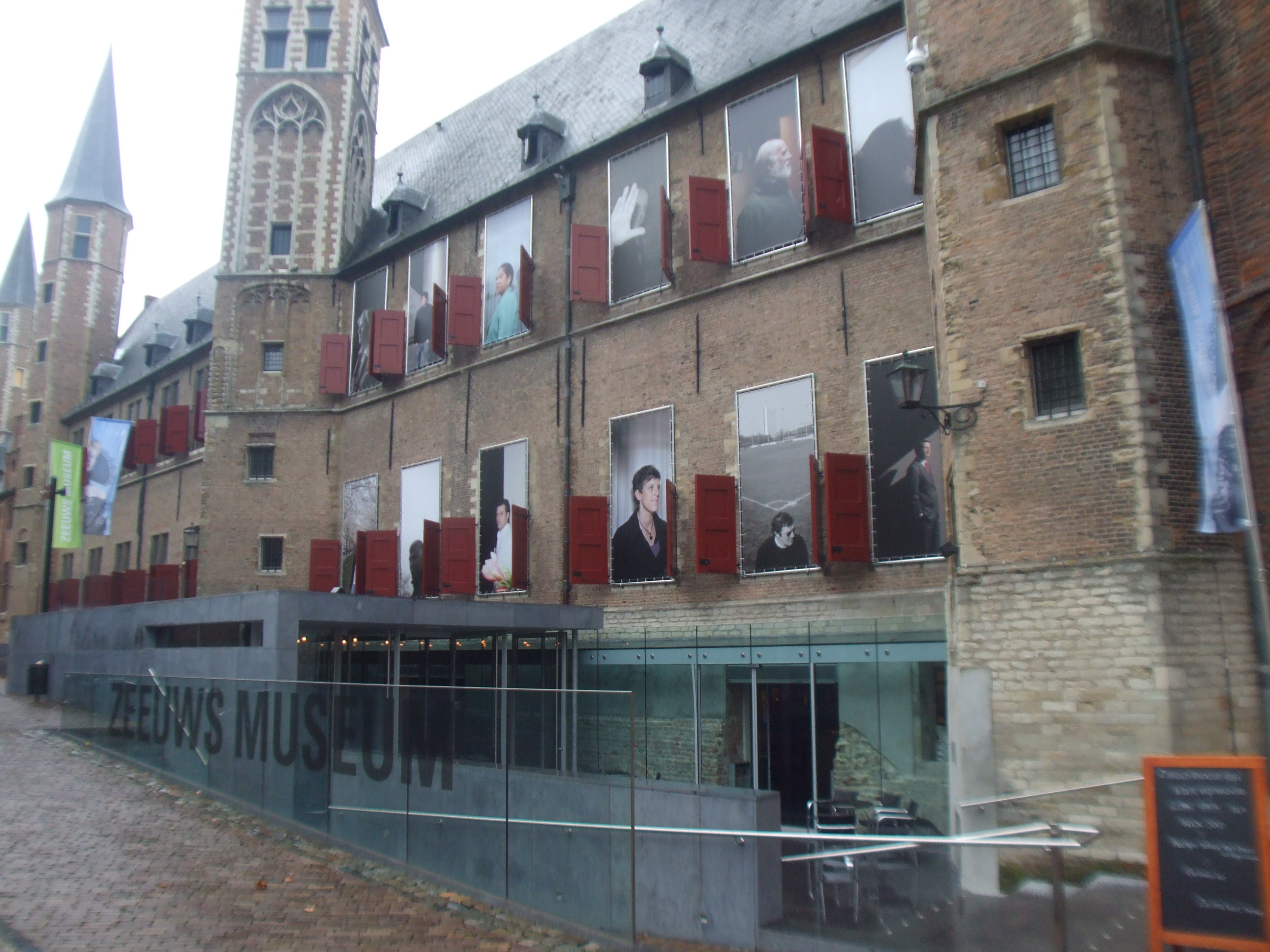
Museu Zeeuws Middelburg

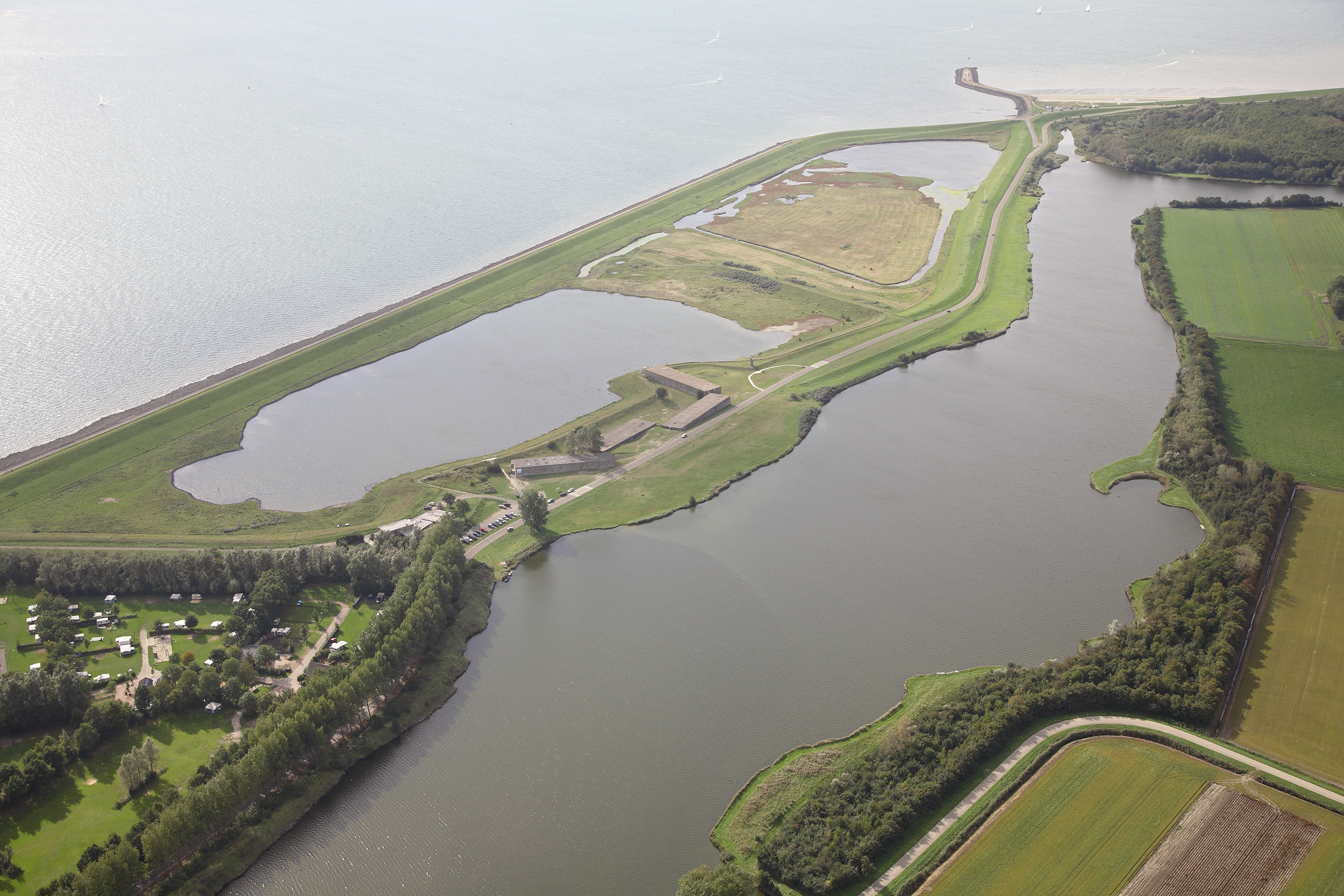
MuseunWatersnood de Ouwerkerk

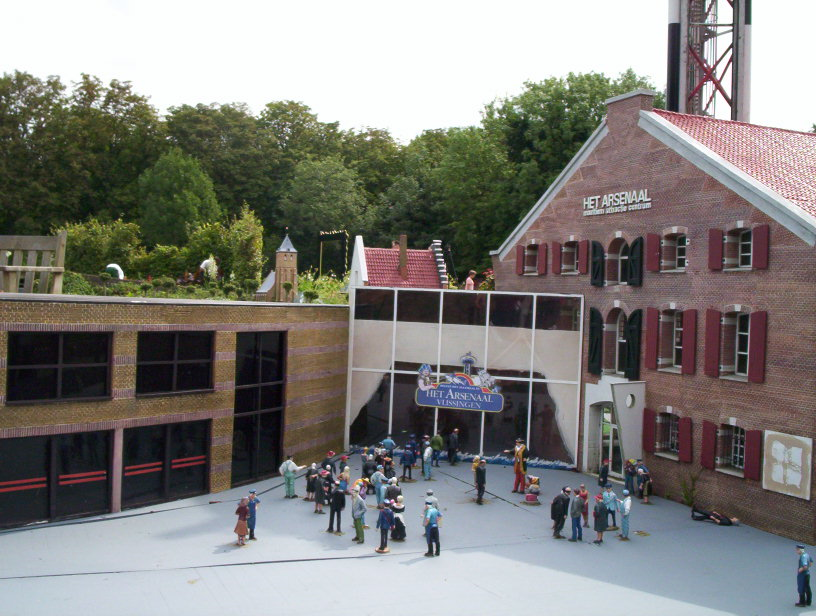
Het Arsenaal vlissingen

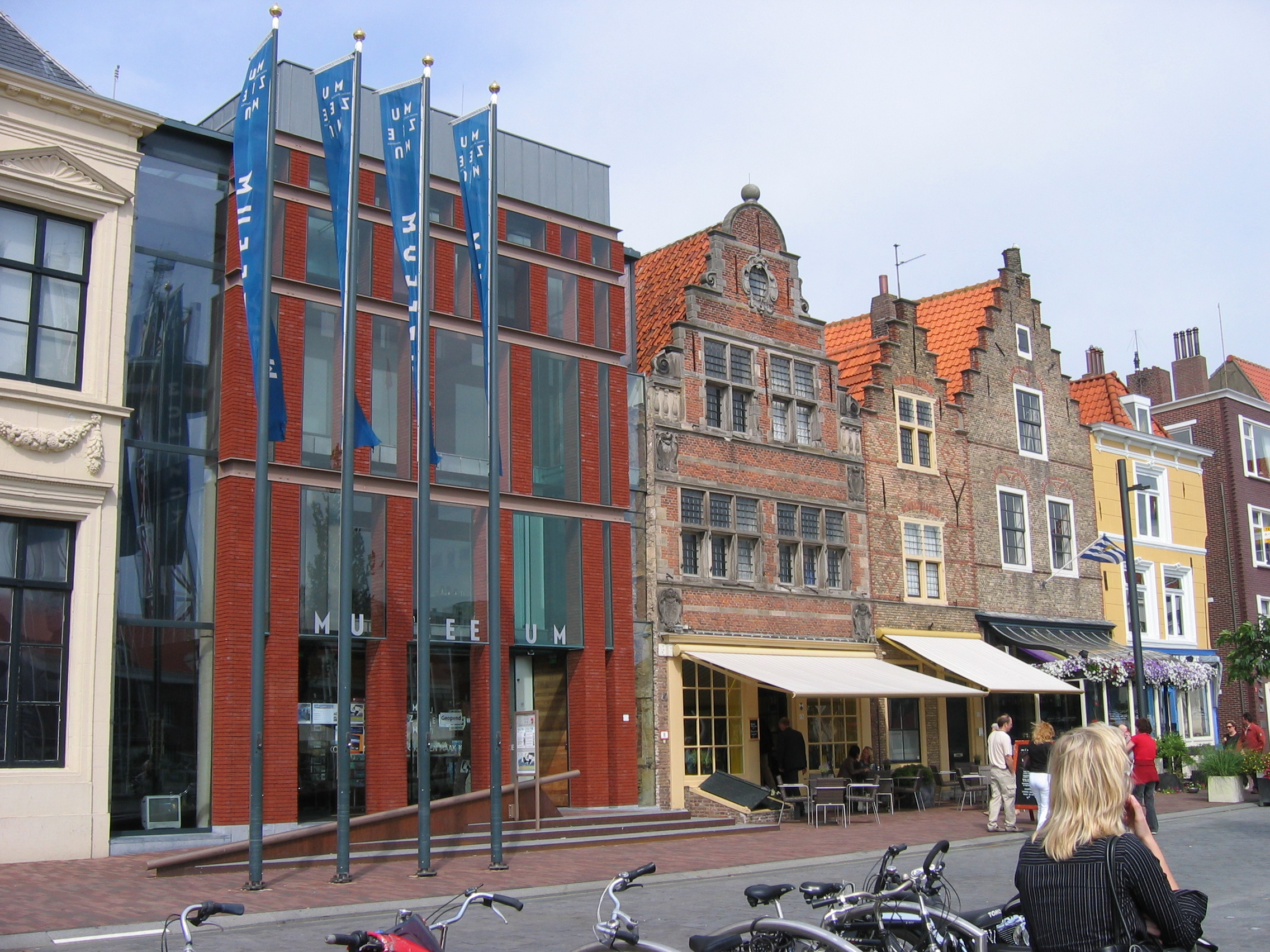
Zeeuws maritiem muZEEum

Bruinisse
- Visserijmuseum Bruinisse
- Oudheidkamer Bruinisse

Domburg
- Museu Marie Tak van Poortvliet

Goes
- Museu d'Història de De Bevelanden

Kapelle
- Fruitteeltmuseum

Meliskerke
- Zijdemuseum

Middelburg
- Zeeuws Museu
- Voetbal Experience

Neeltje Jans
- Deltapark Neeltje Jans

Oostburg
- Oorlogsmuseum Switchback

Oostkapelle
- Terra Maris

Ouwerkerk
- Watersnoodmuseum

Vlissingen
- Het Arsenaal
- Zeeuws Maritiem muZEEum
- Reptielenzoo Iguana

## Illes BES
Bonaire
- Museu Bonaire
- Museo di Belua
- Parc de Washington del museu
- Museu Kas Krioyo
- Museu Mangasina di Rey
- Fort de museu Oranje

Sint Eustatius
- Museu Familia Berkel
- Museu Simon Doncker

Illa de Saba
- Museu Harry L. Johnson
- Museu Major Osmar Ralph Simmons